# 犬山市
犬山市（いぬやまし）は、愛知県北部の尾張地方にある市。
江戸時代には犬山城の城下町として栄えた。犬山城、博物館明治村、リトルワールド、日本モンキーパークなどを有する観光都市であり、国際会議観光都市に認定されている。名古屋市の衛星都市である。

## 市名の由来
『郷土読本犬山』によると犬山の地名の語源には以下の3つの学説がある。
- 犬を使った狩りに最適だったことから「いぬやま」になった説。
- 平安時代の丹羽郡小野郷が山間部であるということから小野山から転じて「いぬやま」になった説。
- 大縣神社の祭神「大荒田命」が犬山の針綱神社の祭神の一人玉姫命の父にあたり、大縣神社から見て犬山が戌亥の方角に当ることから、「いぬいやま」が転じて「いぬやま」になった説がある。

「犬山」の表記で最古期の文献は1336年の『南山巡狩録』などがある。
現存する全国の自治体名で唯一「犬」が付く自治体である。

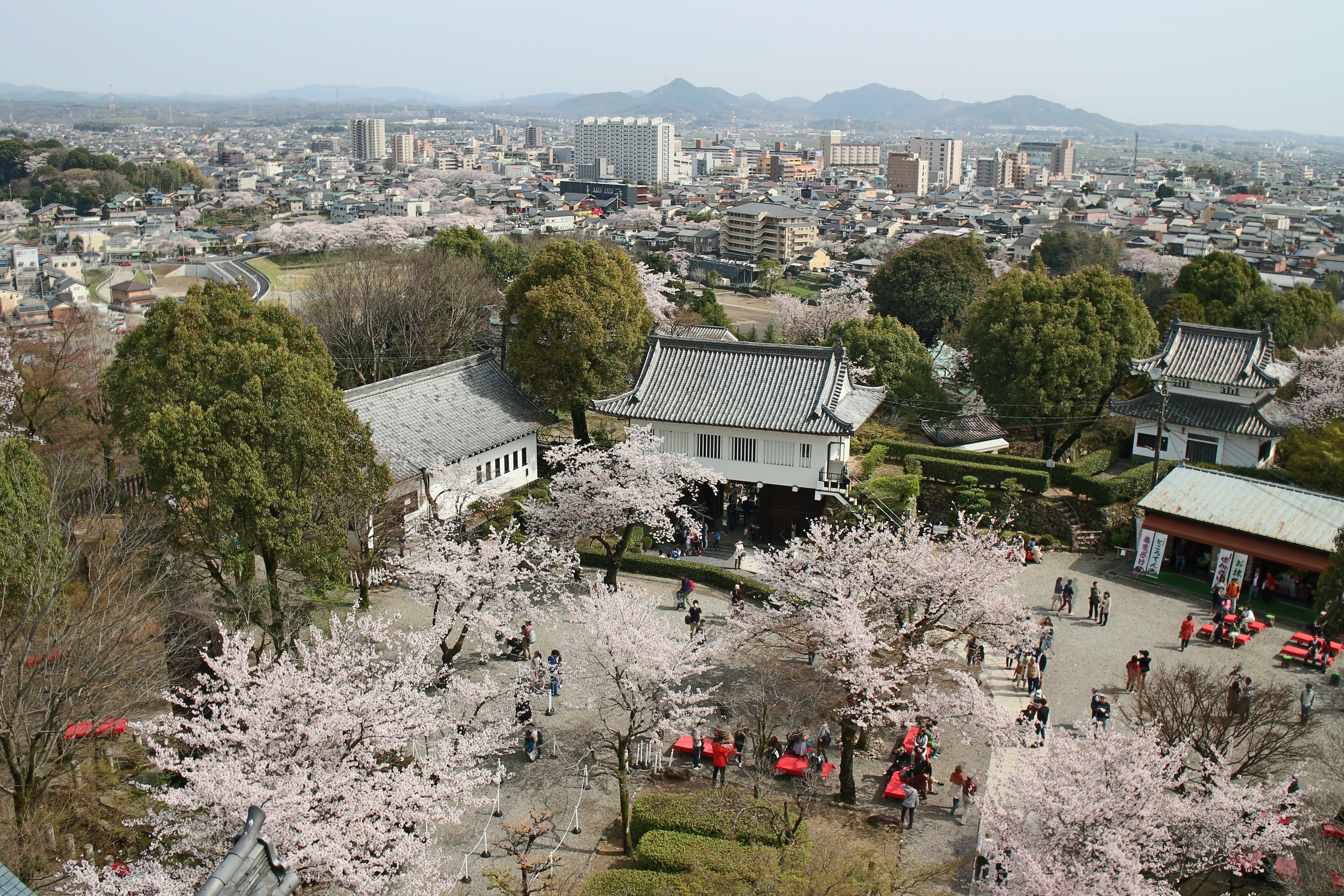
犬山城天守閣から望む犬山中心市街地
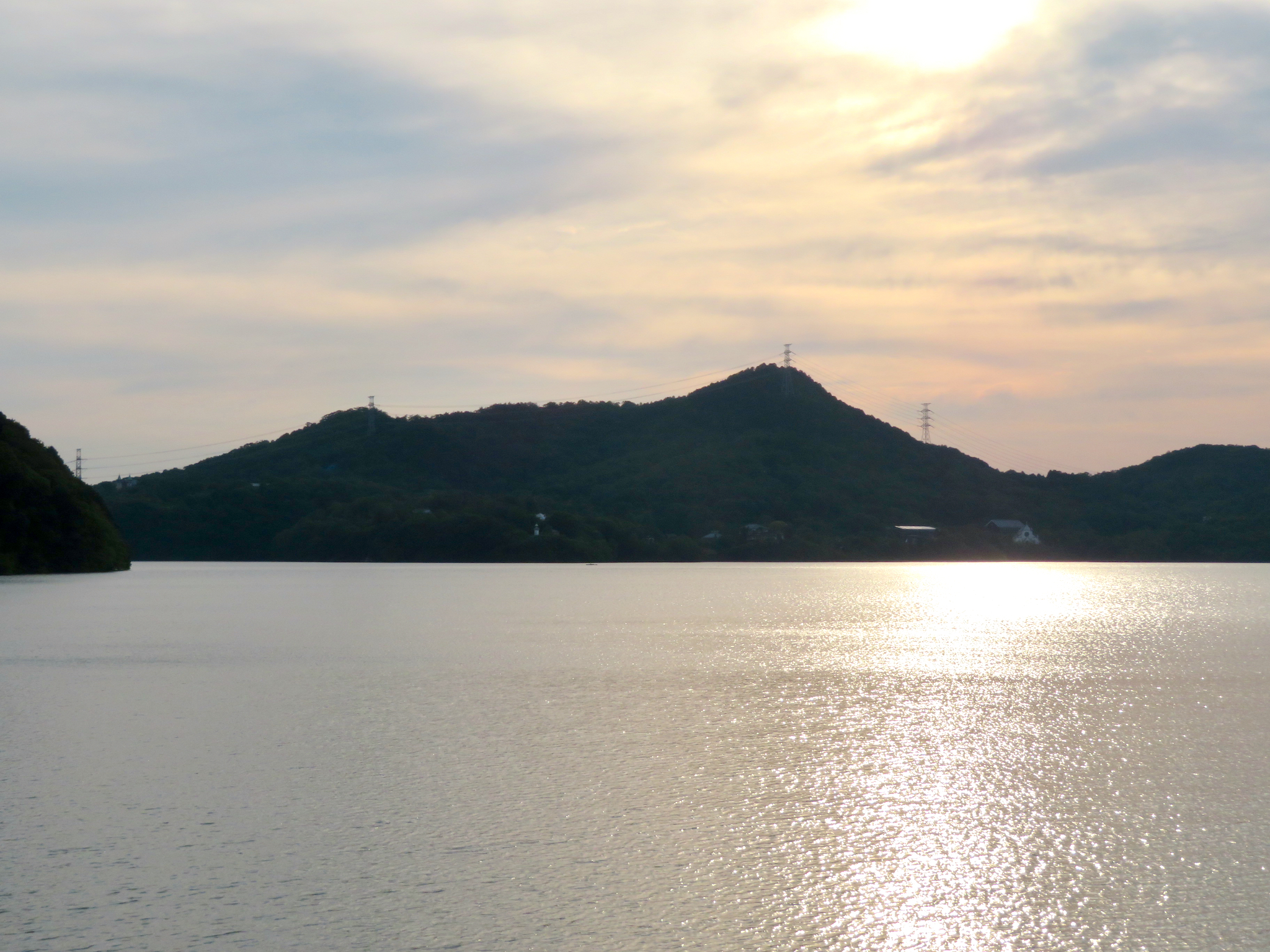
尾張富士と入鹿池
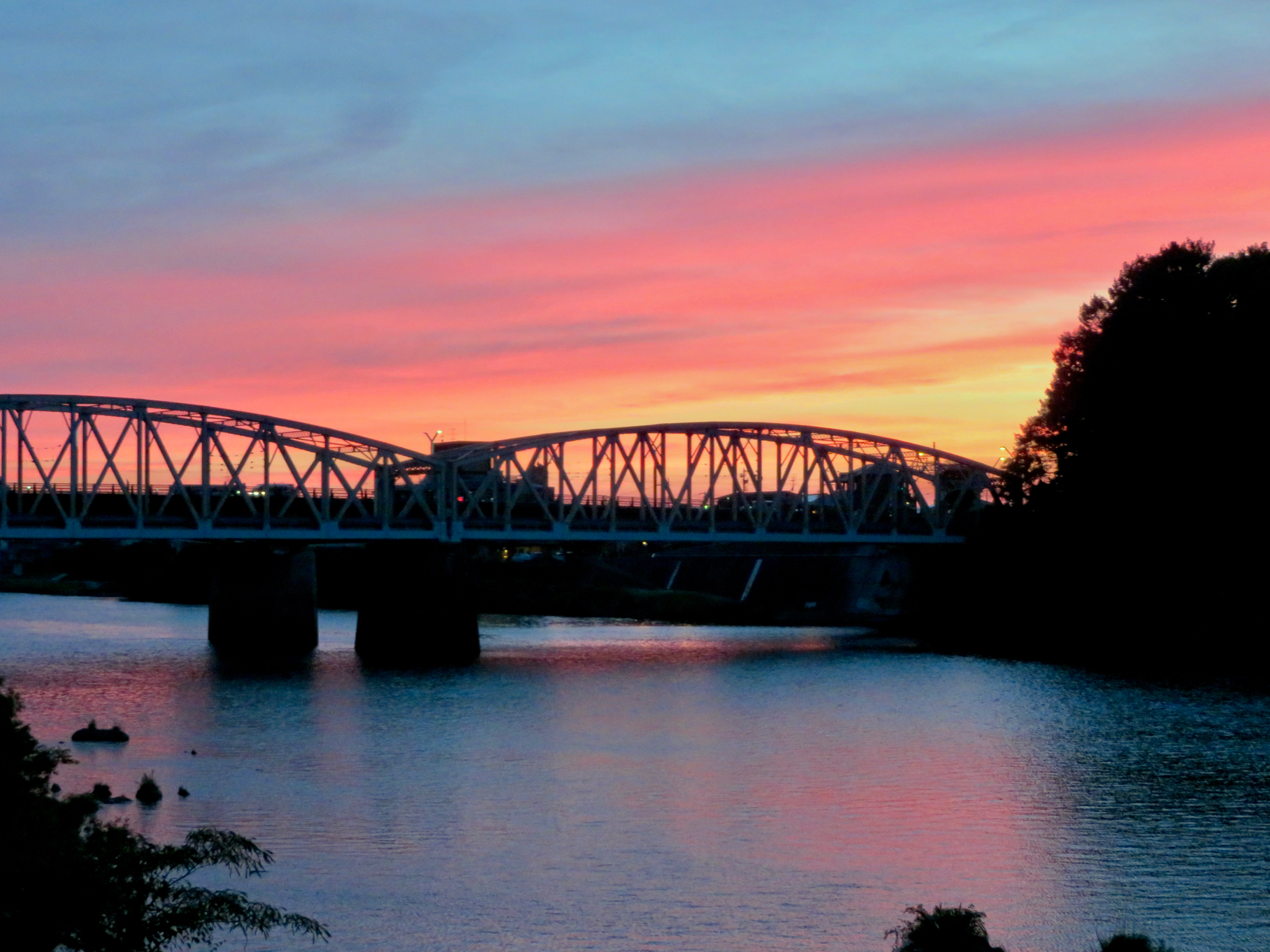
岐阜県との県境である木曽川に架かる犬山橋

## 地理

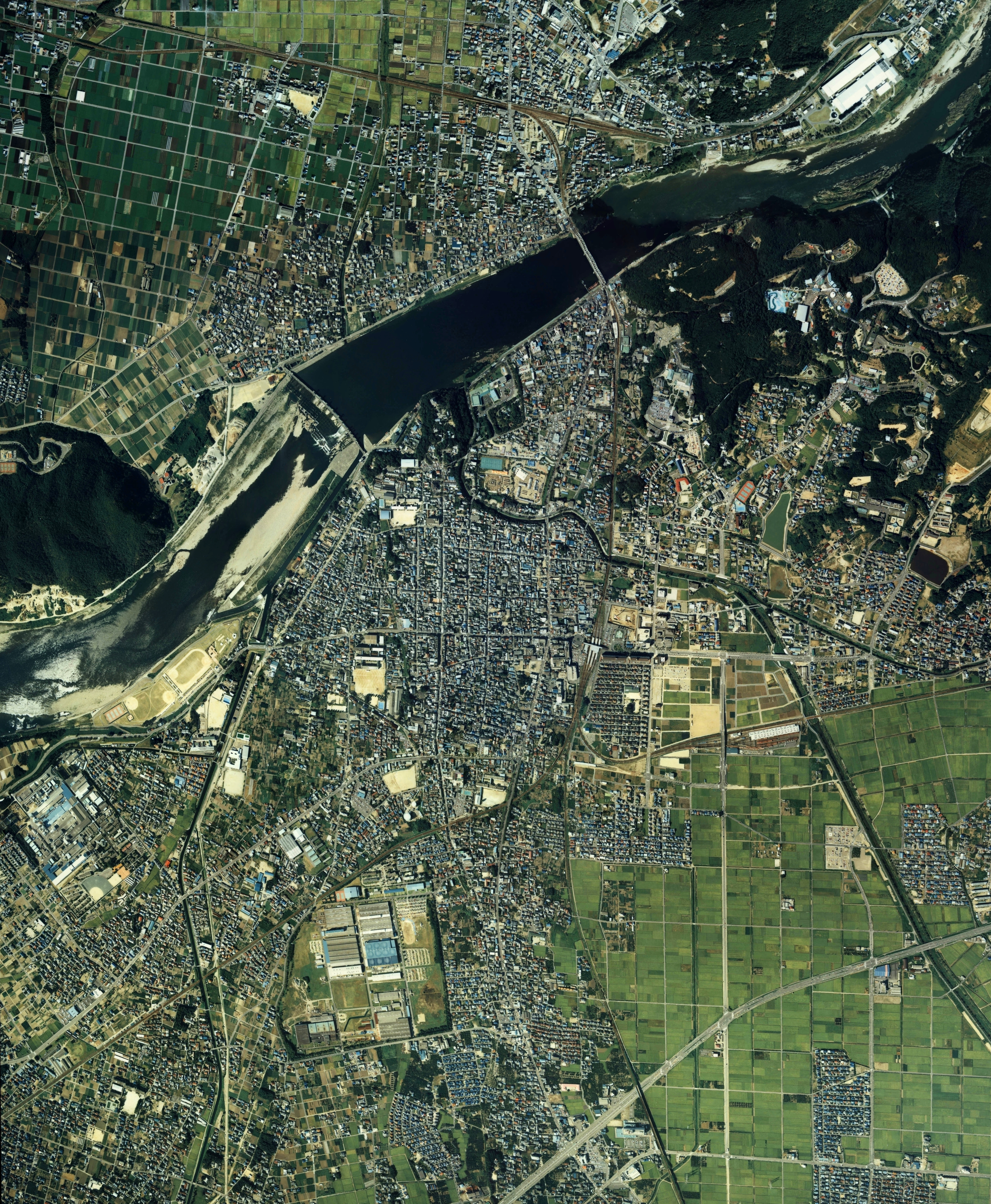
犬山市中心部周辺の空中写真。
1987年撮影の9枚を合成作成。。

愛知県の最北端に位置する市。市内の西半分は平地、東半分は山地で占められる。木曽川が濃尾平野へと注ぎ出る場所に位置し、木曽川の堆積物による犬山扇状地が形成されている。
市外局番は市内全域で0568（春日井MA）であり、市内局番は主に60番台が使われる。小牧市の中部電力パワーグリッド小牧営業所が犬山市も担当している。江南市の尾張北部環境組合が犬山市も担当している。

### 地形

#### 山地
- 八曽山
- 本宮山
- 尾張富士

#### 河川
- 木曽川 - 市の北端を流れ、岐阜県との県境を成している
- 五条川 - 犬山市と小牧市にまたがる八曽山を水源とする

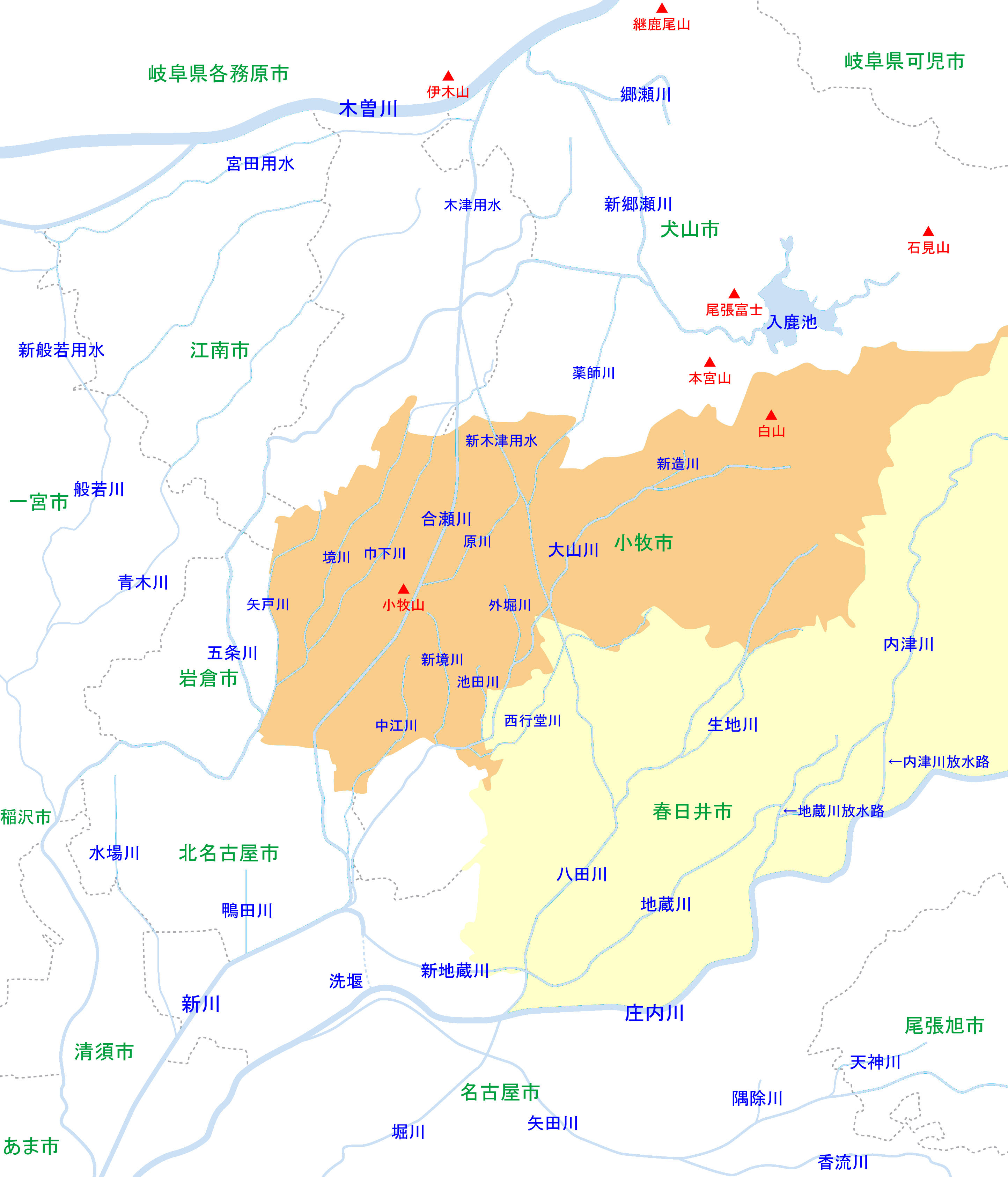
小牧市・春日井市周辺河川の位置関係図

- 合瀬川
- 木津用水
- 新木津用水
- 薬師川
- 郷瀬川
- 新郷瀬川

#### 湖沼
- 入鹿池 - 日本有数の規模を誇る人工の農業用ため池

### 地域

#### 市内の地名
- 犬山
- 五郎丸（旧岩橋村）
- 五郎丸東
- 橋爪（旧岩橋村）
- 木津（旧高雄村）
- 上野（旧高雄村）
- 栗栖（旧城東村）
- 継鹿尾（旧城東村）
- 富岡（旧城東村）
- 善師野（旧城東村）
- 前原（旧城東村）
- 塔野地（旧城東村）
- 今井（旧城東村）
- 羽黒新田（旧羽黒村）
- 羽黒（旧羽黒村）
- （池野＝大字なしの区域。旧池野村の区域。）
- （楽田＝大字なしの区域。旧楽田村の区域。）
- 内田東町（1970年、犬山の一部より成立）
- 上野新町（1976年、上野の一部より成立）
- 丸山天白町（1978年、犬山の一部より成立）
- 富岡新町（1980年、犬山・富岡の各一部より成立）
- 天神町（1981年、犬山の一部より成立）
- 梅坪（1982年、犬山・橋爪の各一部より成立）
- 五郎丸東（1982年、五郎丸・橋爪の各一部より成立）
- 橋爪東（1982年、橋爪・五郎丸の各一部より成立）
- 塔野地西（1982年、塔野地・橋爪の各一部より成立）
- 塔野地杉（1985年、塔野地・橋爪の各一部より成立）
- 富岡南（1986年、富岡・塔野地・犬山の各一部より成立）
- 塔野地北（1986年、犬山・塔野地・富岡の各一部より成立）
- 富岡東（1986年、富岡・塔野地の各一部より成立）
- 長者町（1987年、羽黒・池野の各一部より成立）
- 上坂町（犬山・上野などの一部より成立）
- 松本町（犬山などの一部より成立）
- 善師野1～3丁目（善師野の一部より成立）
- 四季の丘（善師野の一部より成立）
- もえぎケ丘（善師野の一部より成立）
- 善師野台（善師野の一部より成立）
- 中山町（犬山の一部より成立）
- 田口（塔野地・善師野の各一部より成立）
- 前原西（前原などの一部より成立）
- 前原南（前原などの一部より成立）
- 前原1～2丁目（前原などの一部より成立）
- 前原味鹿（前原などの一部より成立）
- 今井1～8丁目（今井の一部より成立）
- 羽黒高橋（羽黒などの一部より成立）
- 羽黒成海西（羽黒などの一部より成立）
- 羽黒成海南（羽黒などの一部より成立）
- 羽黒菊川（羽黒などの一部より成立）
- 羽黒起（羽黒新田の一部より成立）
- 羽黒堂前（羽黒などの一部より成立）
- 羽黒稲葉（羽黒などの一部より成立）
- 羽黒稲葉西（羽黒などの一部より成立）
- 羽黒余町（羽黒などの一部より成立）
- 羽黒稲葉東（羽黒などの一部より成立）
- 羽黒摺墨（羽黒などの一部より成立）
- 羽黒恩田島（羽黒などの一部より成立）
- 羽黒惣境（羽黒などの一部より成立）
- 羽黒栄（羽黒などの一部より成立）
- 羽黒朝日（羽黒などの一部より成立）
- 羽黒新外山（羽黒などの一部より成立）
- 羽黒桜海道（羽黒などの一部より成立）
- 羽黒鉾添（羽黒などの一部より成立）
- 羽黒安戸西（羽黒などの一部より成立）
- 羽黒安戸南（羽黒などの一部より成立）
- 羽黒赤坂（羽黒などの一部より成立）
- 羽黒新赤坂（羽黒などの一部より成立）
- 羽黒赤坂西（羽黒などの一部より成立）
- 羽黒小豆田（羽黒などの一部より成立）
- 羽黒東畑（羽黒などの一部より成立）
- 羽黒池ノ向（羽黒などの一部より成立）
- 羽黒井島（羽黒などの一部より成立）
- 羽黒井ノ尻（羽黒などの一部より成立）
- 羽黒馬道（羽黒などの一部より成立）
- 羽黒浦畑（羽黒などの一部より成立）
- 羽黒エンゼチ（羽黒などの一部より成立）
- 羽黒神明（羽黒などの一部より成立）
- 羽黒大見下（羽黒などの一部より成立）
- 羽黒懸ケ（羽黒などの一部より成立）
- 羽黒合戦橋（羽黒などの一部より成立）
- 羽黒上大日（羽黒などの一部より成立）
- 羽黒上前川原（羽黒などの一部より成立）
- 羽黒上前洞（羽黒などの一部より成立）
- 羽黒川西（羽黒などの一部より成立）
- 羽黒川原口（羽黒などの一部より成立）
- 羽黒北金屋（羽黒などの一部より成立）
- 羽黒北郷（羽黒などの一部より成立）
- 羽黒北巾（羽黒などの一部より成立）
- 羽黒北山手（羽黒などの一部より成立）
- 羽黒貴船浦（羽黒などの一部より成立）
- 羽黒荒神洞（羽黒などの一部より成立）
- 羽黒河北東（羽黒などの一部より成立）
- 羽黒子安（羽黒などの一部より成立）
- 羽黒桟敷（羽黒などの一部より成立）
- 羽黒三反田（羽黒などの一部より成立)
- 羽黒島田（羽黒などの一部より成立）
- 羽黒下惣境（羽黒などの一部より成立）
- 羽黒西五反田（羽黒などの一部より成立）
- 羽黒下大日（羽黒などの一部より成立）
- 羽黒下堂前（羽黒などの一部より成立）
- 羽黒下ノ山ノ田（羽黒などの一部より成立）
- 羽黒釈迦ノ下（羽黒などの一部より成立）
- 羽黒城屋敷（羽黒などの一部より成立）
- 羽黒水井戸（羽黒などの一部より成立）
- 羽黒角畑（羽黒などの一部より成立）
- 羽黒惣境（羽黒などの一部より成立）
- 羽黒高橋郷（羽黒などの一部より成立）
- 羽黒高見（羽黒などの一部より成立）
- 羽黒小安（羽黒などの一部より成立）
- 羽黒高屋（羽黒などの一部より成立）
- 羽黒竹ノ腰（羽黒などの一部より成立）
- 羽黒栄（羽黒などの一部より成立）
- 羽黒田中（羽黒などの一部より成立）
- 羽黒田中畑（羽黒などの一部より成立）
- 羽黒段ノ上（羽黒などの一部より成立）
- 羽黒長田（羽黒などの一部より成立）
- 羽黒寺浦（羽黒などの一部より成立）
- 池野安楽寺（池野などの一部より成立）
- 楽田長塚西（楽田などの一部より成立）
- 楽田長塚東（楽田などの一部より成立）
- 楽田原西（楽田などの一部より成立）
- 楽田原東（楽田などの一部より成立）
- 楽田今村（楽田などの一部より成立）
- 楽田三ツ塚（楽田などの一部より成立）
- 楽田東追分（楽田などの一部より成立）
- 桃山台（楽田などの一部より成立）
- 楽田小針（楽田などの一部より成立）
- 楽田打越（楽田などの一部より成立）
- 楽田山ノ田（楽田などの一部より成立）
- 楽田内久保（楽田などの一部より成立）
- 楽田天神（楽田などの一部より成立）
- 楽田上沼（楽田などの一部より成立）
- 楽田西浦（楽田などの一部より成立）
- 楽田勝部前（楽田などの一部より成立）
- 楽田地蔵池（楽田などの一部より成立）
- 楽田大橋（楽田などの一部より成立）
- 楽田鶴池（楽田などの一部より成立）
- 楽田巾（楽田などの一部より成立）
- 楽田西野（楽田などの一部より成立）
- 楽田一色浦（楽田などの一部より成立）
- 楽田安師（楽田などの一部より成立）
- 楽田青塚（楽田などの一部より成立）
- 青塚新町（楽田などの一部より成立）
- 楽田大円（楽田などの一部より成立）

### 人口
| |                                        |  |
| 犬山市と全国の年齢別人口分布（2005年） | 犬山市の年齢・男女別人口分布（2005年） |  |
| ■紫色 ― 犬山市 ■緑色 ― 日本全国 | ■青色 ― 男性 ■赤色 ― 女性              |  |
| 犬山市（に相当する地域）の人口の推移 \| 1970年（昭和45年） \| 50,594人 \| \| \| 1975年（昭和50年） \| 58,731人 \| \| \| 1980年（昭和55年） \| 64,614人 \| \| \| 1985年（昭和60年） \| 68,723人 \| \| \| 1990年（平成2年） \| 69,801人 \| \| \| 1995年（平成7年） \| 71,342人 \| \| \| 2000年（平成12年） \| 72,583人 \| \| \| 2005年（平成17年） \| 74,294人 \| \| \| 2010年（平成22年） \| 75,198人 \| \| \| 2015年（平成27年） \| 74,308人 \| \| \| 2020年（令和2年） \| 73,090人 \| \| |                                        |  |
| 総務省統計局 国勢調査より |                                        |  |
| 1970年（昭和45年） | 50,594人                               |  |
| 1975年（昭和50年） | 58,731人                               |  |
| 1980年（昭和55年） | 64,614人                               |  |
| 1985年（昭和60年） | 68,723人                               |  |
| 1990年（平成2年） | 69,801人                               |  |
| 1995年（平成7年） | 71,342人                               |  |
| 2000年（平成12年） | 72,583人                               |  |
| 2005年（平成17年） | 74,294人                               |  |
| 2010年（平成22年） | 75,198人                               |  |
| 2015年（平成27年） | 74,308人                               |  |
| 2020年（令和2年） | 73,090人                               |  |

### 隣接自治体
愛知県
- 春日井市
- 小牧市
- 丹羽郡大口町
- 丹羽郡扶桑町

岐阜県
- 多治見市
- 各務原市
- 可児市
- 加茂郡坂祝町

## 歴史

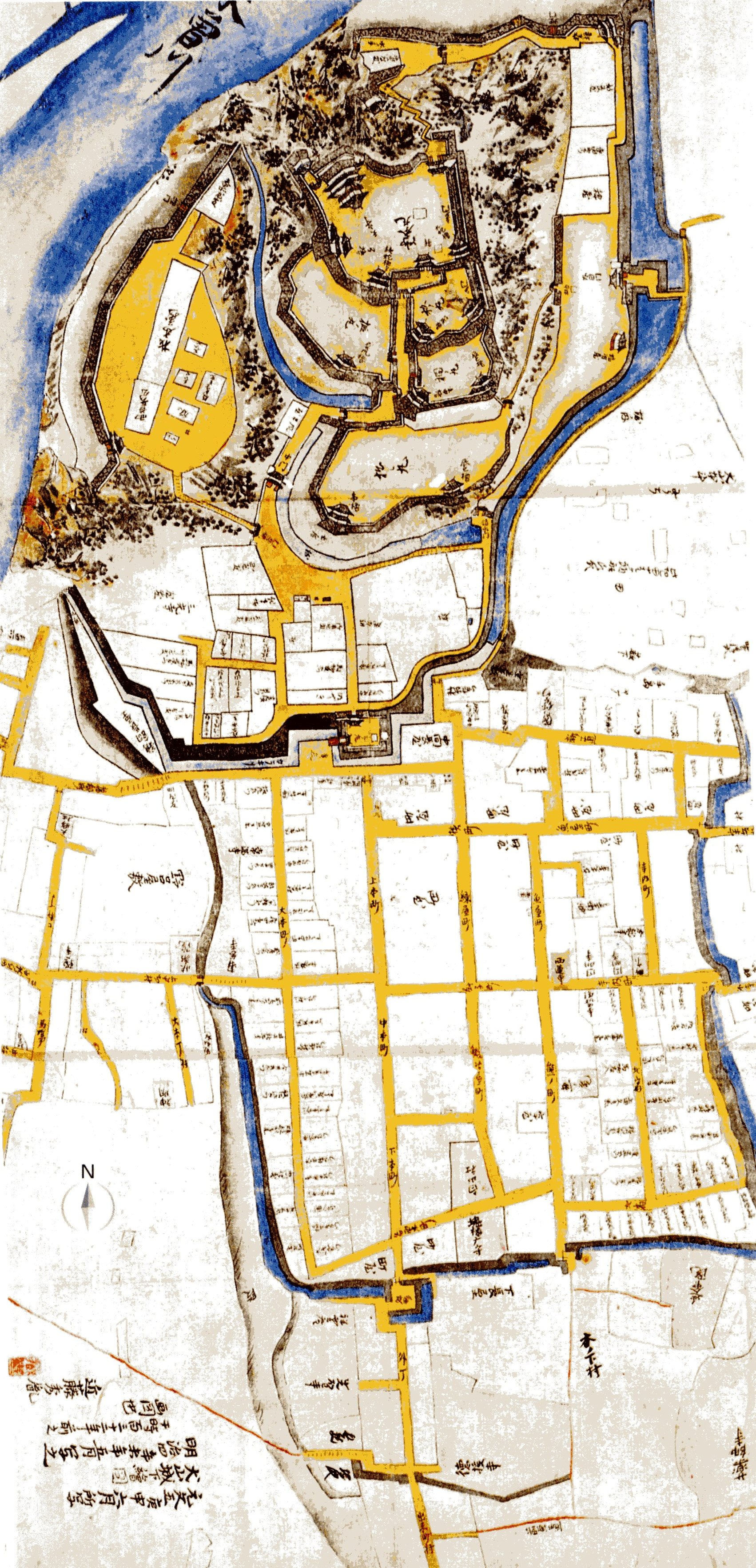
犬山城と城下町古図

### 古代
- 垂仁27年（紀元前3年）に、大縣神社が本宮山の山頂から現在地に移転された。

### 中近世
- 戦国・安土桃山時代になると、天下分け目の戦いの1つとされる「小牧・長久手の戦い」では、羽黒城などで交戦が行われ、豊臣秀吉の本陣が犬山城に置かれた。
- 名古屋城下町と中山道を結んだ上街道や犬山城下町を結んだ稲置街道などの脇往還が整備される。

### 近代
- 1868年（明治元年） - 犬山藩成立。それまでは尾張藩の一部であった。
- 1871年（明治4年） - 旧犬山藩(県)が名古屋県に合併。名古屋県下の16村の行政区分に分離。

### 現代
- 1954年（昭和29年）4月1日 - 丹羽郡犬山町・池野村・楽田村・城東村・羽黒村が合併し、犬山市が発足。
- 2015年（平成27年） - 入鹿池がICID世界灌漑施設遺産に登録。
- 2016年（平成28年）12月1日 - 犬山祭の車山行事などの「山・鉾・屋台行事」がユネスコ無形文化遺産に登録。

## 行政

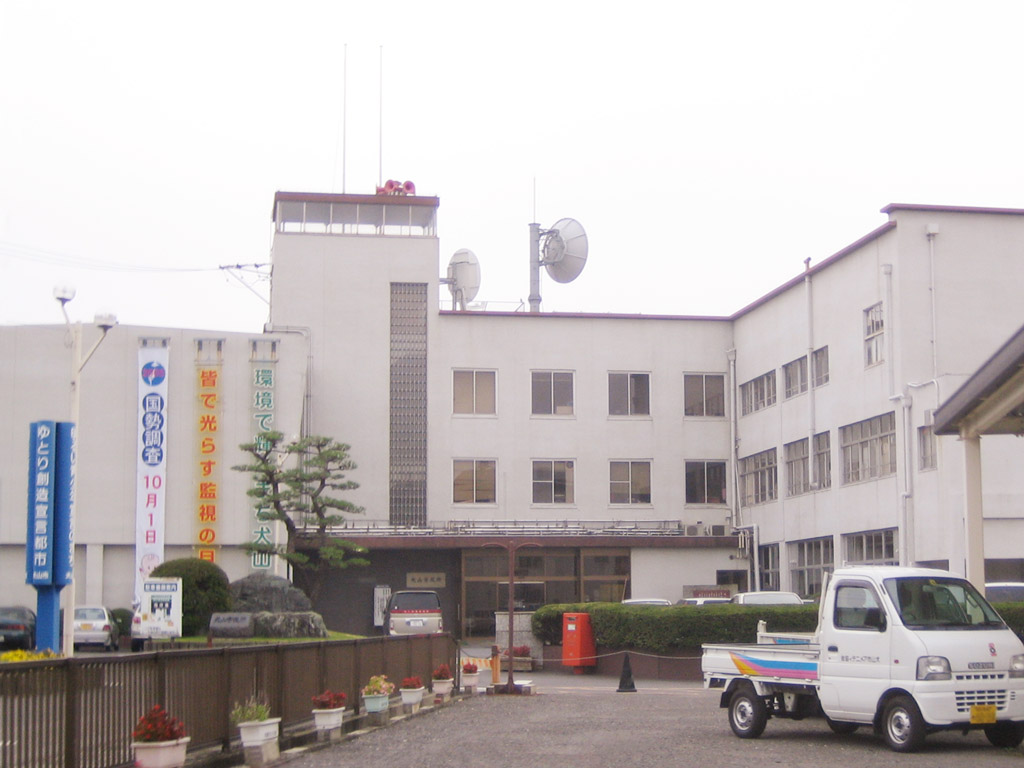
2009年まで用いられていた犬山市役所庁舎

### 市長
歴代市長
- 初代：真野幸太郎（1954年4月29日 - 1958年4月28日）
- 第2代：岡部益衛（1958年4月29日 - 1971年）
- 第3代：小島清三（1971年4月25日 - 1979年4月24日）
- 第4代：松山邦夫（1979年4月27日 - 1995年4月26日）
- 第5代：石田芳弘（1995年4月27日 - 2006年11月20日）
- 第6代：田中志典（2006年12月17日 - 2014年12月16日）
- 第7代：山田拓郎（2014年12月17日 - 2022年12月16日）
- 第8代：原欣伸（2022年12月17日 - ）

犬山市選挙区選出の愛知県議会議員出身者が多く、直近4代の市長中3人（石田芳弘、田中志典、原欣伸）が該当する。また、石田は第20代自治大臣などを歴任した江崎真澄、田中は第76・77代内閣総理大臣海部俊樹、山田は田中、原は石田の秘書を務めており、直近4代全員が政治家秘書の出身でもある。

### 市町村合併
2002年秋、犬山市、江南市、岩倉市、大口町、扶桑町での3市2町の合併協議会を発足させたが、犬山市が合併協議会から離脱する形で、2003年8月5日に合併協議会が解散した。

### 姉妹都市･提携都市

#### 国内
姉妹都市
| 都市名     | 都道府県        | 地方名   | 提携年月日                 |
| ---------- | --------------- | -------- | -------------------------- |
| 立山町     | 富山県 中新川郡 | 中部地方 | 1973年（昭和48年）10月16日 |
| 日南市     | 宮崎県          | 九州地方 | 2000年（平成12年）8月10日  |
| 各務原市   | 岐阜県          | 中部地方 | 2011年（平成23年）8月23日  |
| 丹波篠山市 | 兵庫県          | 近畿地方 | 2014年（平成26年）4月20日  |

その他
- 一豊公&千代様サミット

山内一豊と千代(見性院)との関係が深い市町および関係を大切にしている市町の集まりに参加している。1994年から2007年まで毎年開催。
2006年に大河ドラマ「功名が辻」が放映され、一定の成果を収めたことから、翌2007年より民間主導に切り替えられた。
※関連リンク：山内一豊、千代（見性院）
- 小京都

犬山市は「尾張の小京都」と称されている。かつては全国京都会議に過去に加盟していたが、2008年に脱退した。

#### 国外
姉妹都市
| 都市名     | 国名           | 地域名           | 提携年月日                |
| ---------- | -------------- | ---------------- | ------------------------- |
| デービス市 | アメリカ合衆国 | カリフォルニア州 | 2001年（平成13年）2月3日  |
| 咸安郡     | 大韓民国       | 慶尚南道         | 2014年（平成26年）2月18日 |

友好都市
| 都市名                     | 国名             | 地域名                   | 提携年月日                |
| -------------------------- | ---------------- | ------------------------ | ------------------------- |
| 襄陽市                     | 中華人民共和国   | 湖北省                   | 1983年（昭和58年）3月13日 |
| ザンクトゴアルスハウゼン市 | ドイツ連邦共和国 | ラインラントプファルツ州 | 1992年（平成4年）6月1日   |

その他
- フレンドシップ相手国
  - エリトリア国
  - ドイツ連邦共和国

2005年（平成17年）に開催された愛知万博では「一市町村一国フレンドシップ事業」が行われた。名古屋市を除く愛知県内の市町村は、120の万博公式参加国をそれぞれフレンドシップ相手国として迎え入れた。
- 世界知識産業都市連合

情報化社会において知識産業分野で情報・技術の振興に取り組む都市（各国の地方自治制度の違いにより州や郡での参加もある）が国を超えて相互交流・協力を深めるため、2000年に設立（1999年発起）された組織に加盟している。

## 議会

### 県議会
- 選挙区：犬山市選挙区
- 定数：1人
- 任期：2023年4月30日 - 2027年4月29日

| 氏名     | 会派名                 | 当選回数 |
| -------- | ---------------------- | -------- |
| 中村貴文 | 自由民主党愛知県議員団 | 1        |

### 衆議院
- 選挙区：愛知6区 （春日井市、犬山市、小牧市、瀬戸市の一部）
- 任期：2021年10月31日 - 2025年10月30日
- 投票日：2021年10月31日
- 当日有権者数：435,949人[4]
- 投票率：54.83％

| 当落 | 候補者名 | 年齢 | 所属党派   | 新旧別 | 得票数    | 重複 |
| ---- | -------- | ---- | ---------- | ------ | --------- | ---- |
| 当   | 丹羽秀樹 | 48   | 自由民主党 | 前     | 136,168票 | ○    |
|      | 松田功   | 53   | 立憲民主党 | 前     | 76,912票  | ○    |
|      | 内田謙   | 71   | 日本共産党 | 新     | 20,299票  |      |

## 施設

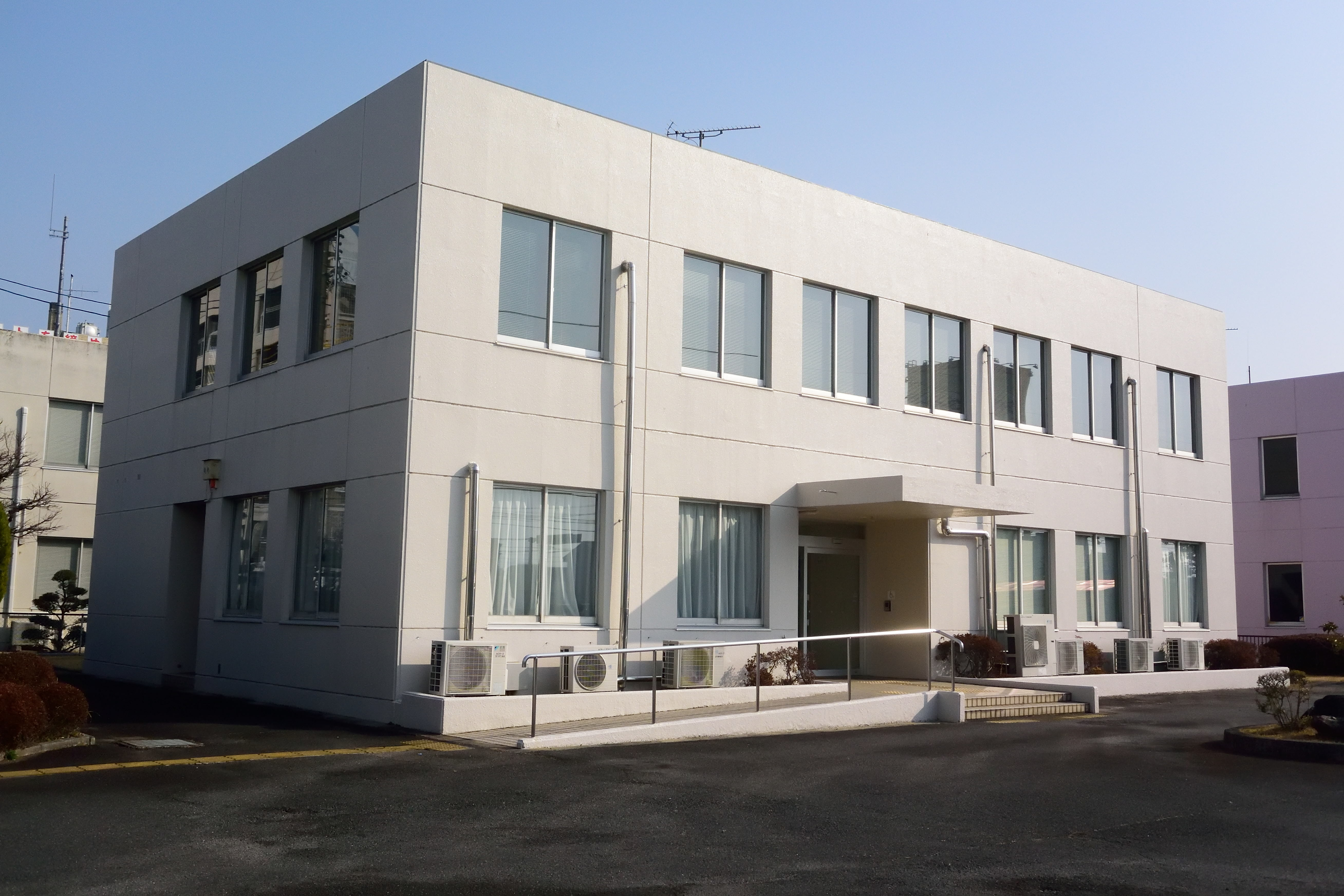
犬山簡易裁判所

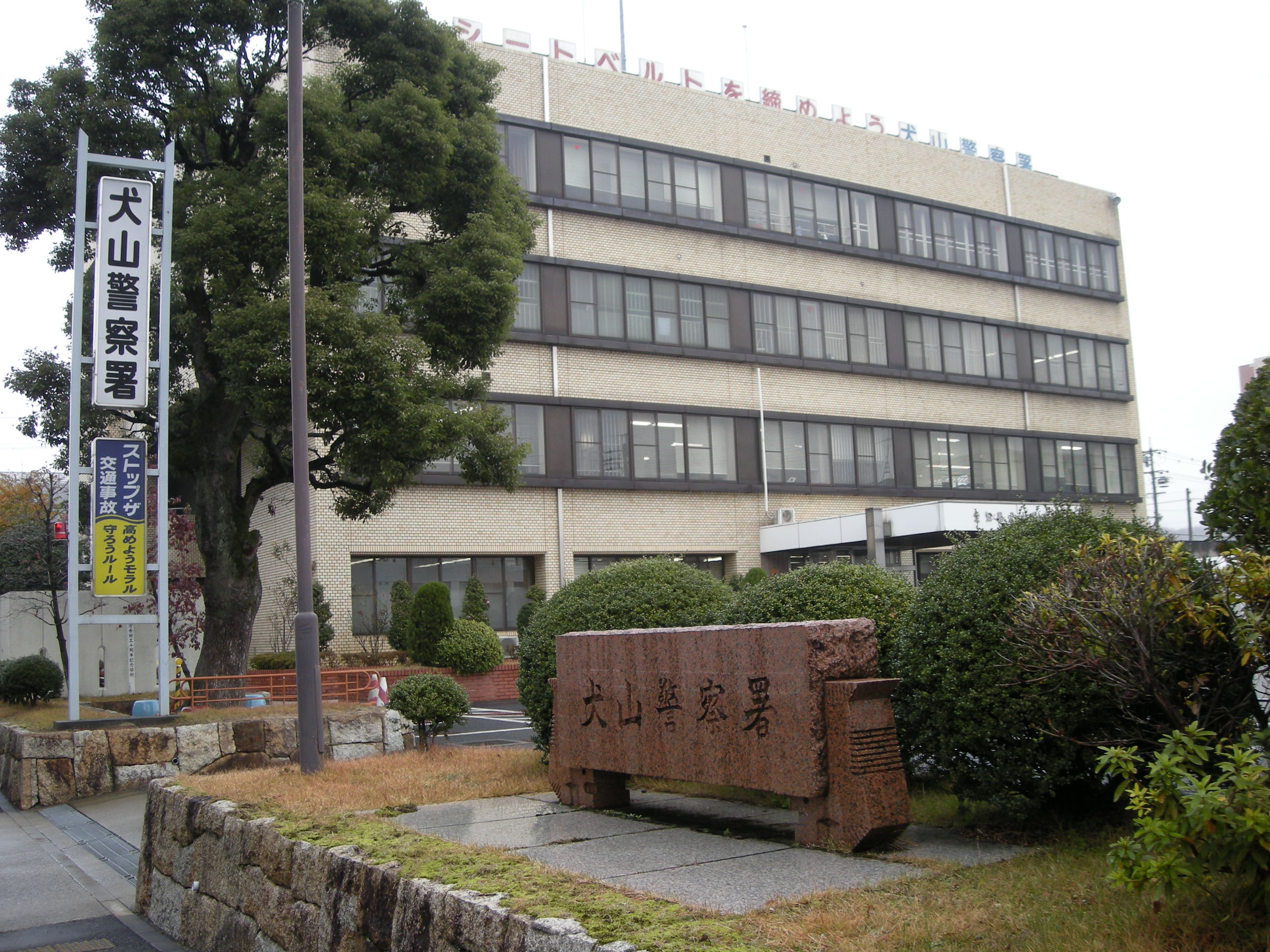
犬山警察署

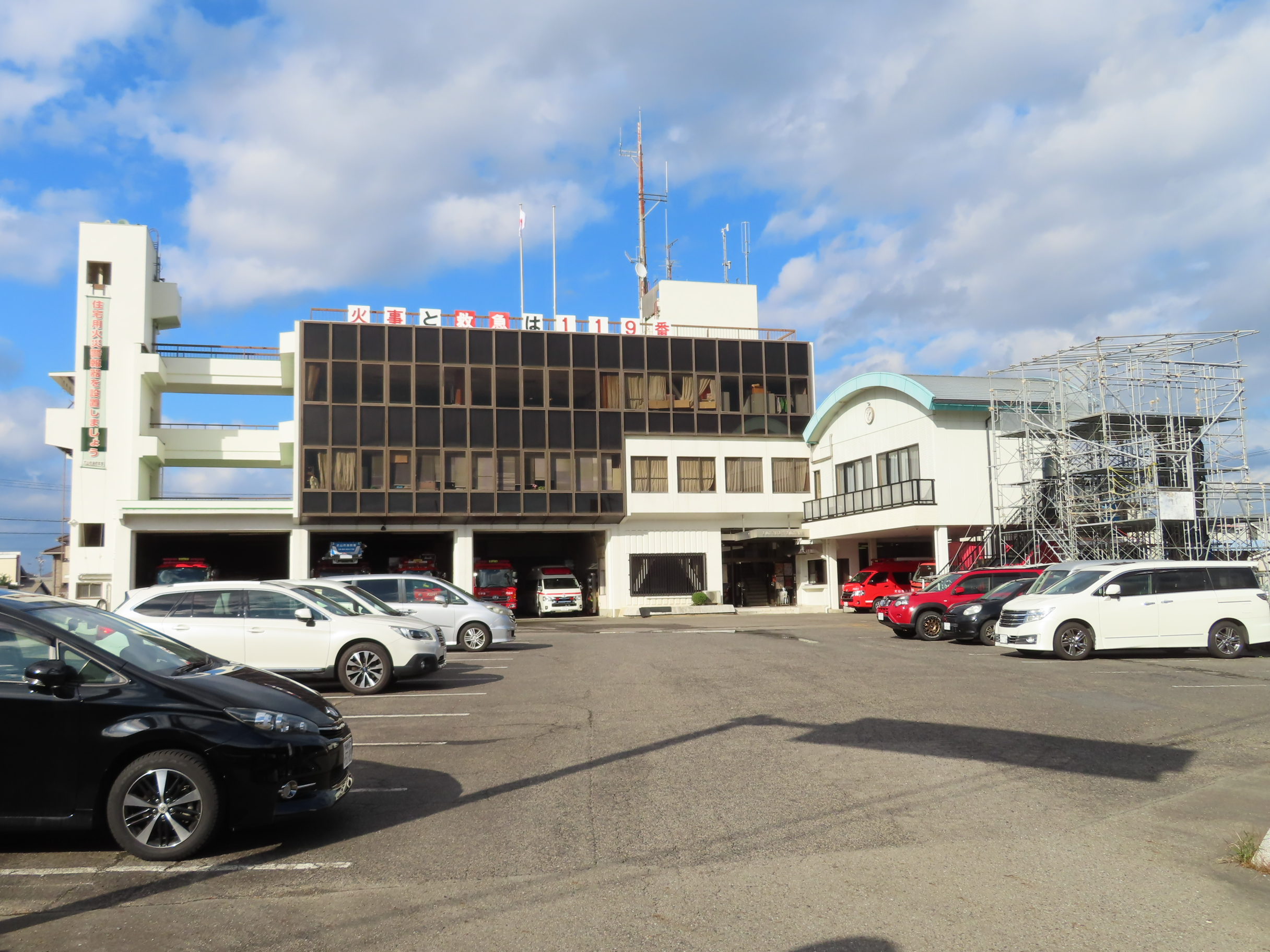
犬山市消防本部

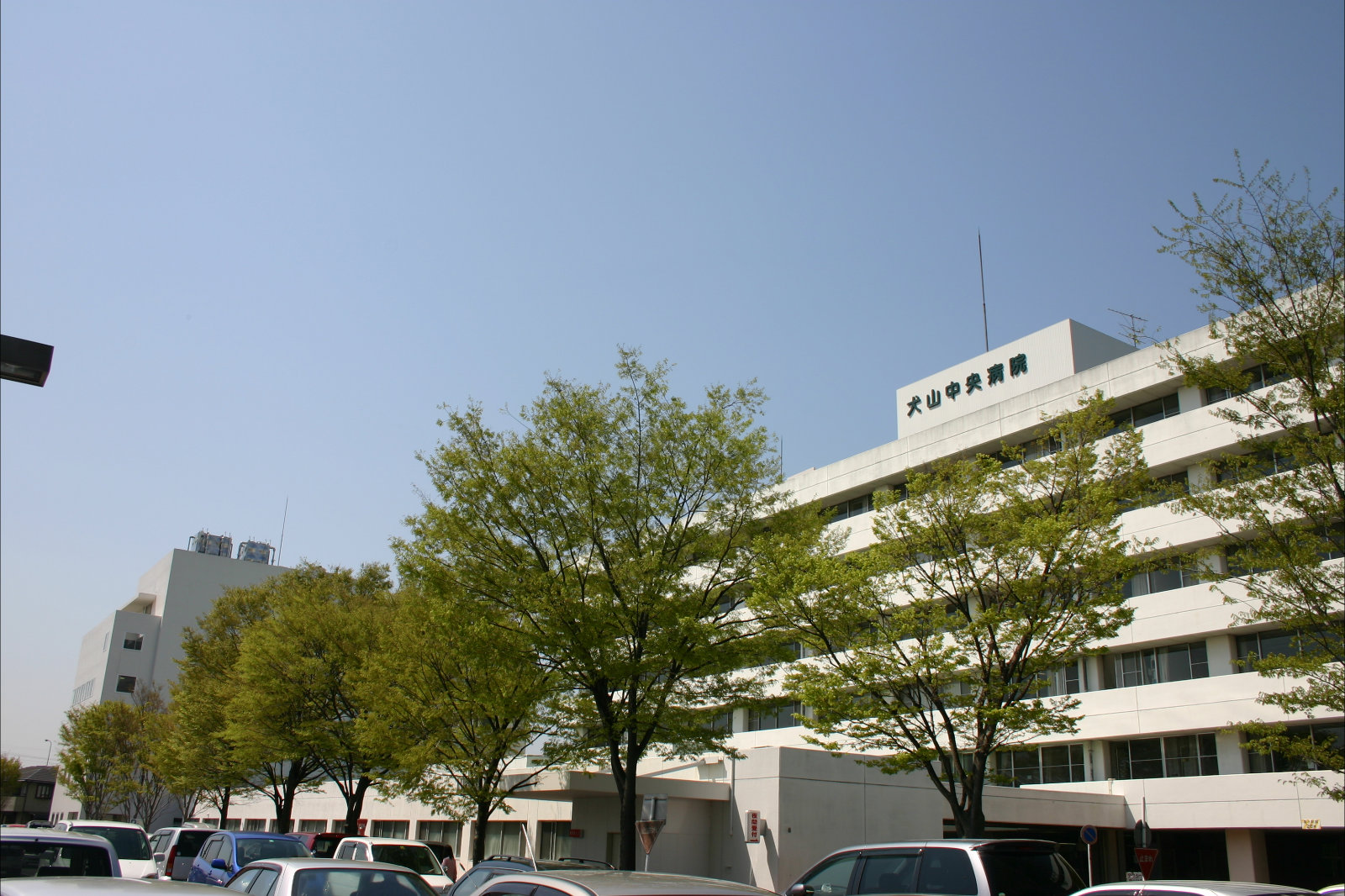
犬山中央病院

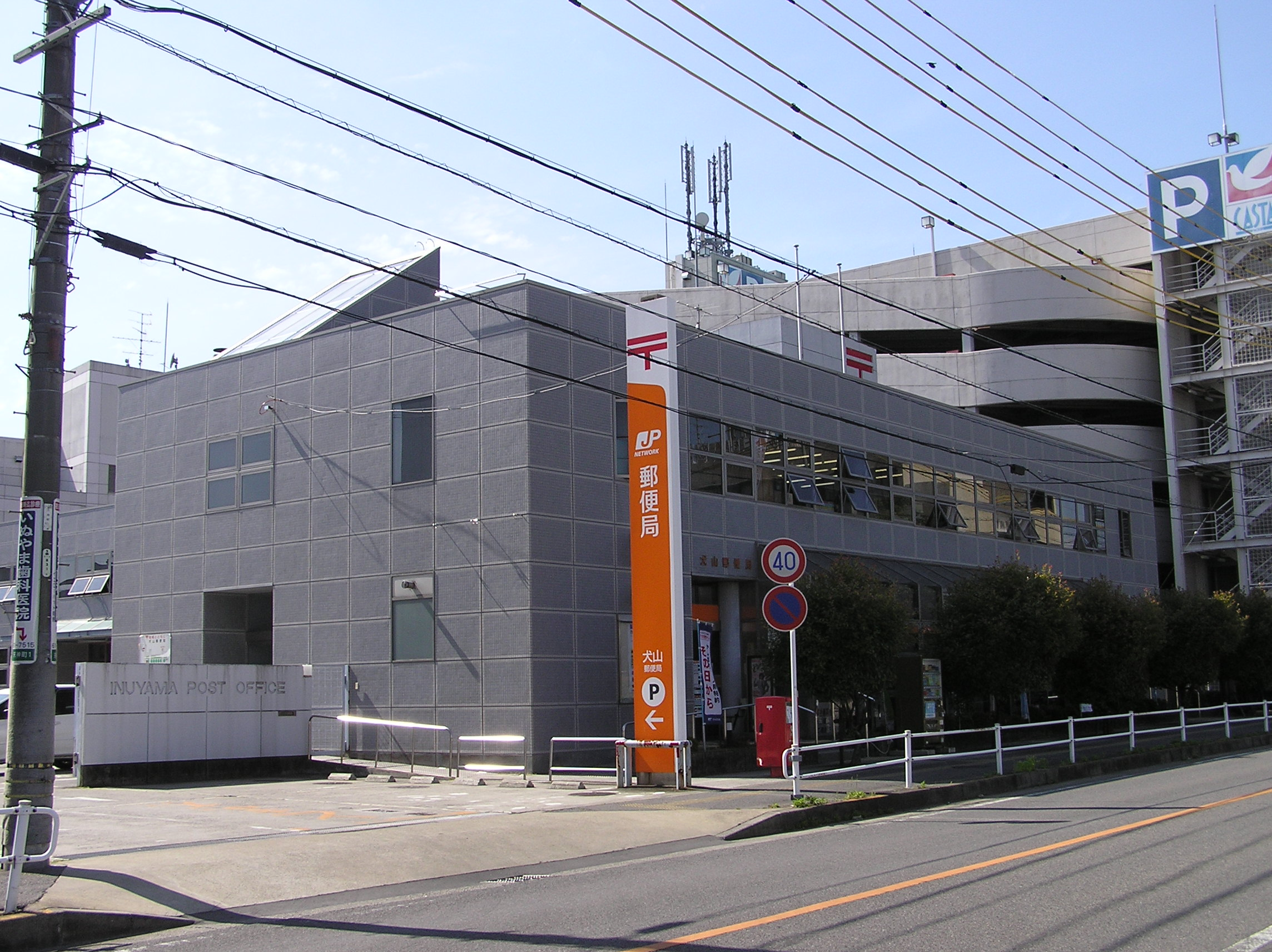
犬山郵便局

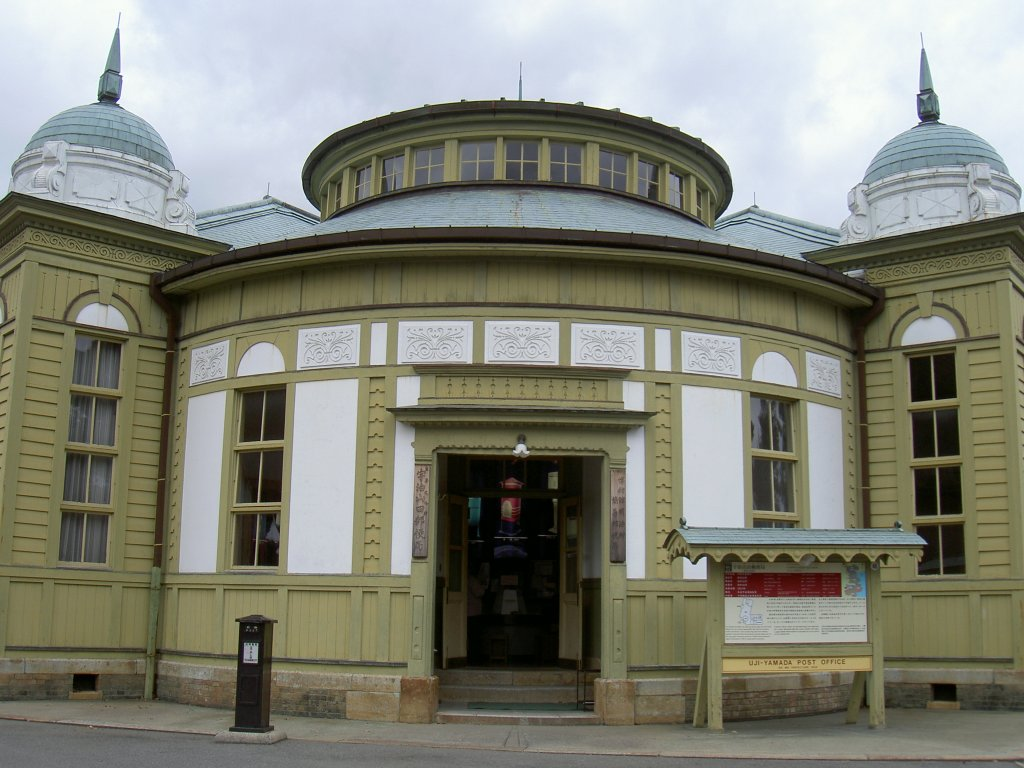
博物館明治村簡易郵便局

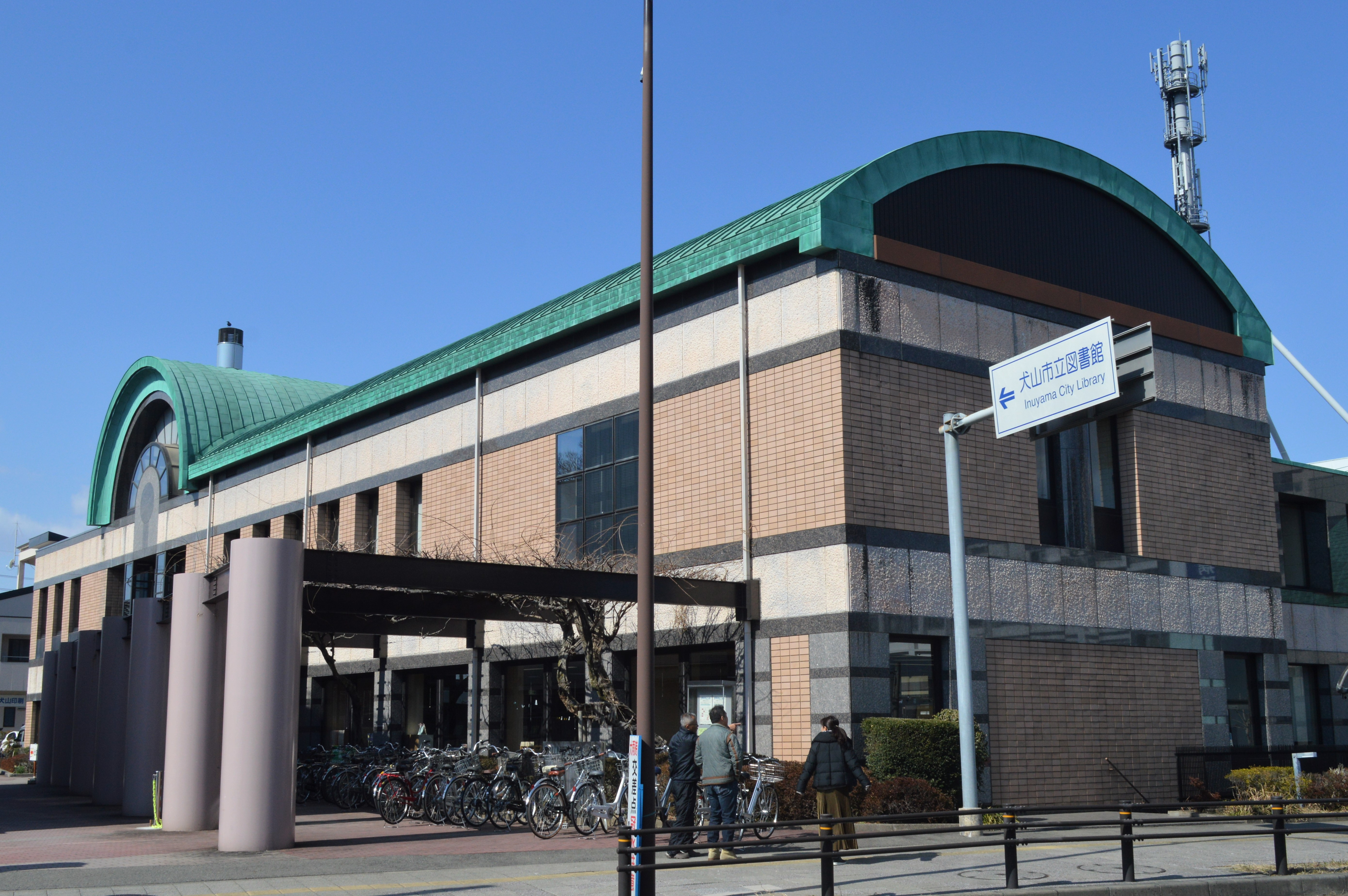
2犬山市立図書館

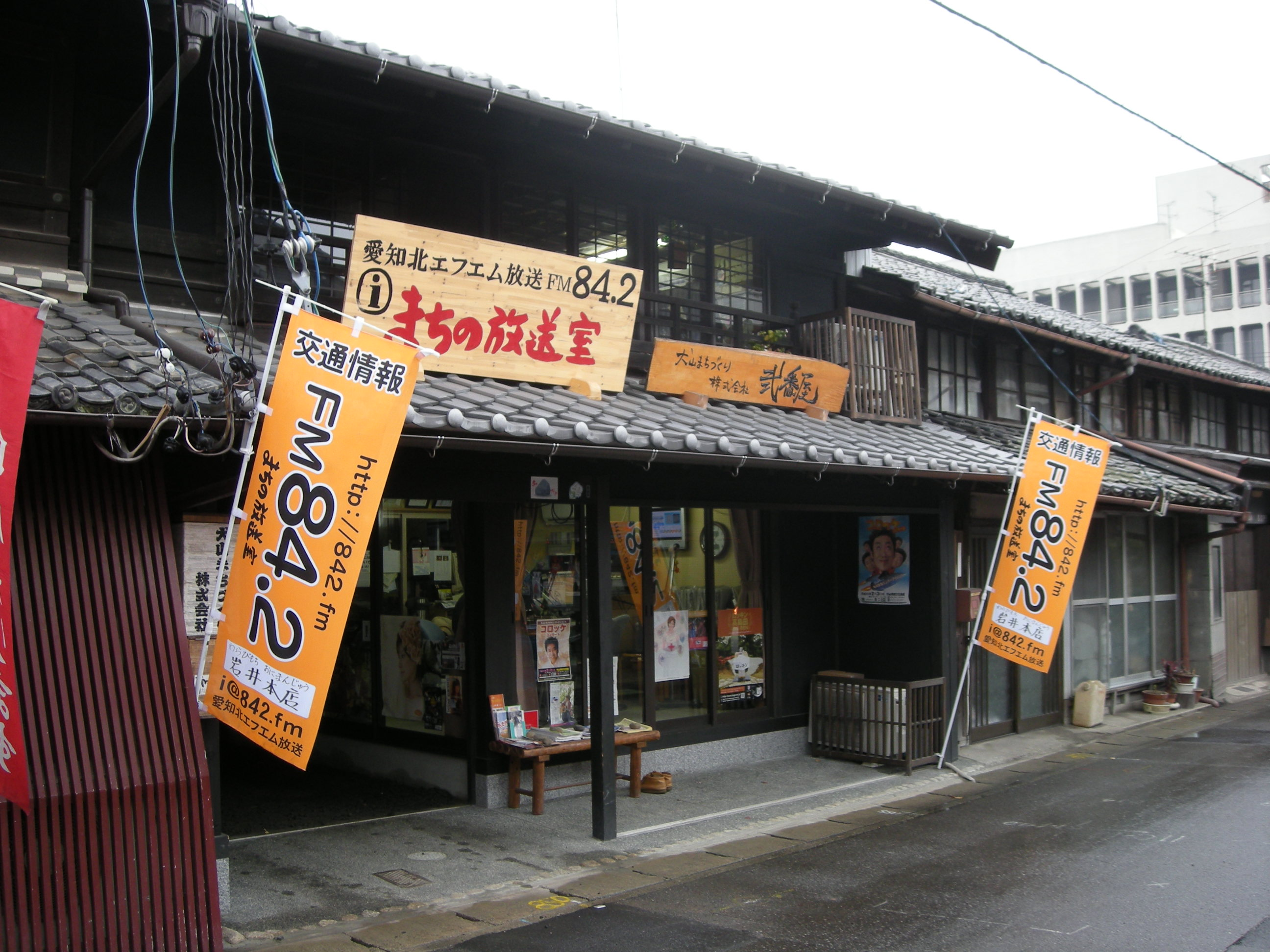
愛知北エフエム放送まちの放送室

### 国家機関
- 犬山公共職業安定所（ハローワーク犬山）
- 東海農政局
  - 新濃尾農地防災事業所犬山支所
    - 犬山頭首工管理所
- 名古屋地方検察庁
  - 犬山区検察庁
- 犬山簡易裁判所

### 警察
本部
愛知県警 - 犬山警察署
交番
- 犬山西部交番（犬山市上坂町3丁目）
- 五郎丸交番（犬山市五郎丸東1丁目）
- 犬山南部交番（犬山市字追分）
- 柏森交番（丹羽郡扶桑町柏森）

### 消防
本部
- 犬山市消防本部

消防署
- 犬山市消防署南出張所
- 犬山市消防署北出張所

### 医療・福祉
総合犬山中央病院のほか、市内には合計37の病院・診療所がある。
- 犬山病院
- 犬山駅西病院
- 総合犬山中央病院
- さとう病院
- 宮崎外科医院
- 宮田医院

### 郵便局
- 犬山郵便局
- 犬山池野簡易郵便局
- 犬山五郎丸郵便局
- 犬山新坂郵便局
- 犬山長者町簡易郵便局
- 犬山羽黒郵便局
- 犬山日の出団地簡易郵便局
- 犬山薬師郵便局
- 楽田郵便局
- 城東郵便局
- 博物館明治村簡易郵便局

### 文化施設
- 犬山市立図書館
- 犬山市民文化会館
- 犬山市勤労青少年ホーム

公民館
- 南部公民館
- 犬山西公民館
- 塔野地公民館
- 善師野公民館

学習施設
- 犬山南地区学習等供用施設
- 城東地区学習等供用施設
- 羽黒地区学習等供用施設
- 上野地区学習等供用施設
- 楽田地区学習等供用施設
- 丸山地区学習等供用施設

### 運動施設
- 犬山市体育館（エナジーサポートアリーナ）
- 犬山市武道館
- 犬山市弓道場
- 犬山市体育センター
- 山ノ田公園野球場
- 山ノ田公園テニス場
- 名証犬山綜合運動場

### マスメディア
- 中日新聞社犬山通信局
- 愛知北エフエム放送（コミュニティFM) 
名古屋の各局及び、岐阜放送ラジオ、FM岐阜が全域で聴取可能[要説明]。
- 犬山南テレビ中継局
- 鵜沼宝積寺テレビ中継局 
通常は瀬戸デジタルタワーの電波を受信するが、山の陰になる地域も有り、ケーブルテレビの加入が多い。

かつてあった中継局
- NHK犬山善師野テレビ中継局

## 経済

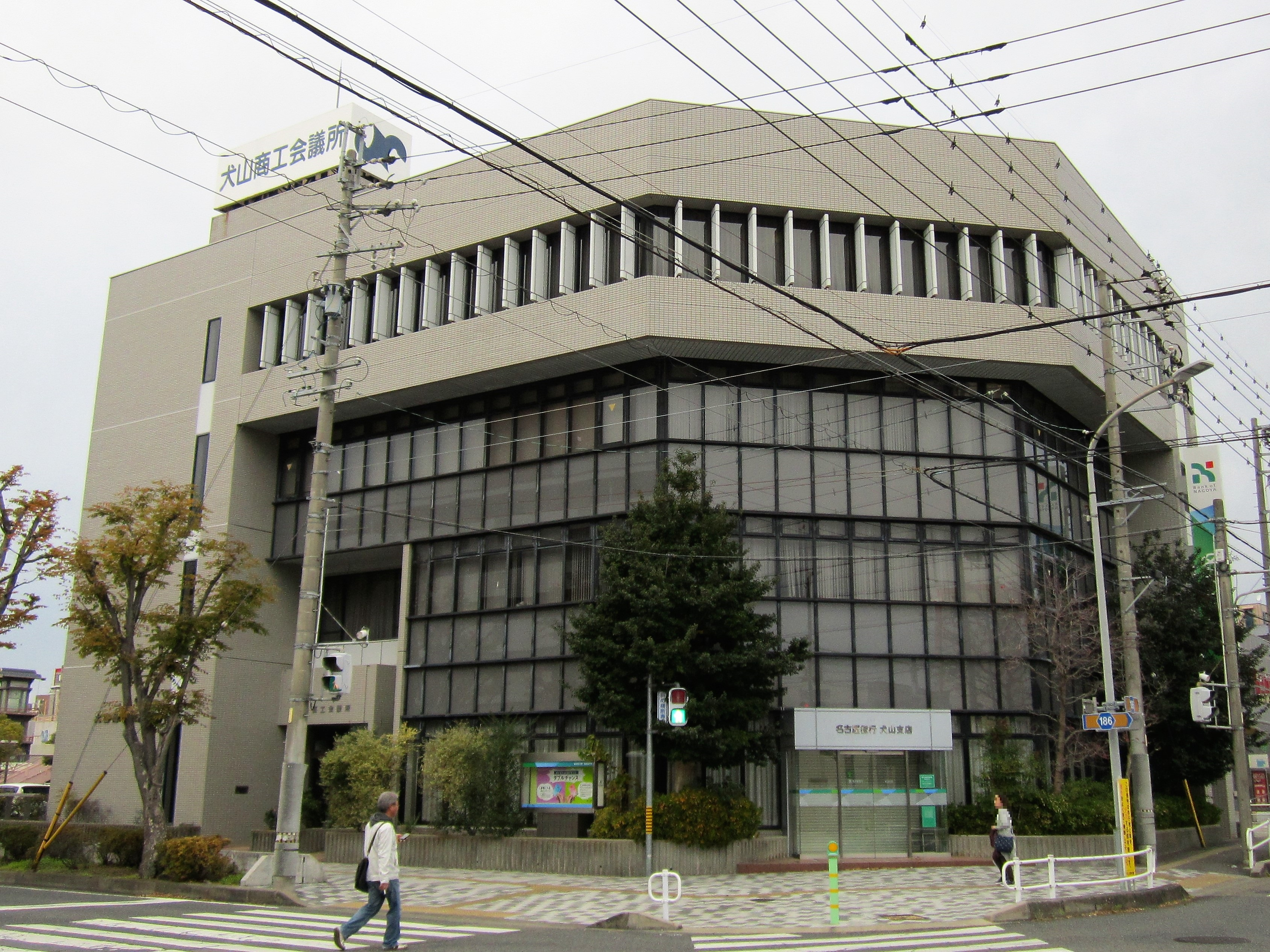
犬山商工会議所

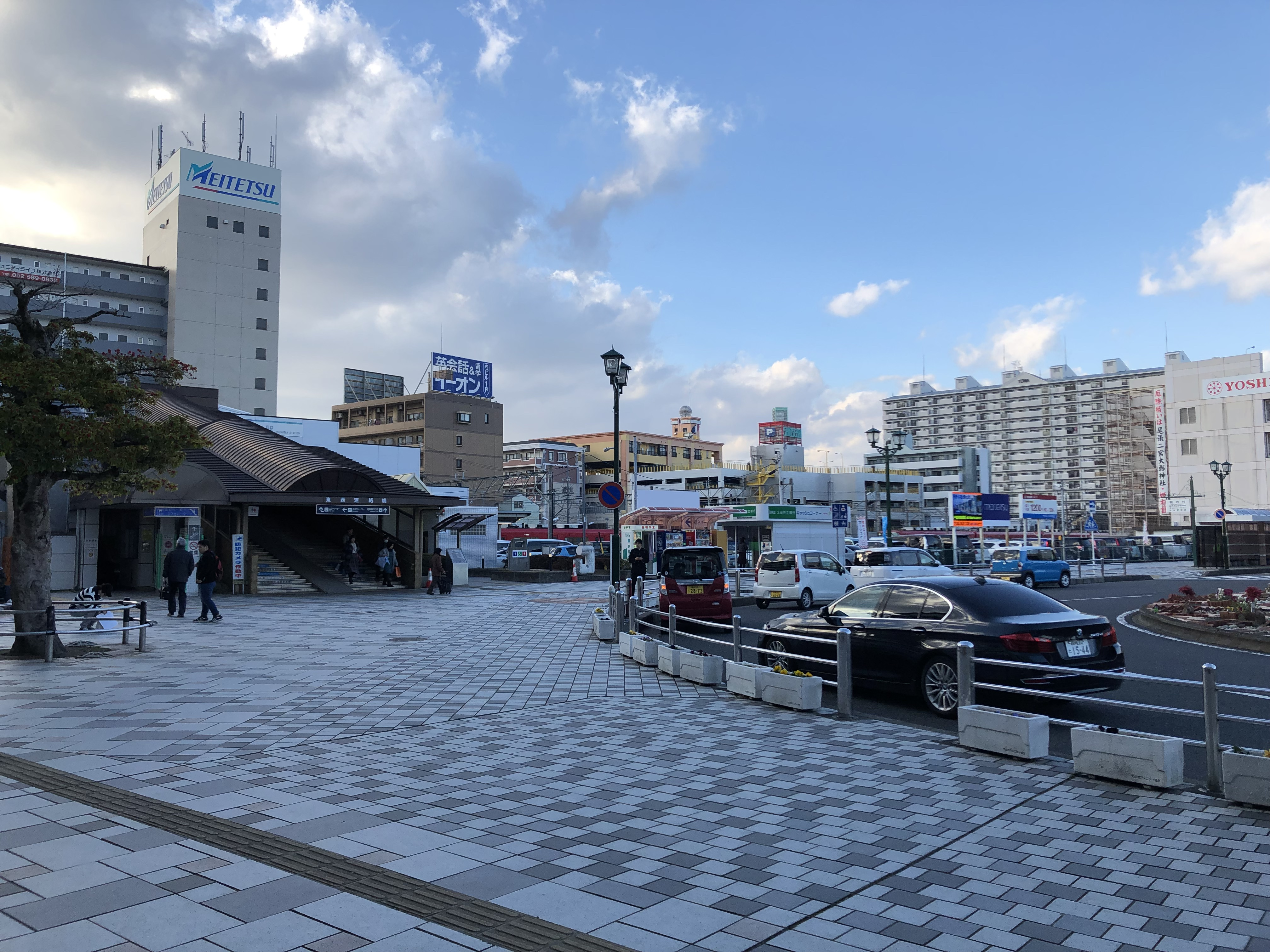
犬山中心市街地

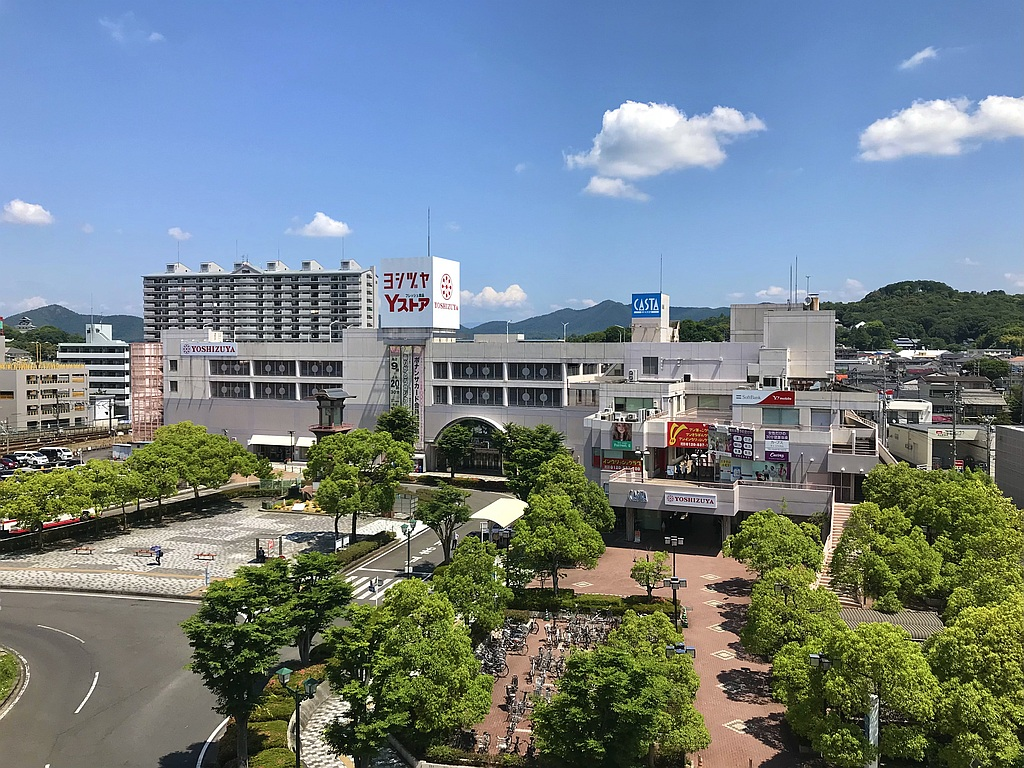
犬山キャスタ（ヨシヅヤ犬山店）

### 第一次産業

#### 農業
- 米 - 今井地区などの他、稲作が盛んな地域が多数存在する。

農業協同組合
- 愛知北農業協同組合
  - 犬山支店
  - 犬山南部支店
  - 羽黒支店
  - 犬山西支店
  - 犬山南部育苗センター
  - 犬山南部ライスセンター
  - 犬山育苗センター
  - 犬山ライスセンター

### 第二次産業

#### 工業
- 村田機械株式会社 - 犬山事業所
- 株式会社三進製作所 - 本部・犬山工場
- 名古屋特殊鋼株式会社
- 株式会社今仙電機製作所 - 本社
- 東洋航空電子株式会社 - 本社
- 東洋紡株式会社 - 犬山工場
- コーミ株式会社 - 犬山工場

#### 醸造業
- 小島醸造
- 小弓鶴酒造
- 東洋自慢酒造

### 第三次産業

#### 商業
主な商業施設
- イエローハット犬山店
- カネスエ五郎丸店
- ゲンキー五郎丸店
- DCM犬山店
- ホームプラザナフコ犬山店
- マツヤデンキ犬山店
- 三河屋犬山店
- 犬山キャスタ
  - ヨシヅヤ犬山店 - キャスタ犬山のテナント（イトーヨーカドーの後継）として2017年（平成29年）4月26日開店。

### 本社を置く企業
上場企業
- 今仙電機製作所
- エナジーサポート

## 教育

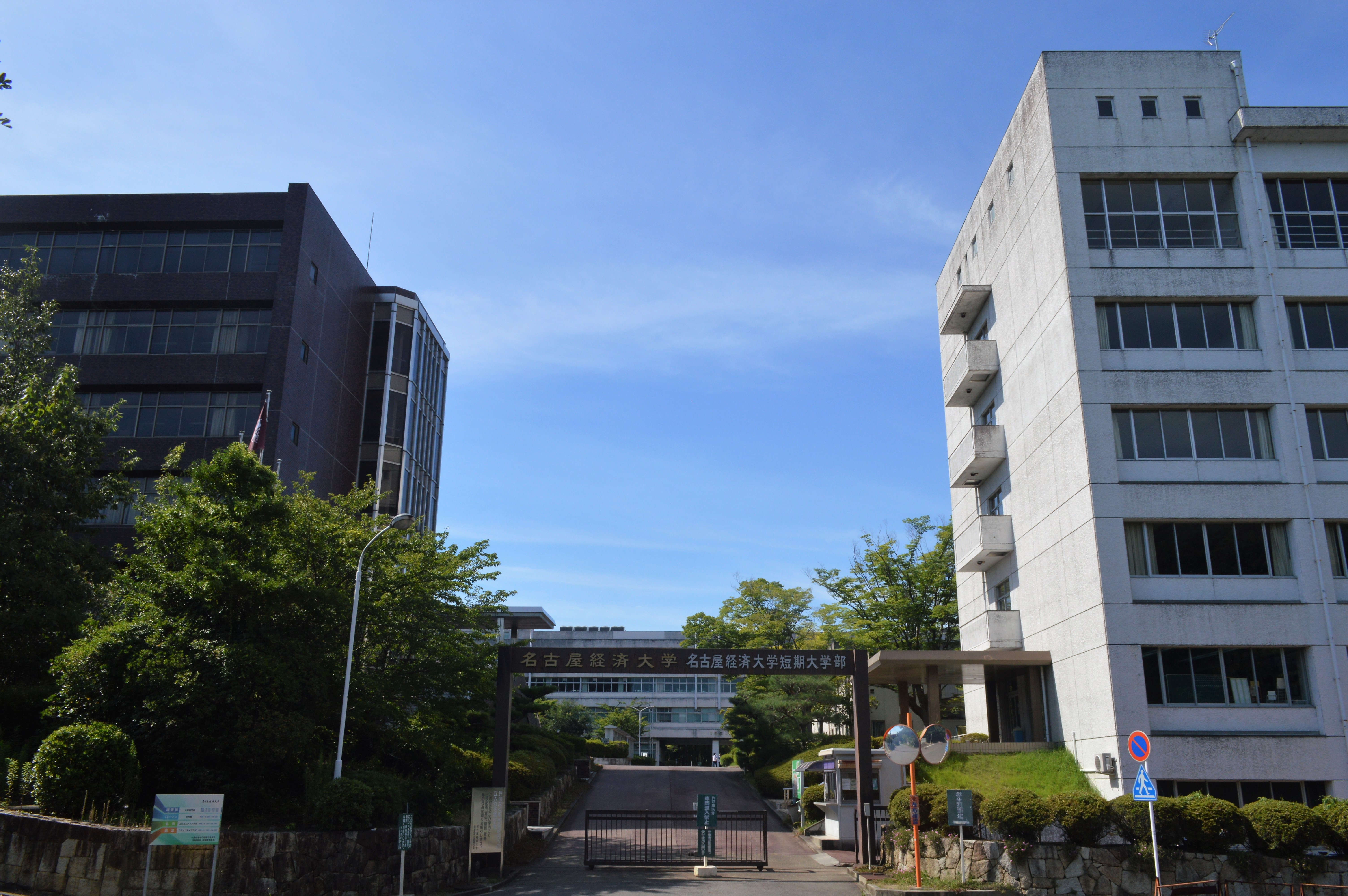
名古屋経済大学
犬山キャンパス

### 大学
国立
- 京都大学 官林キャンパス - ヒト行動進化研究センター（旧霊長類研究所）
- 名古屋大学 附属地震研究所（八曽）

私立
- 名古屋経済大学

### 短期大学
私立
- 市邨学園短期大学

### 高等学校
県立
- 愛知県立犬山高等学校
- 愛知県立犬山総合高等学校

### 中学校
市立
- 犬山市立犬山中学校
- 犬山市立城東中学校
- 犬山市立南部中学校
- 犬山市立東部中学校

### 小学校
市立
- 犬山市立犬山北小学校
- 犬山市立犬山南小学校
- 犬山市立犬山西小学校
- 犬山市立城東小学校
- 犬山市立今井小学校
- 犬山市立栗栖小学校
- 犬山市立羽黒小学校
- 犬山市立楽田小学校
- 犬山市立池野小学校
- 犬山市立東小学校

### 生涯学習
- 生涯学習の場として犬山市民総合大学敬道館があり、一般教養学部と5つの専門学部（歴史文化学部・文学部・社会学部・環境学部・スポーツ学部）が開設されている。

## ニュータウン

### 犬山もえぎヶ丘ニュータウン
犬山もえぎヶ丘（いぬやまもえぎがおか）は、名鉄不動産が管理しているニュータウンである。もえぎヶ丘（1～3丁目に分かれる）で構成している。

### 四季の丘ニュータウン
四季の丘（しきのおか）は、三交不動産が管理しているニュータウンである。四季の丘（1～7丁目に分かれる）で構成している。

## 交通

### 鉄道

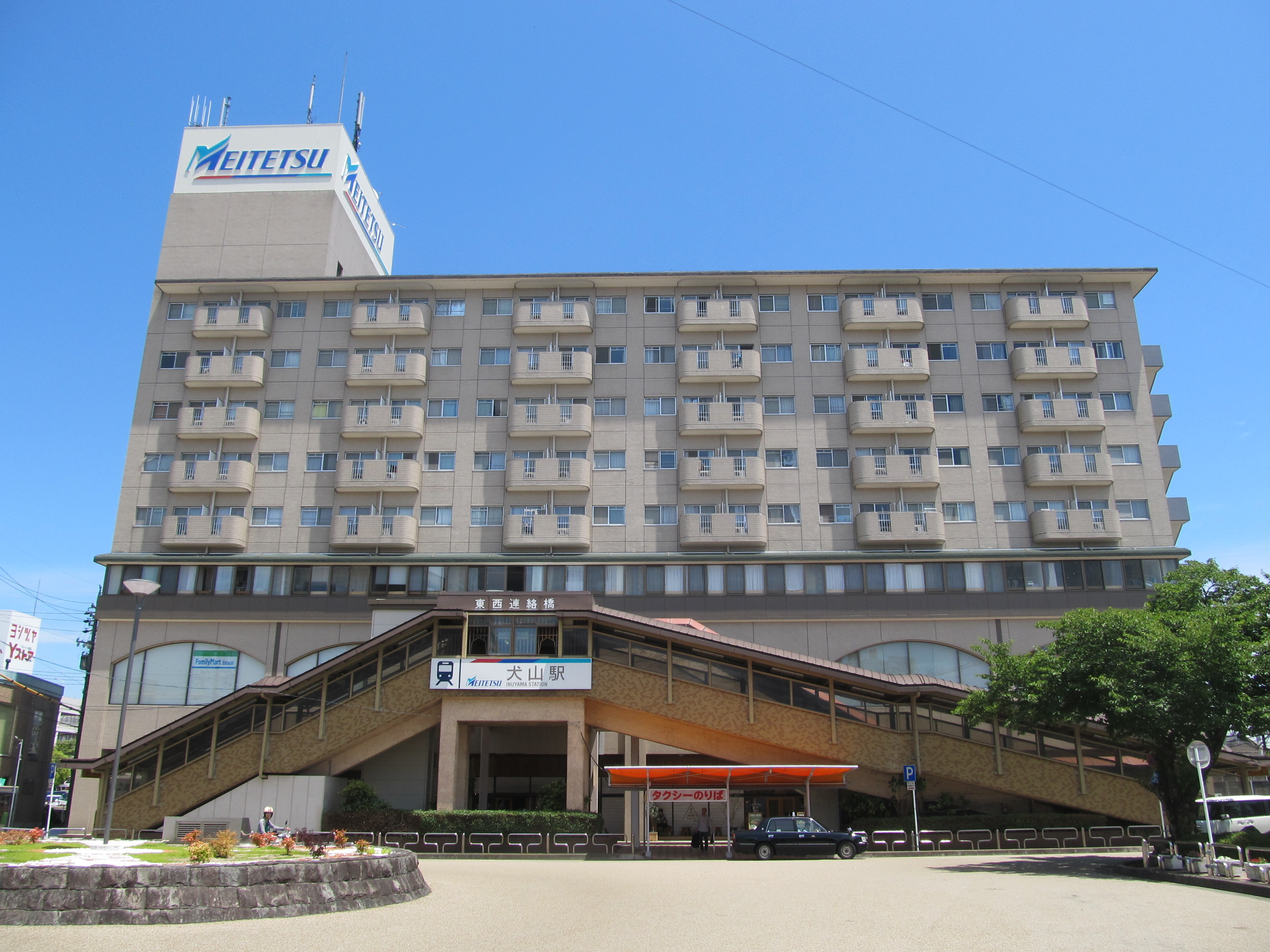
犬山駅西口

中心駅は名鉄の3路線（電車運行上は各務原線を含む4路線）が集まる犬山駅。犬山市役所も犬山駅近隣に所在する。
名古屋鉄道（名鉄）
- 小牧線：楽田駅 - 羽黒駅 - （五郎丸信号場） - 犬山駅
- 犬山線：犬山口駅 - 犬山駅 - 犬山遊園駅
- 広見線：犬山駅 - 富岡前駅 - 善師野駅

### バス

#### 路線バス
- 岐阜バス（明治村線・長者町団地循環線・リトルワールド線）
  - かつては名鉄バスが運行していたが、2006年に岐阜バスコミュニティに営業譲渡された。2017年に岐阜バスコミュニティは岐阜バス本体に吸収された。
- 犬山市コミュニティバス

#### 高速バス
- 東鉄バス（都市間高速バス 名古屋・西可児線）

### 道路

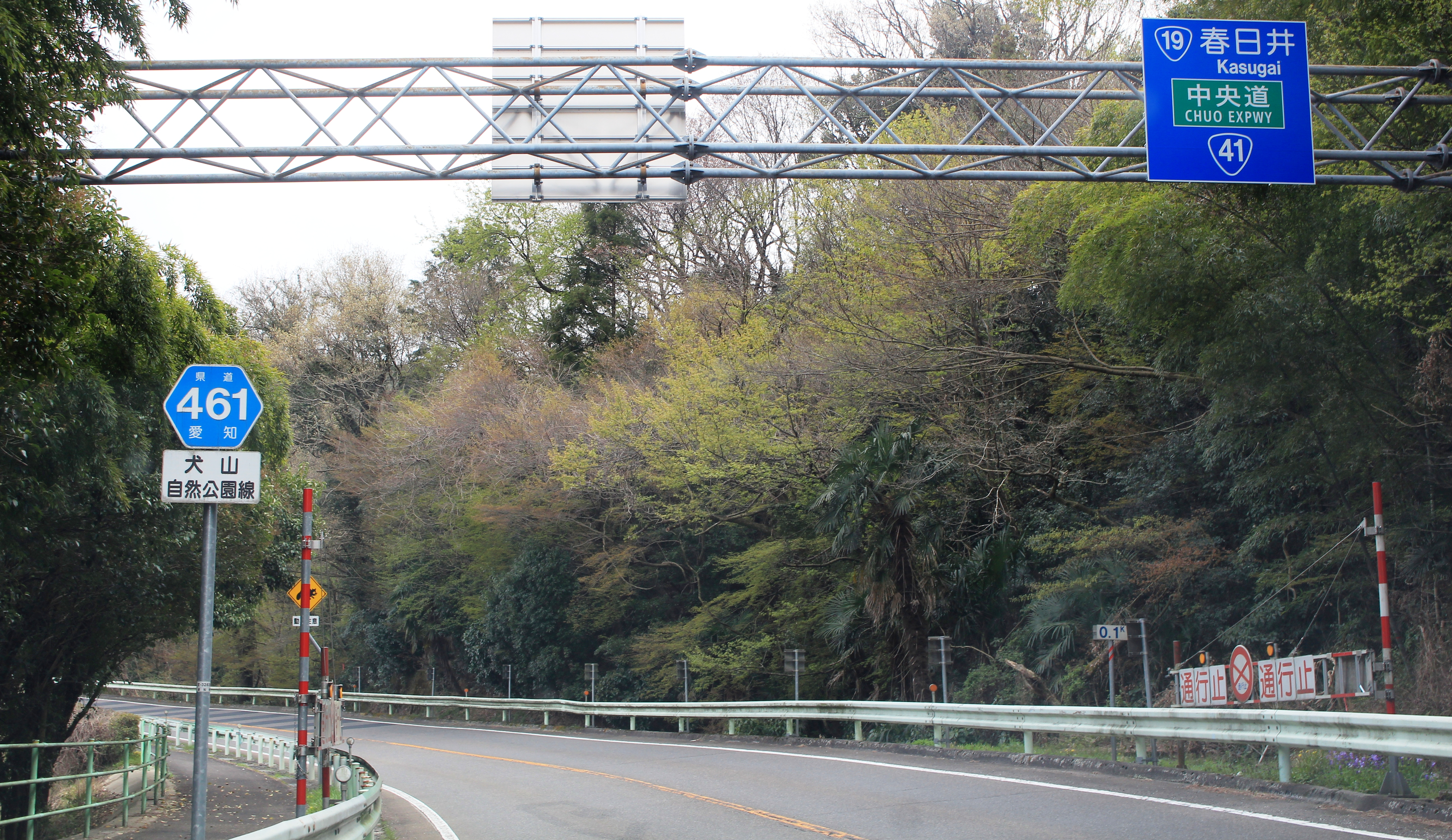
尾張パークウェイ

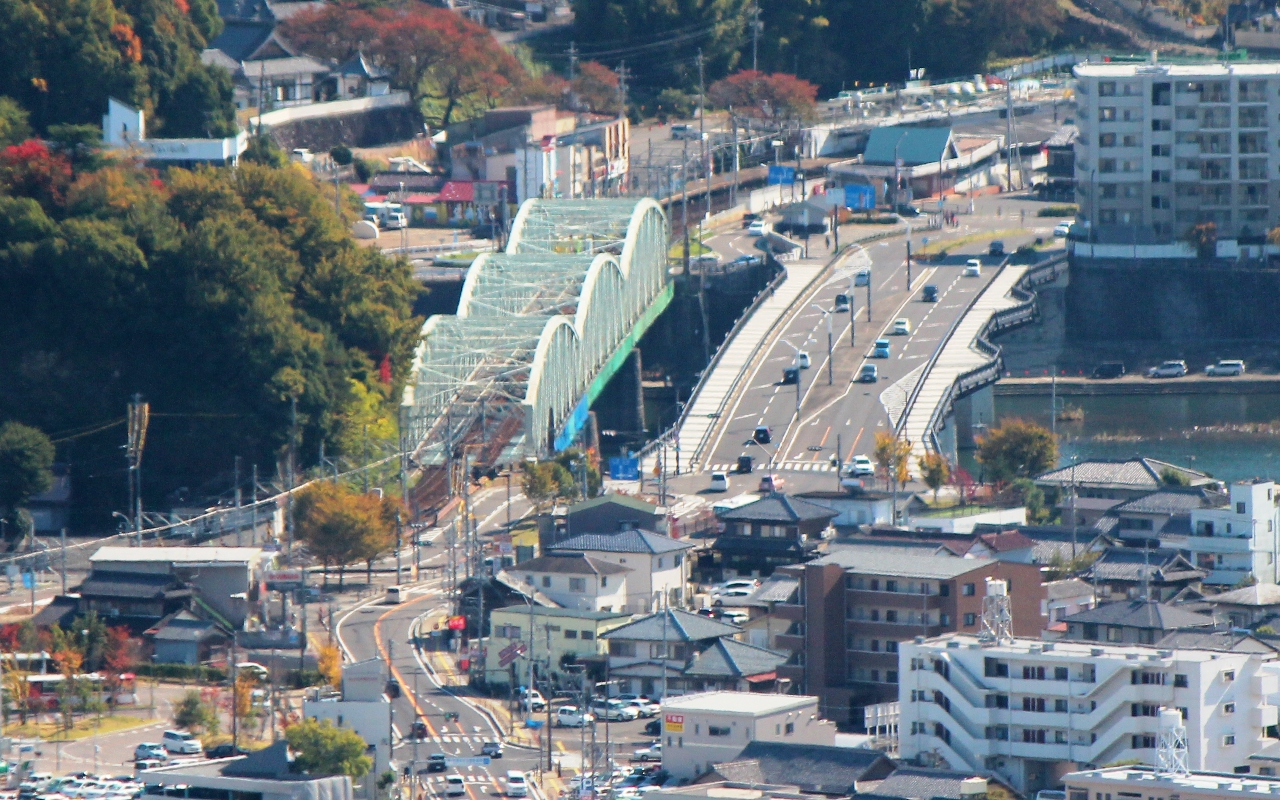
犬山橋

#### 高速道路
尾張パークウェイを経由して中央自動車道の小牧ICまたは小牧東ICが最寄となる。小牧東インターは明治村、入鹿池の近隣である。

#### 国道
- 国道41号（名濃バイパス）

#### 県道
主要地方道
- 愛知県道16号多治見犬山線
- 愛知県道27号春日井各務原線（木曽街道。ツインブリッジ（旧・犬山橋）を通行する）
- 愛知県道49号春日井犬山線
- 愛知県道64号一宮犬山線

一般県道
- 愛知県道102号名古屋犬山線
- 愛知県道177号大県神社線
- 愛知県道183号浅井犬山線
- 愛知県道185号栗栖犬山線
- 愛知県道186号御嵩犬山線
- 愛知県道187号犬山停車場線
- 愛知県道188号善師野西北野線
- 愛知県道189号善師野多治見線
- 愛知県道191号長洞犬山線
- 愛知県道192号草井羽黒線
- 愛知県道194号斎藤羽黒線
- 愛知県道453号明治村小牧線
- 愛知県道461号犬山自然公園線（尾張パークウェイ）

### ナンバープレート
- 車検証の住所（使用者）が本市の自動車には、尾張小牧ナンバーが交付される。

## 名所・旧跡・観光スポット

### 名所・旧跡
城郭・砦
- 犬山城 - 天守は国宝。
- 楽田城址
- 木ノ下城址 - 市指定史跡。
- 羽黒城址[5]

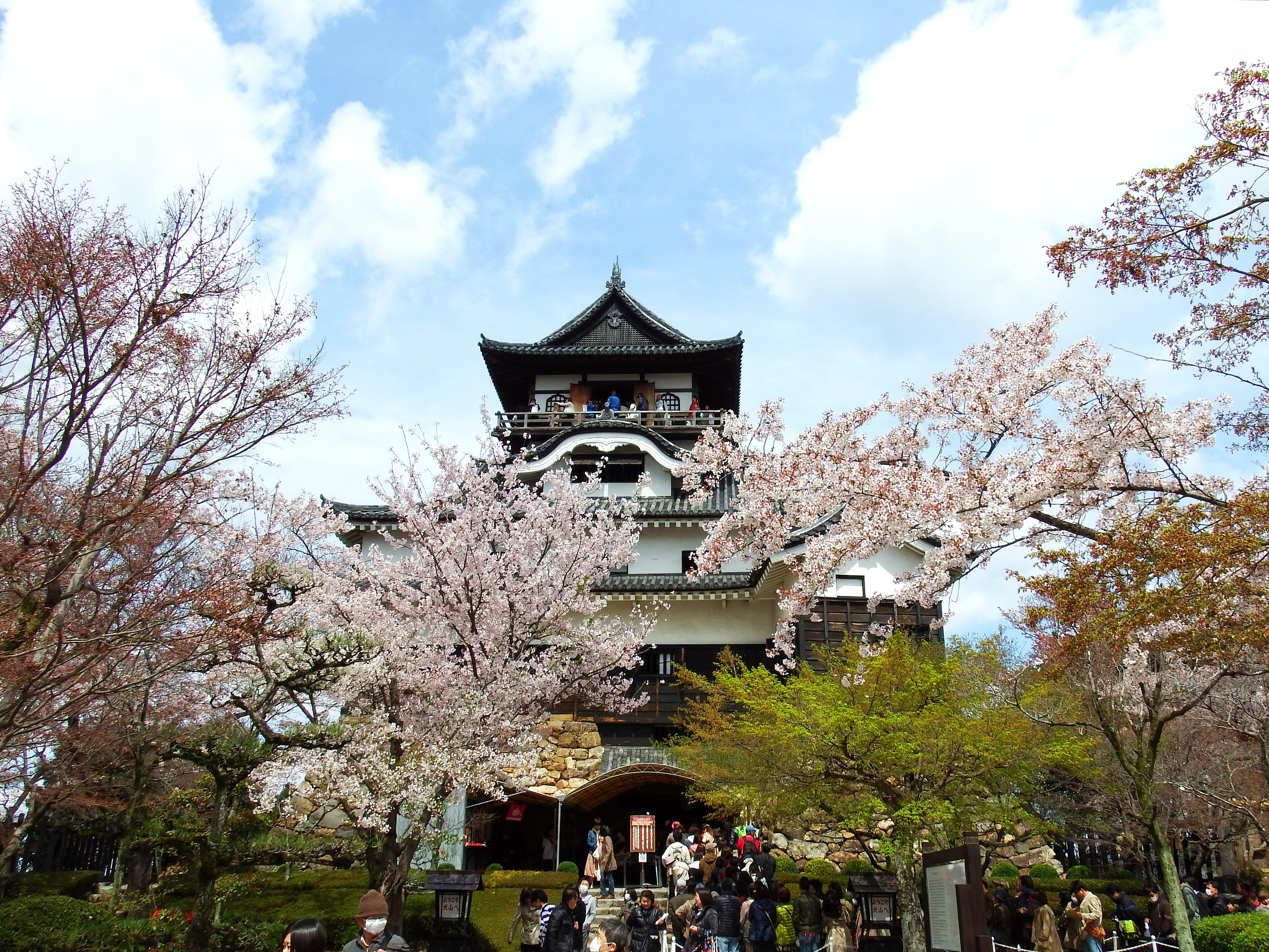
犬山城天守
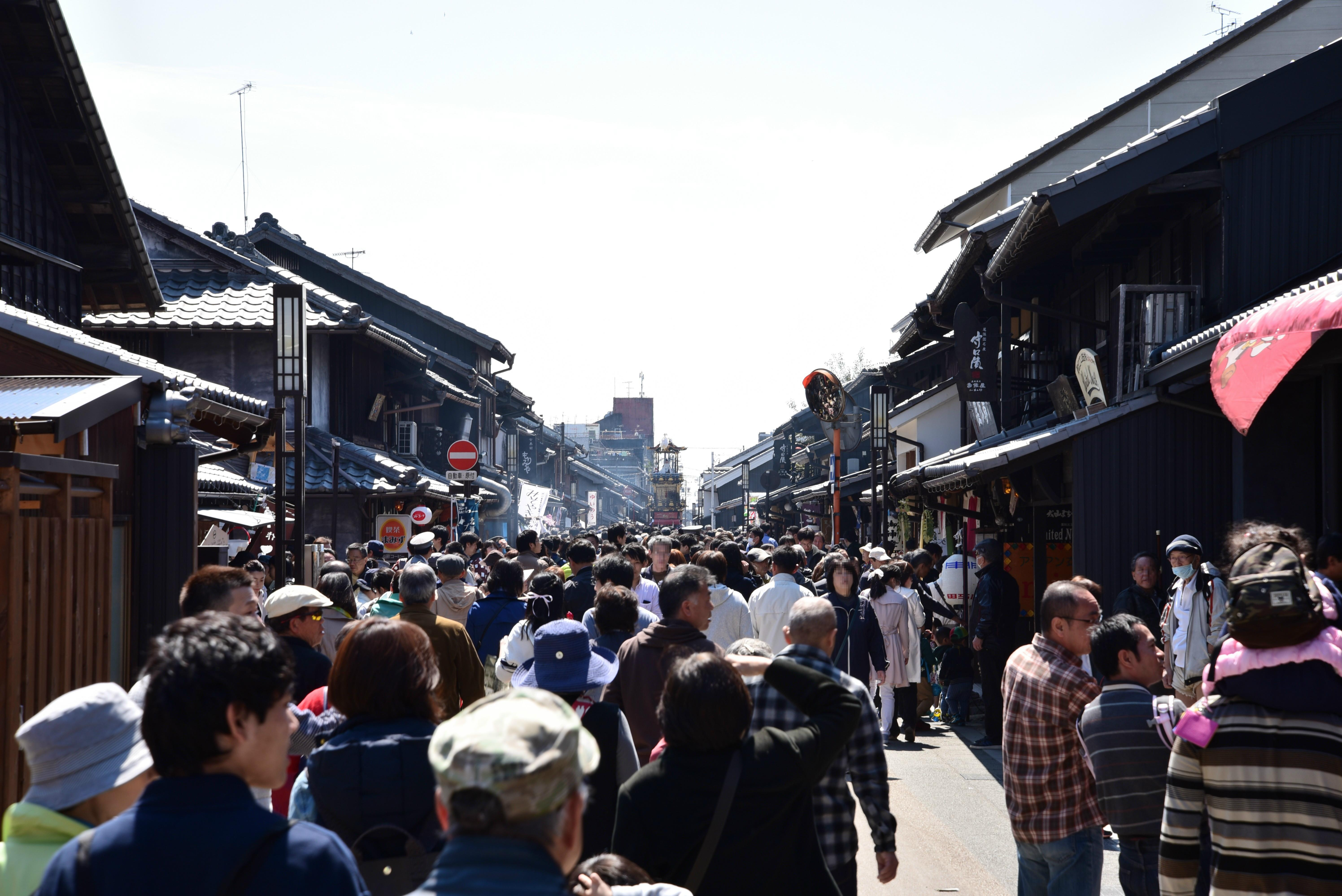
犬山城下町 （本町通り）
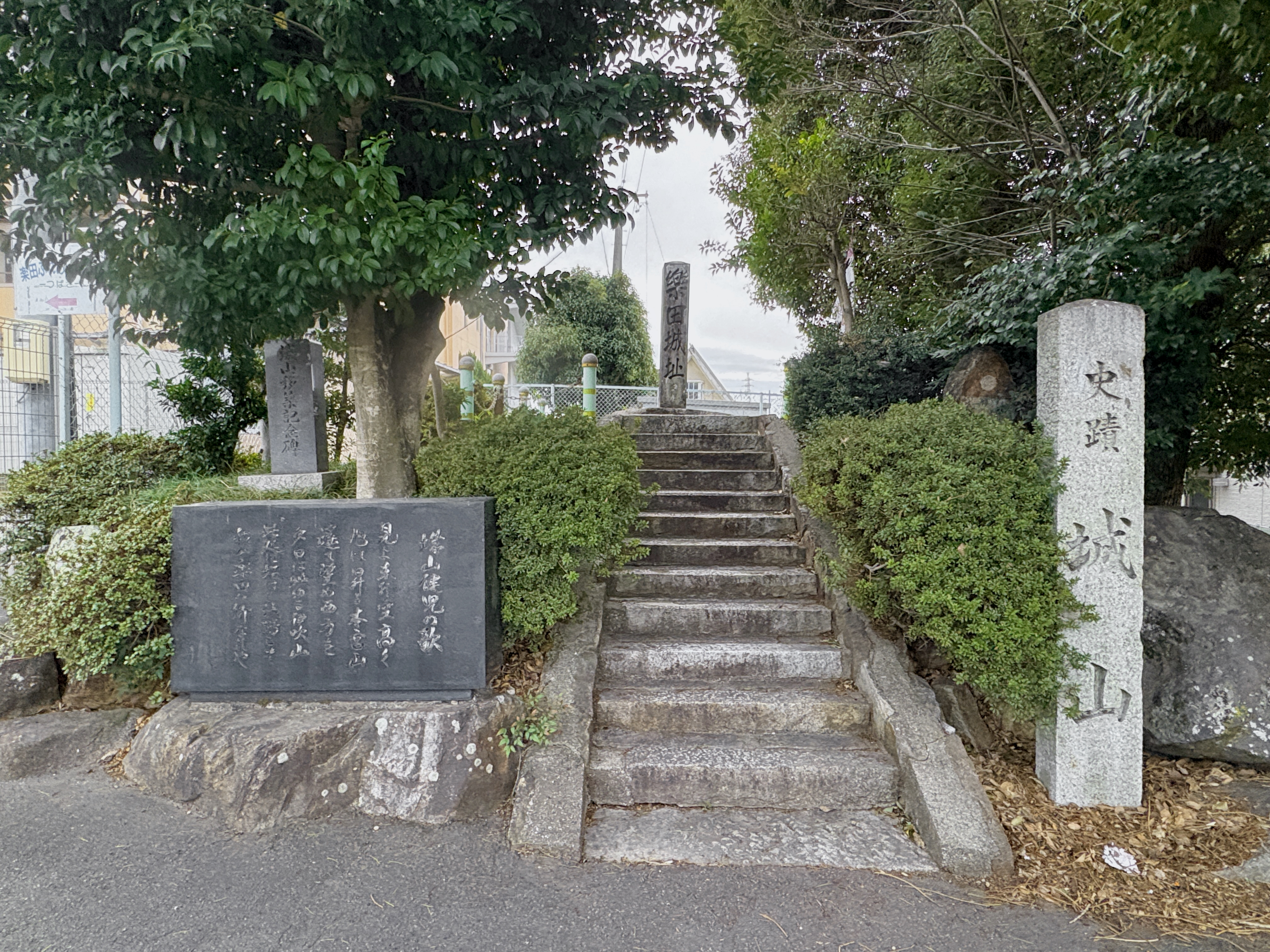
楽田城址
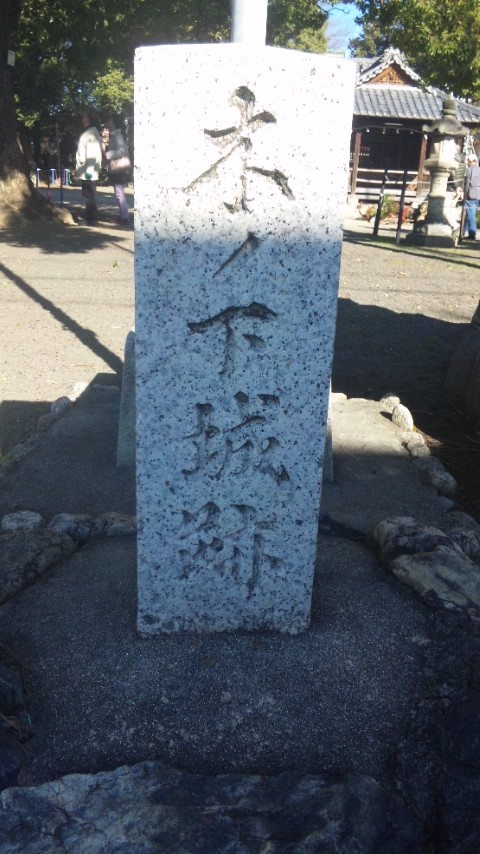
木ノ下城址
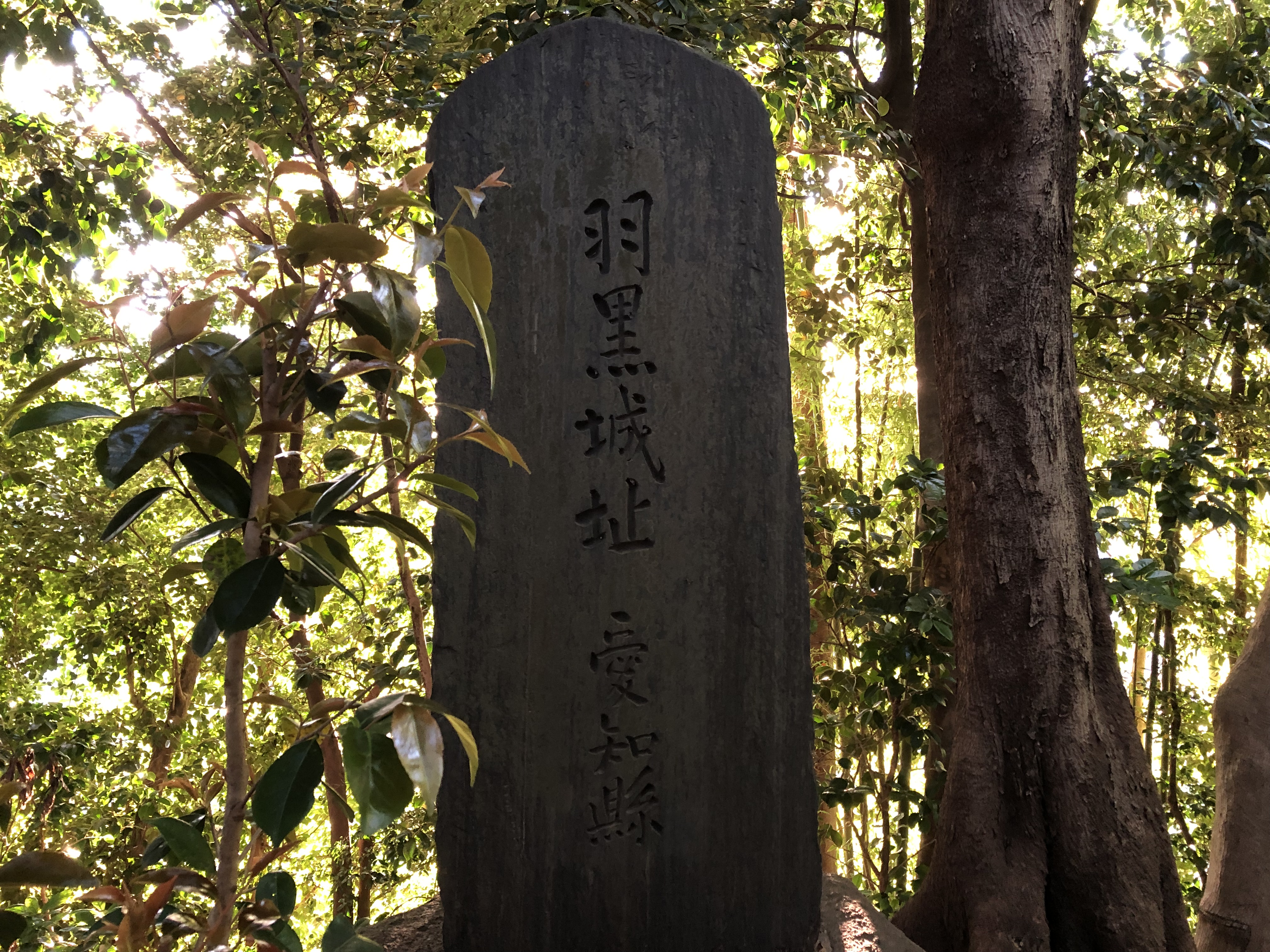
羽黒城址

神社
- 石作神社
- 犬山神社
- 大縣神社 - 本殿、祭文殿、回廊は重要文化財
- 大宮浅間神社
- 三光稲荷神社
- 白山神社
- 針綱神社
- 虫鹿神社
- 桃太郎神社
- 諏訪神社

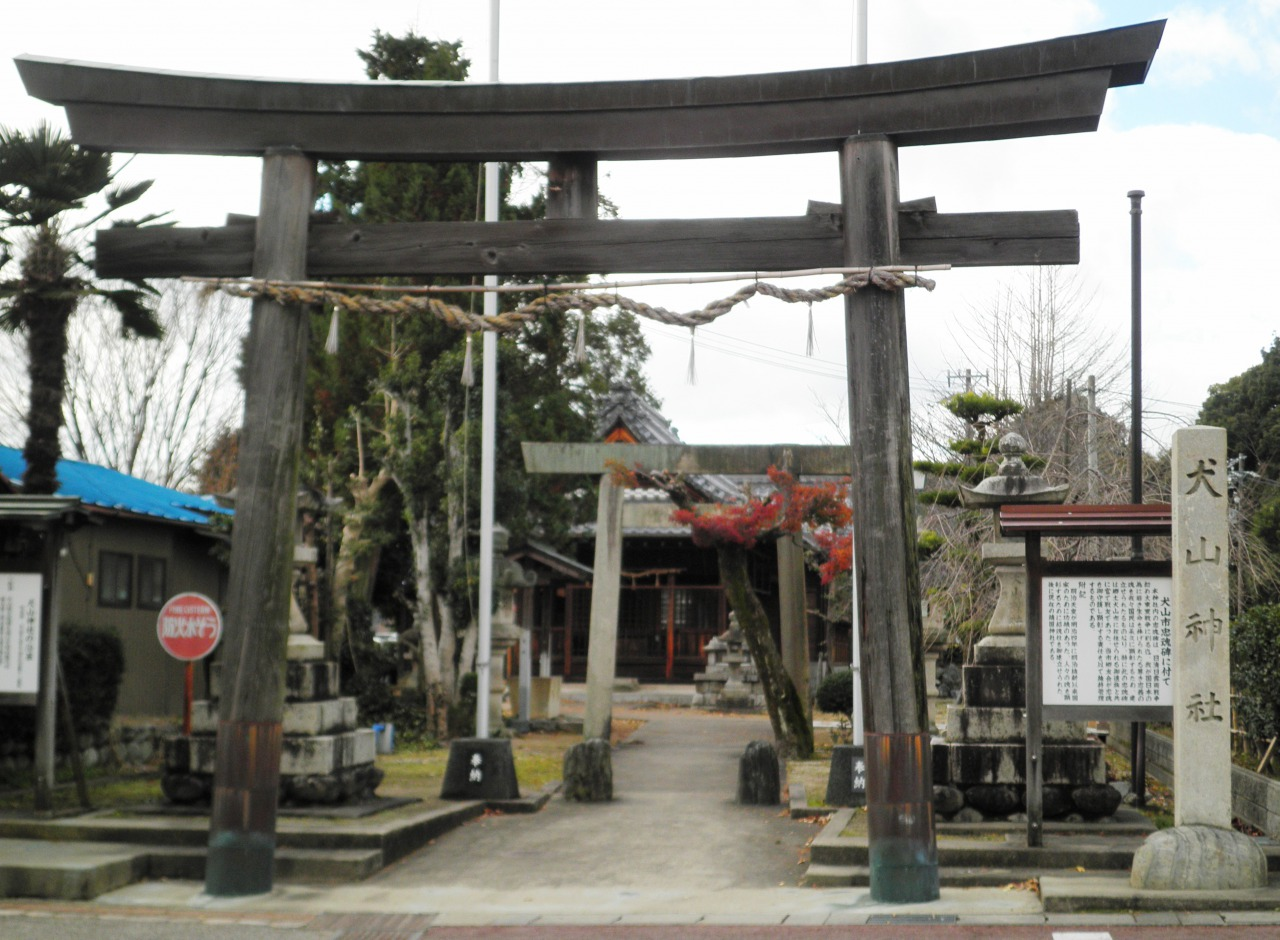
犬山神社
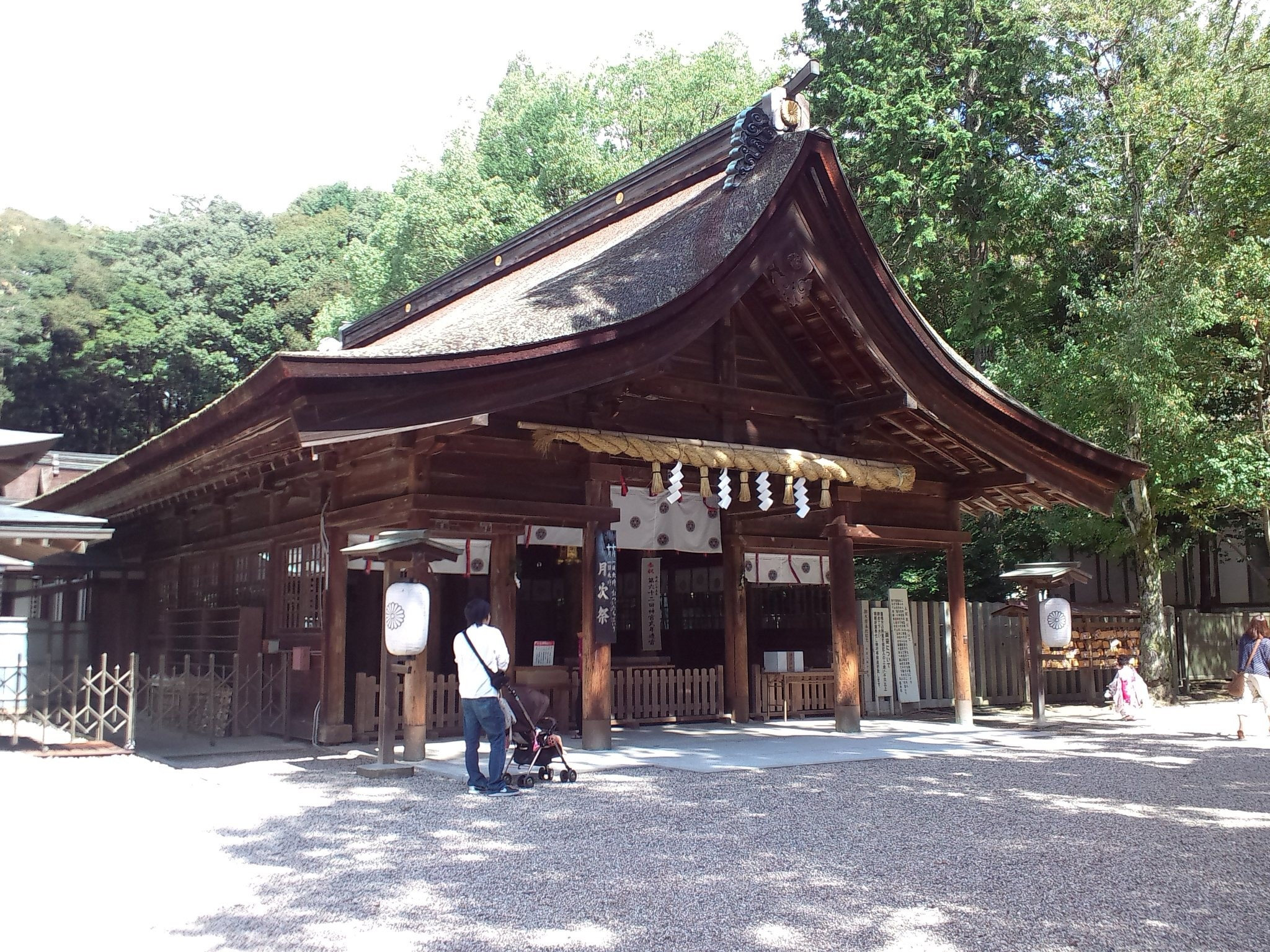
大縣神社拝殿
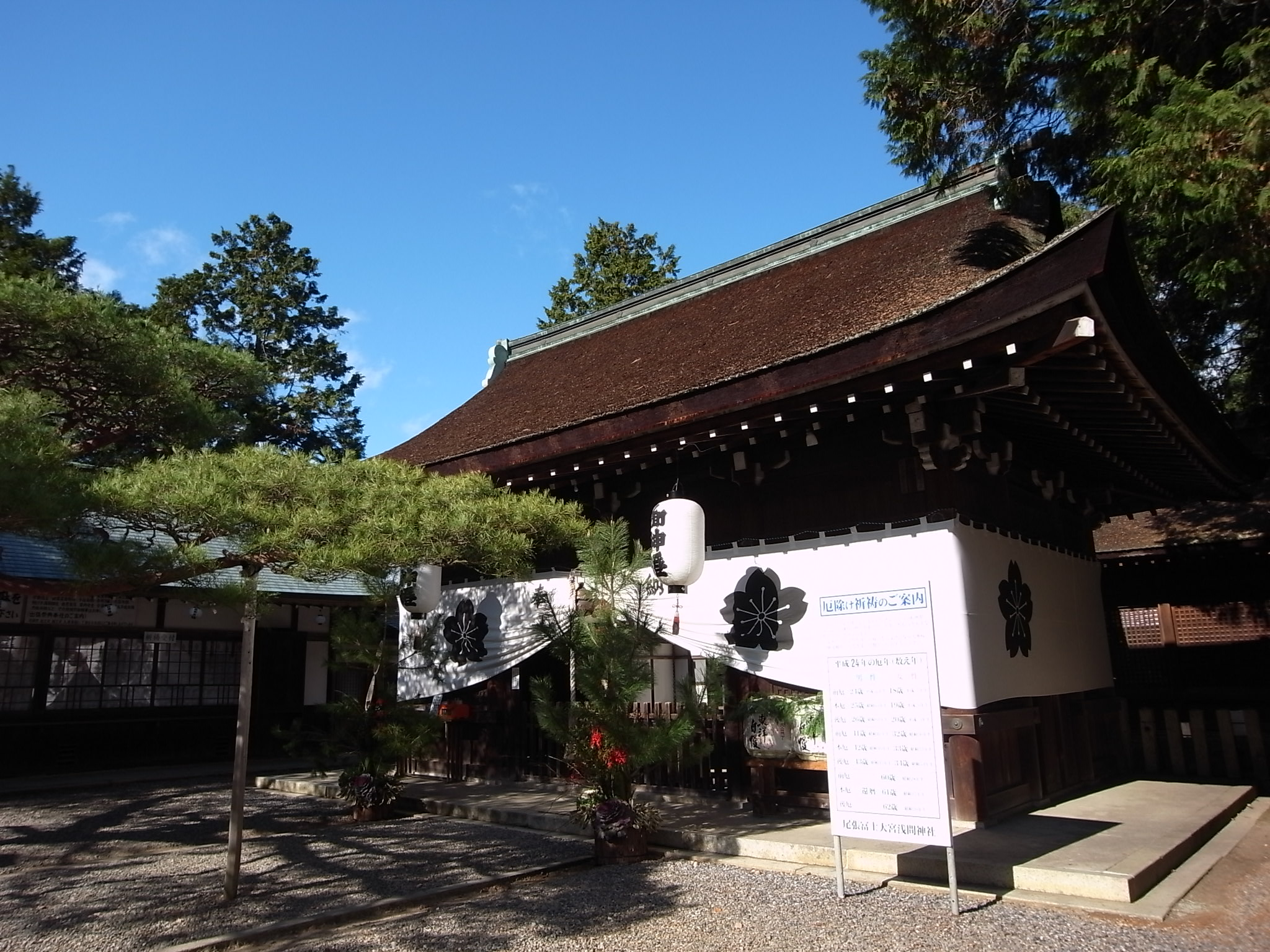
大宮浅間神社
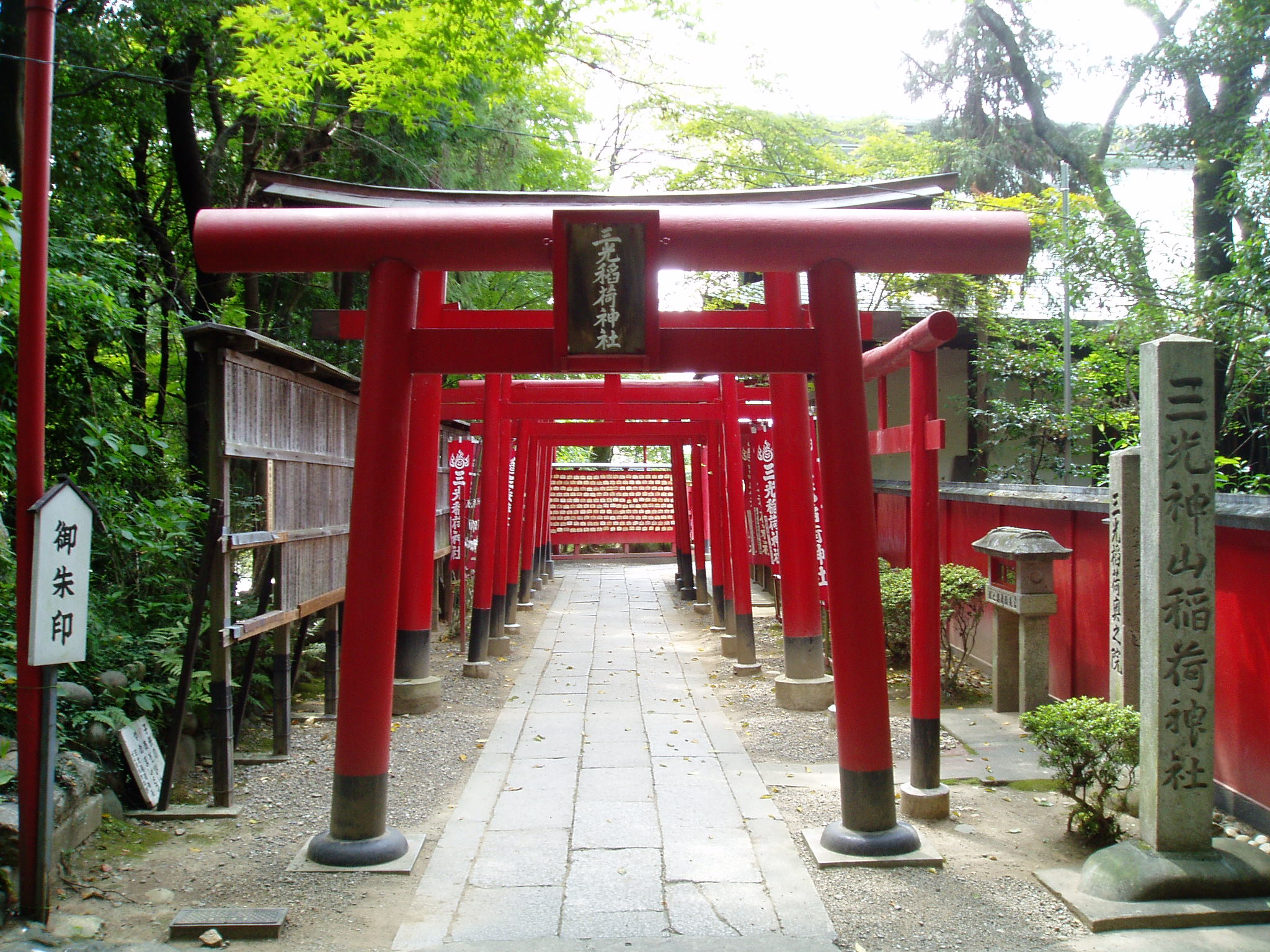
三光稲荷神社
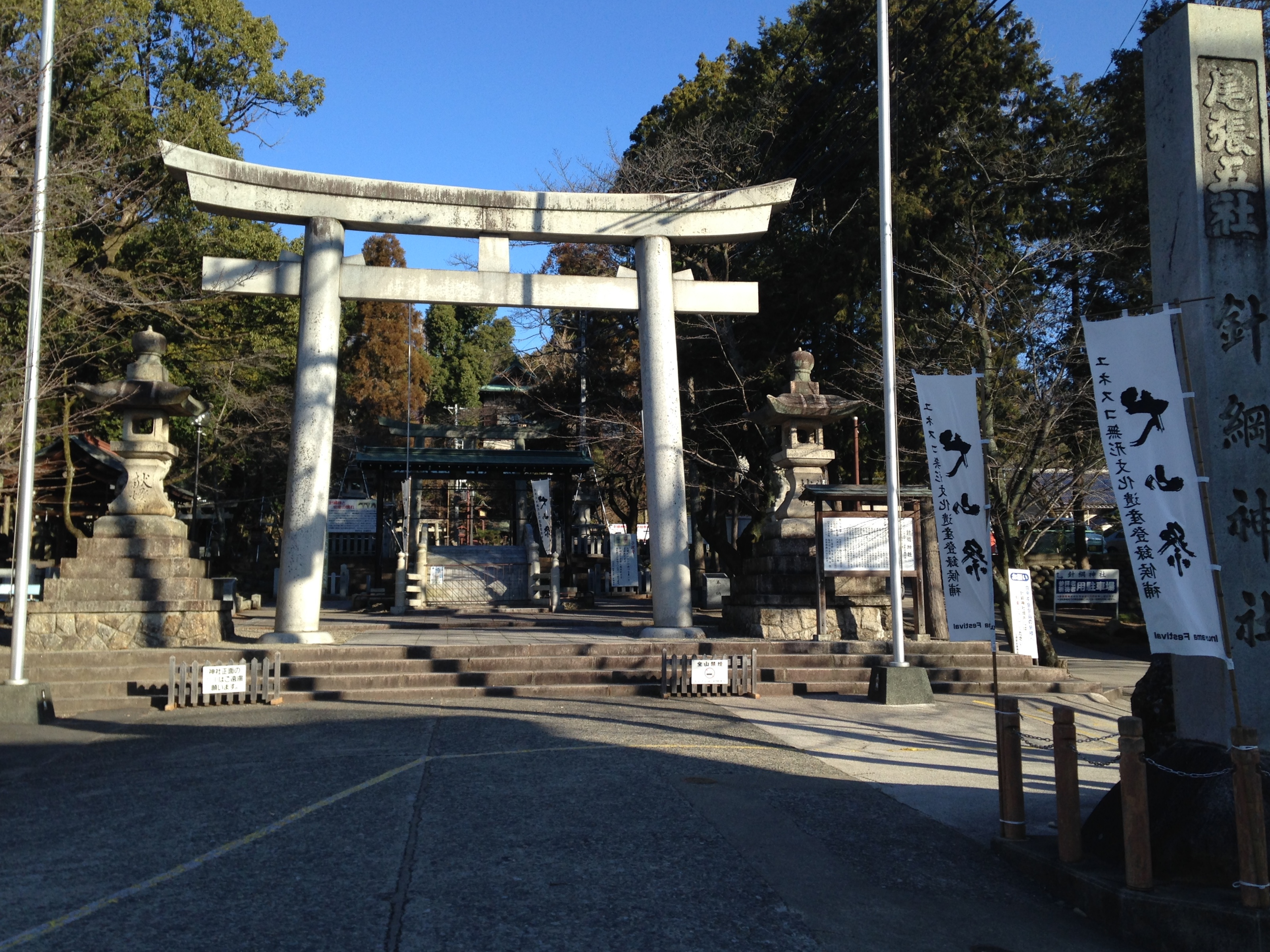
針綱神社
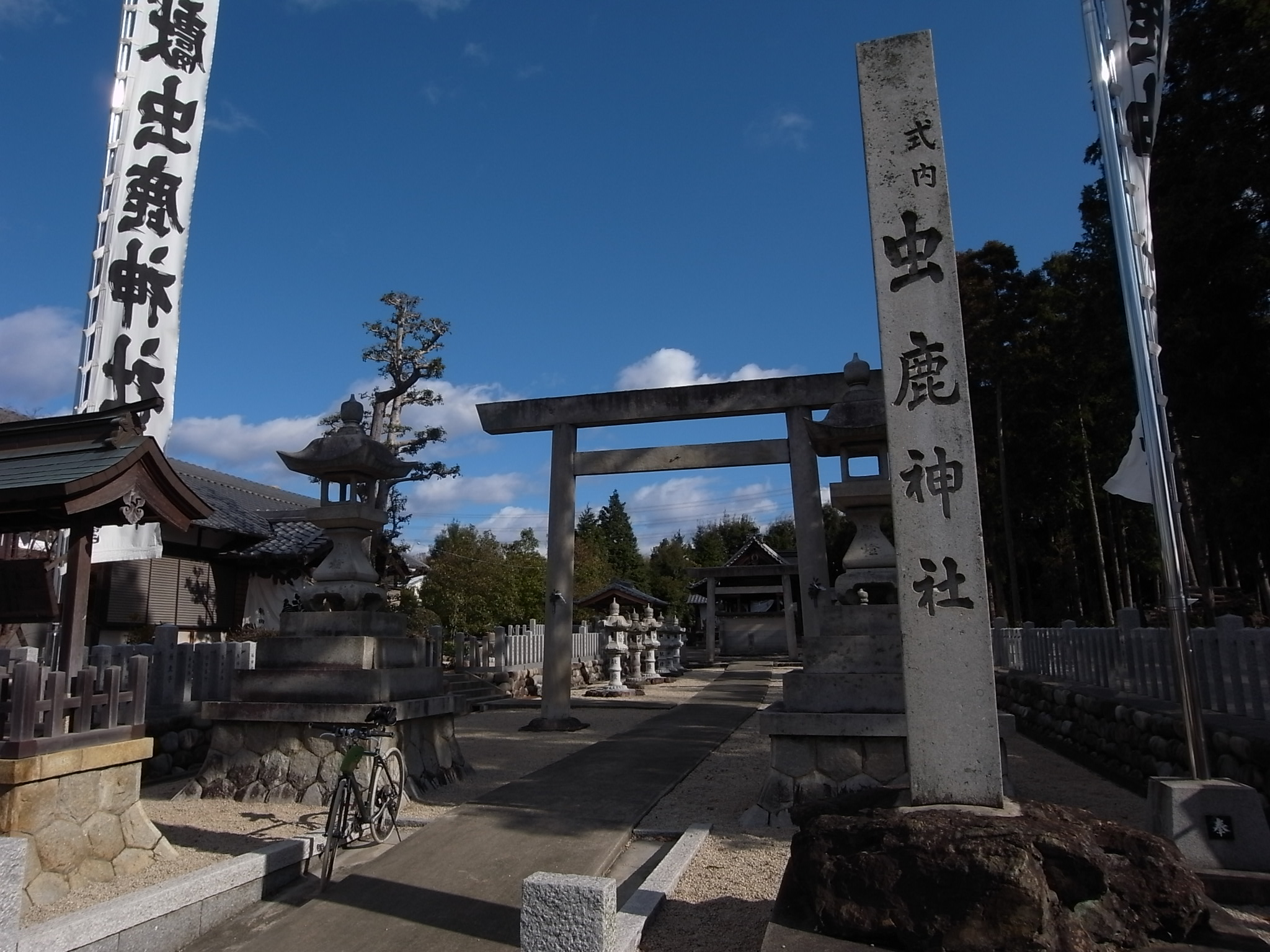
虫鹿神社
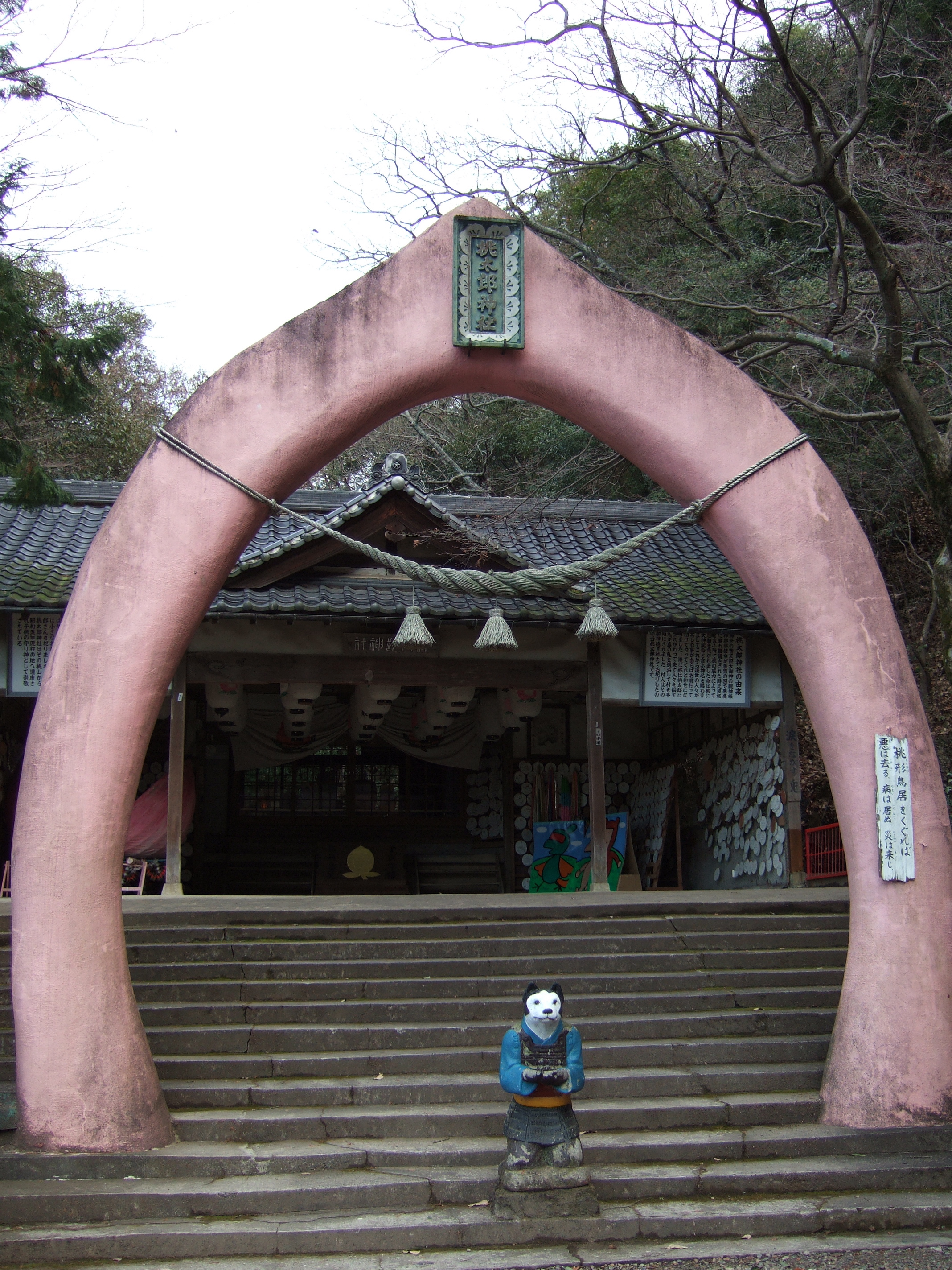
桃太郎神社

寺院
- 愛万博寺
- 圓明寺 - 樹齢300年のシダレザクラが有名。
- 興禅寺
- 光陽寺
- 寂光院 - 尾張三十三観音霊場の第二十一番札所
- 瑞泉寺 - 日峰宗舜が開創。織田信長・豊臣秀吉・尾張徳川家が庇護。
- 善光寺
- 禅徳寺
- 大聖寺（犬山成田山） - 成田山名古屋別院大聖寺
- 大泉寺（あじさい寺）
- 妙感寺 - 妙感寺古墳に建つ寺院。
- 本龍寺 - 鵜沼城主であった大沢家の菩提寺。
- 薬師寺
- 龍濟寺 - 瑞泉寺の塔頭。本尊　十一面観世音菩薩
- 龍泉院 - 瑞泉寺の塔頭。本尊　釈迦牟尼佛
- 臨渓院（犬山城主成瀬家菩提寺）
- 尾張信貴山泉浄院 - 夜景スポットで有名な本宮山の南に位置する。多宝塔がある。
- 常満寺

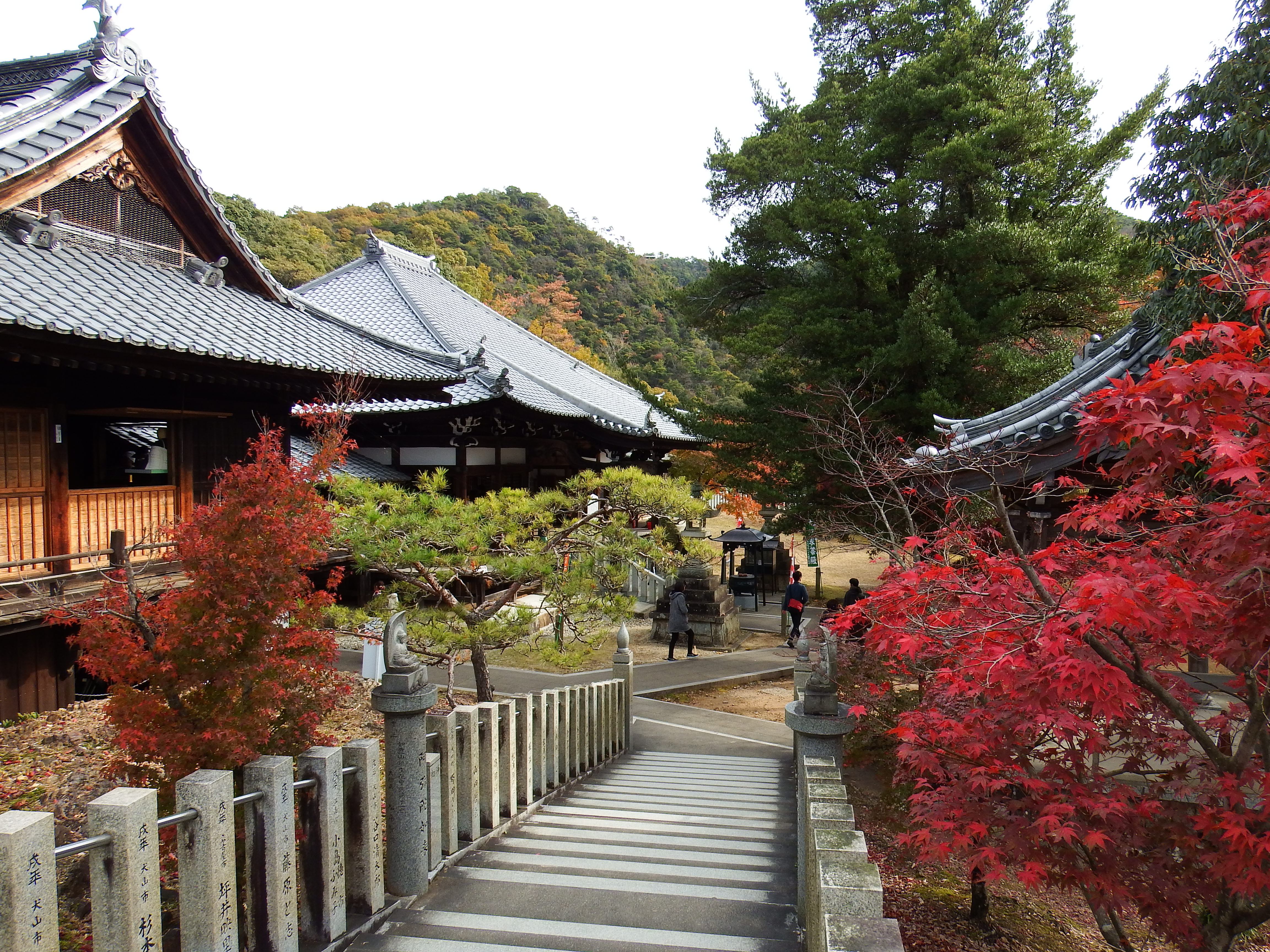
寂光院
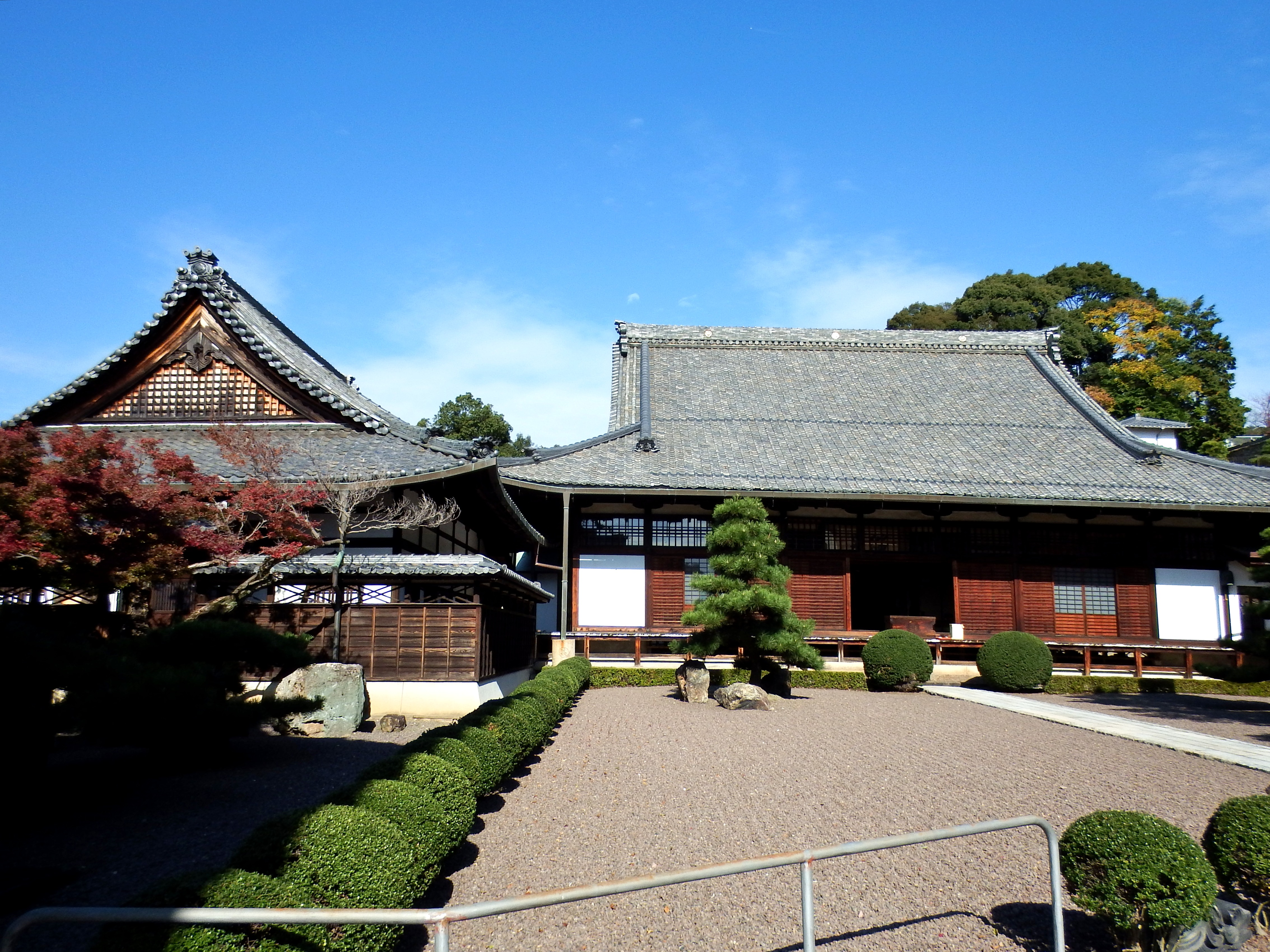
瑞泉寺
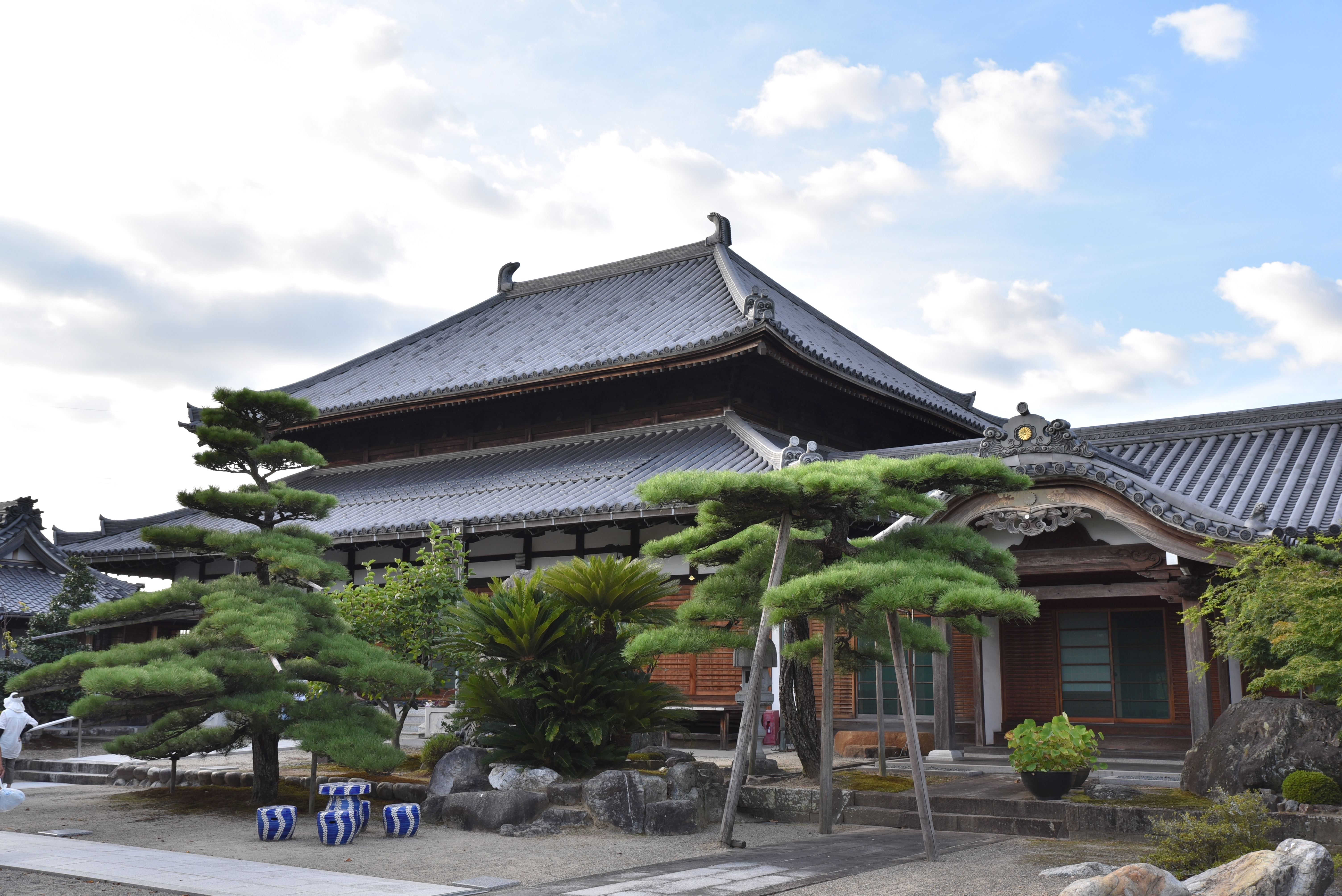
興禅寺
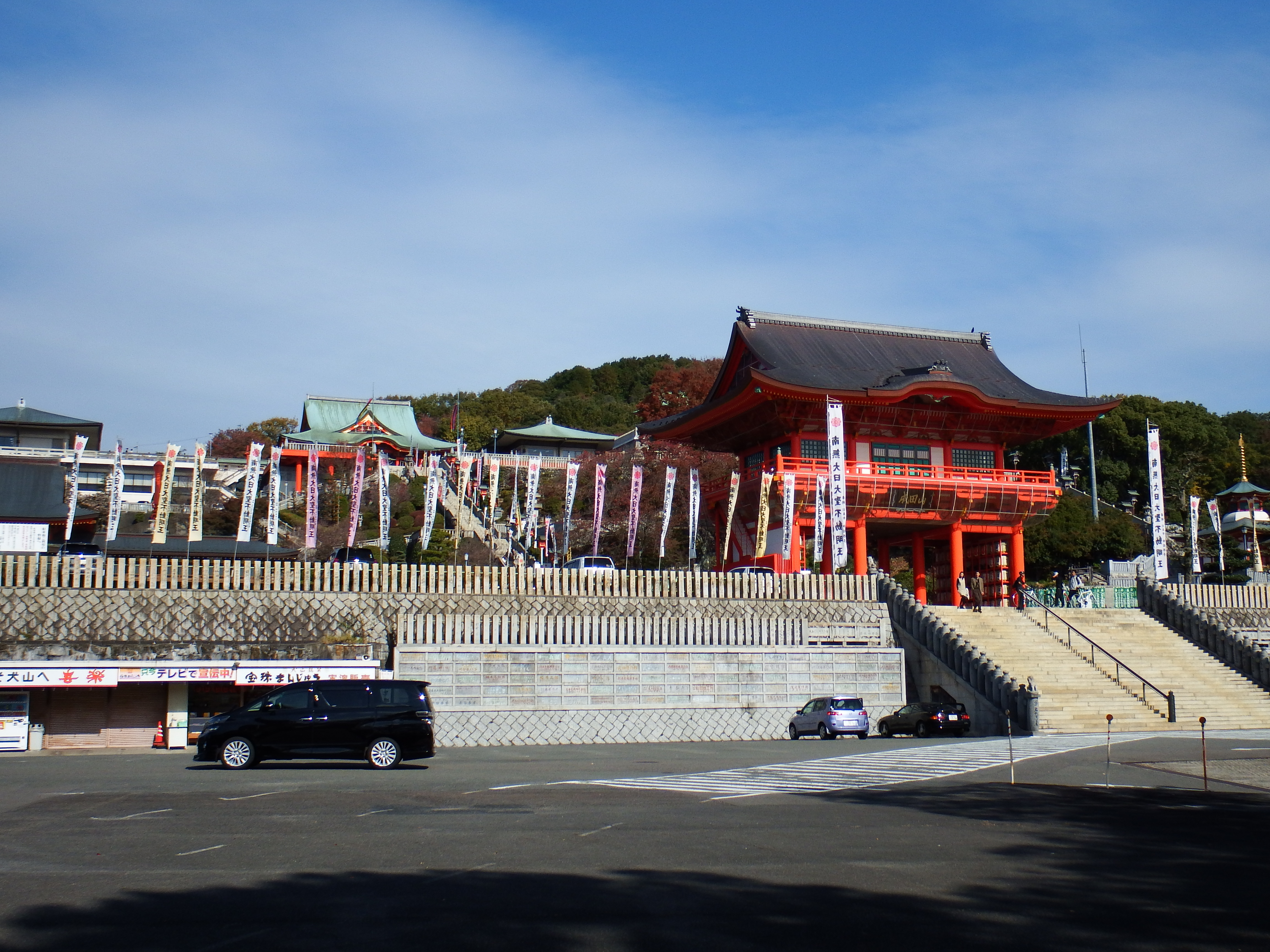
大聖寺
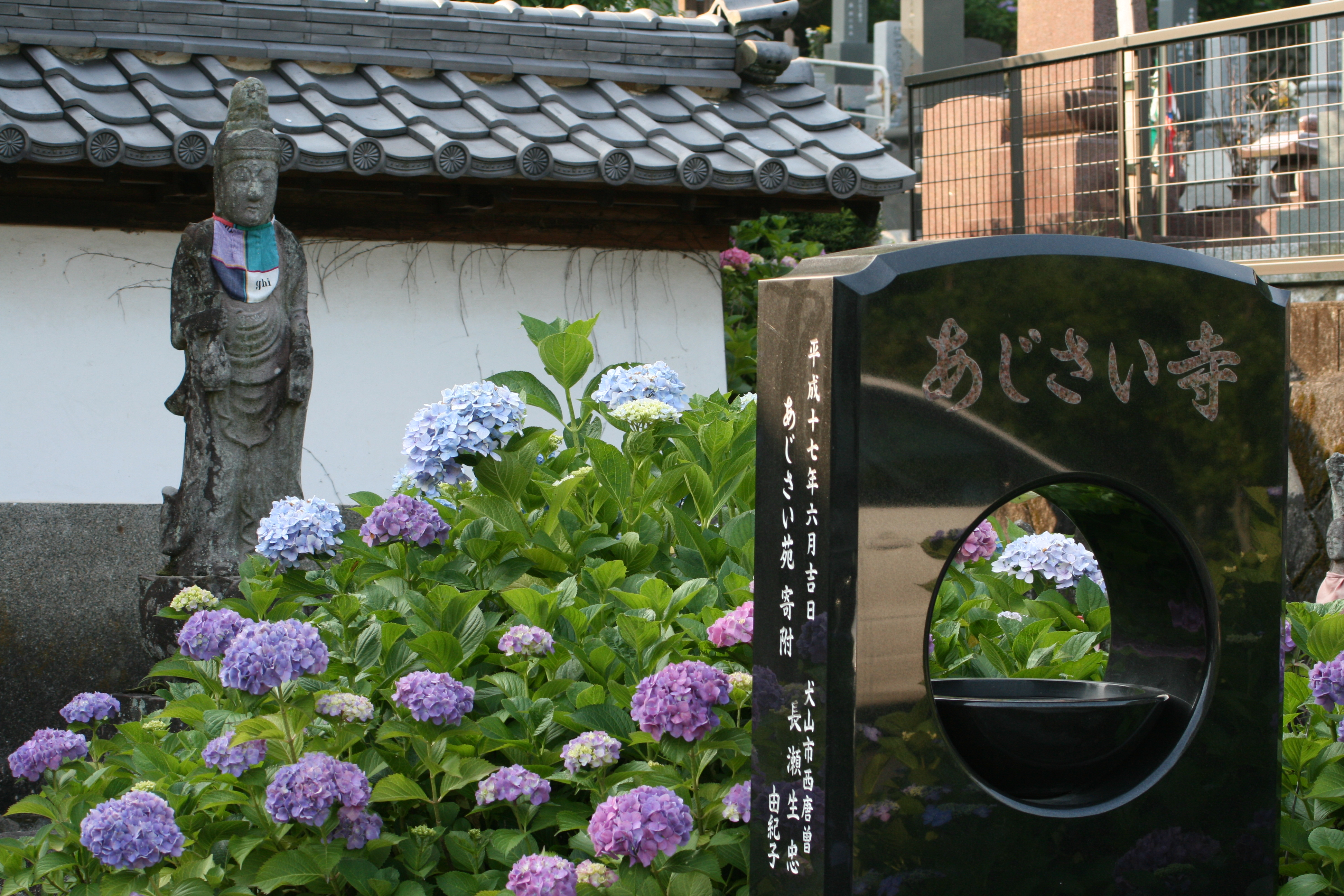
大泉寺
禅徳寺
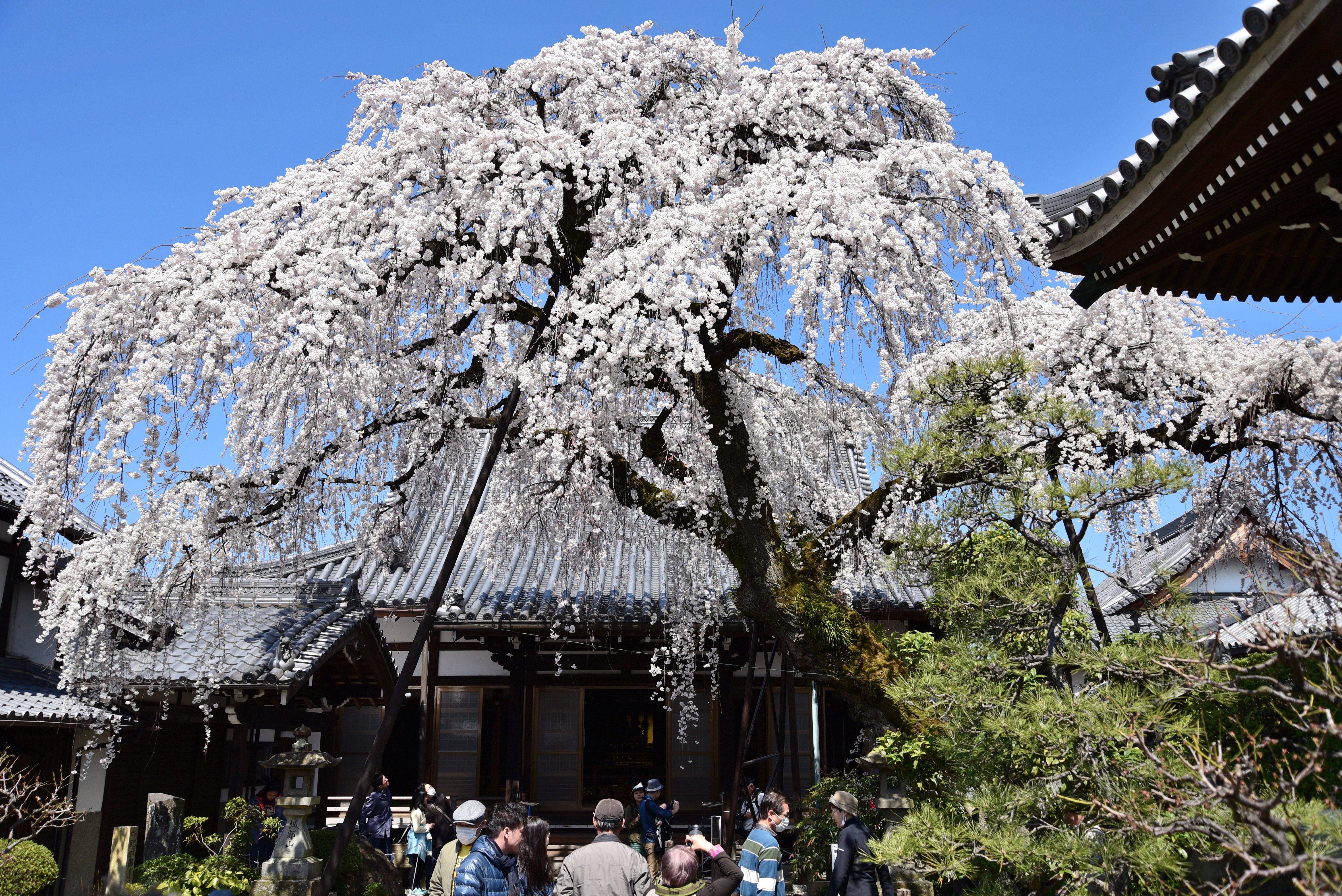
圓明寺
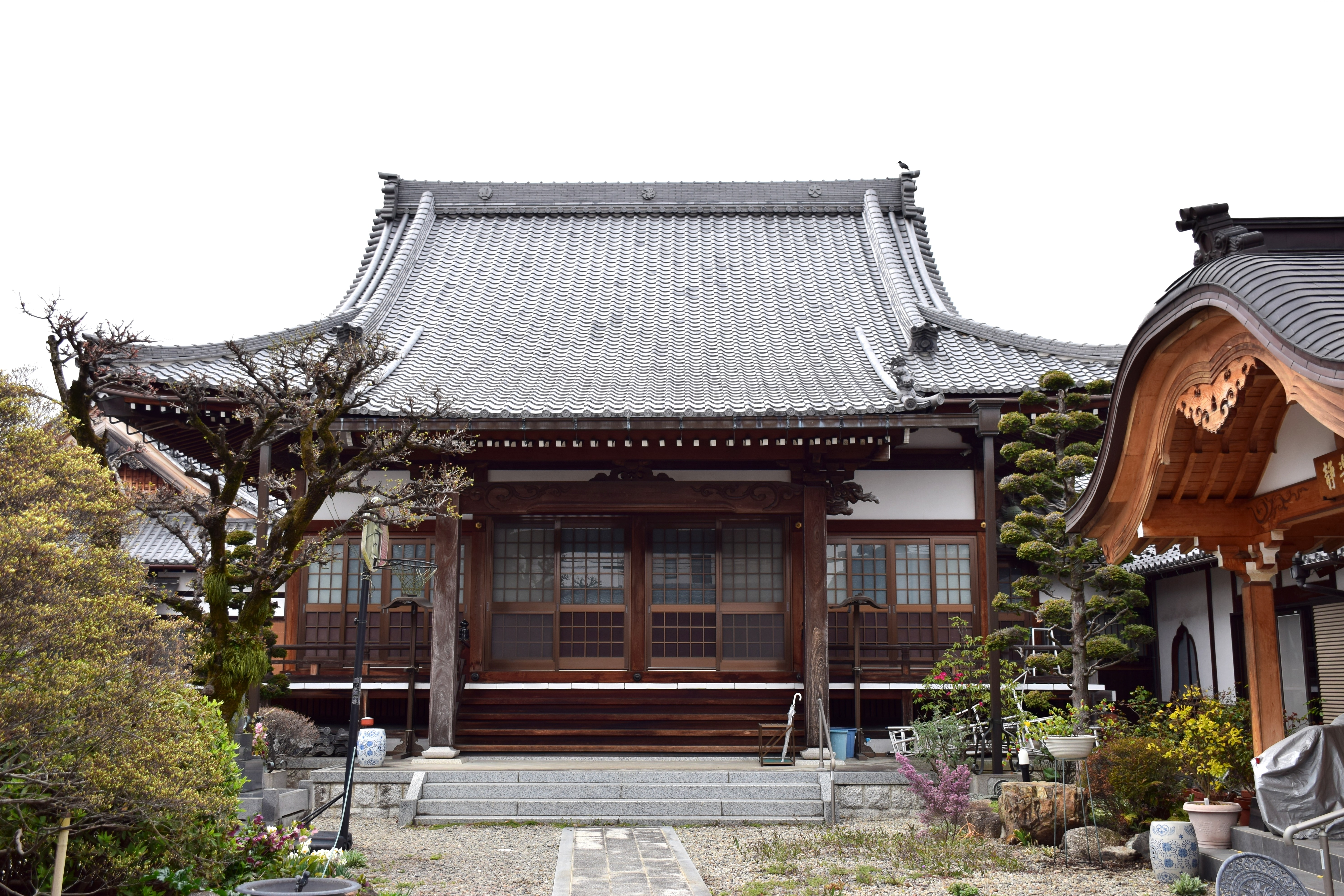
本龍寺
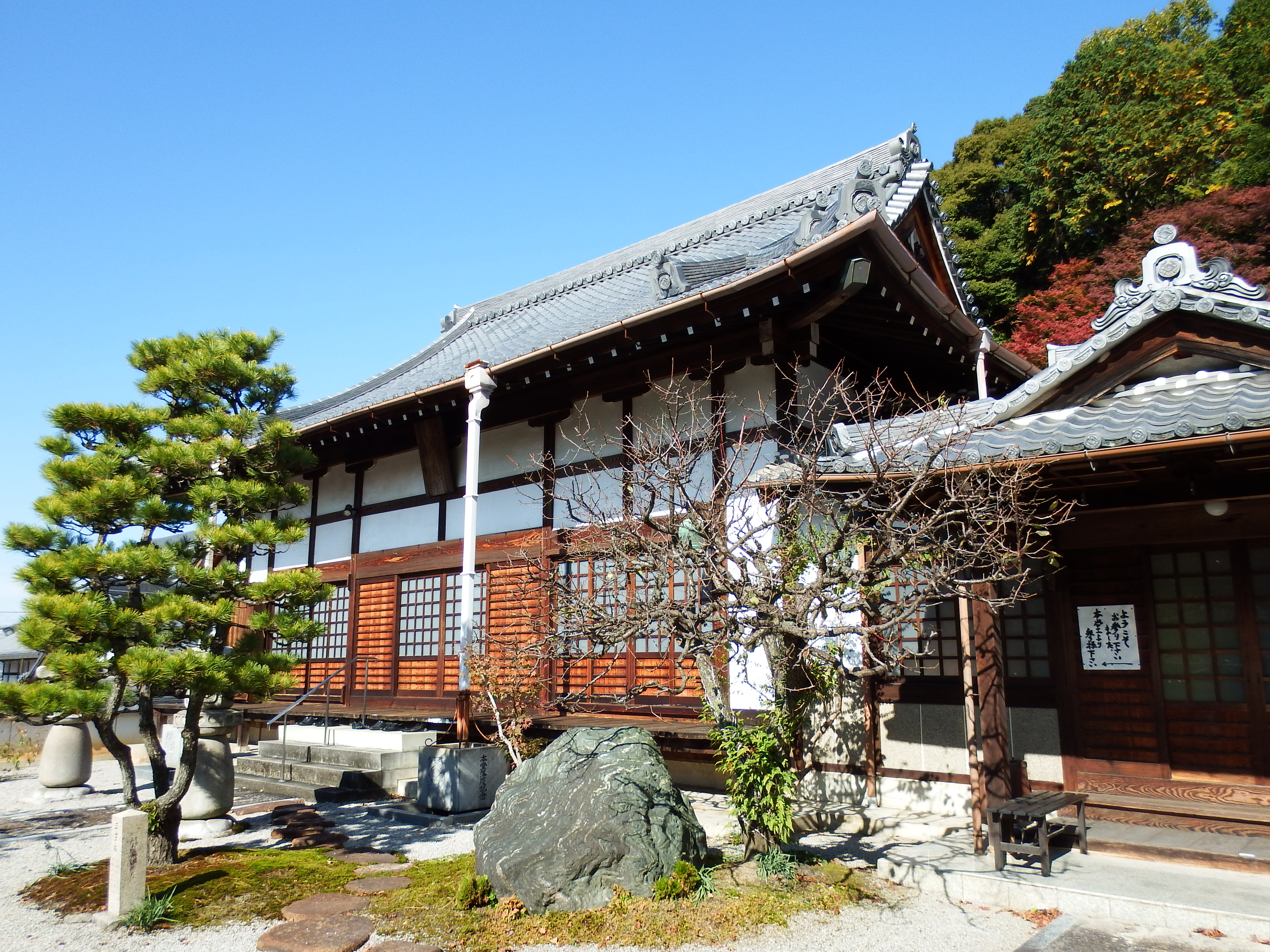
龍濟寺
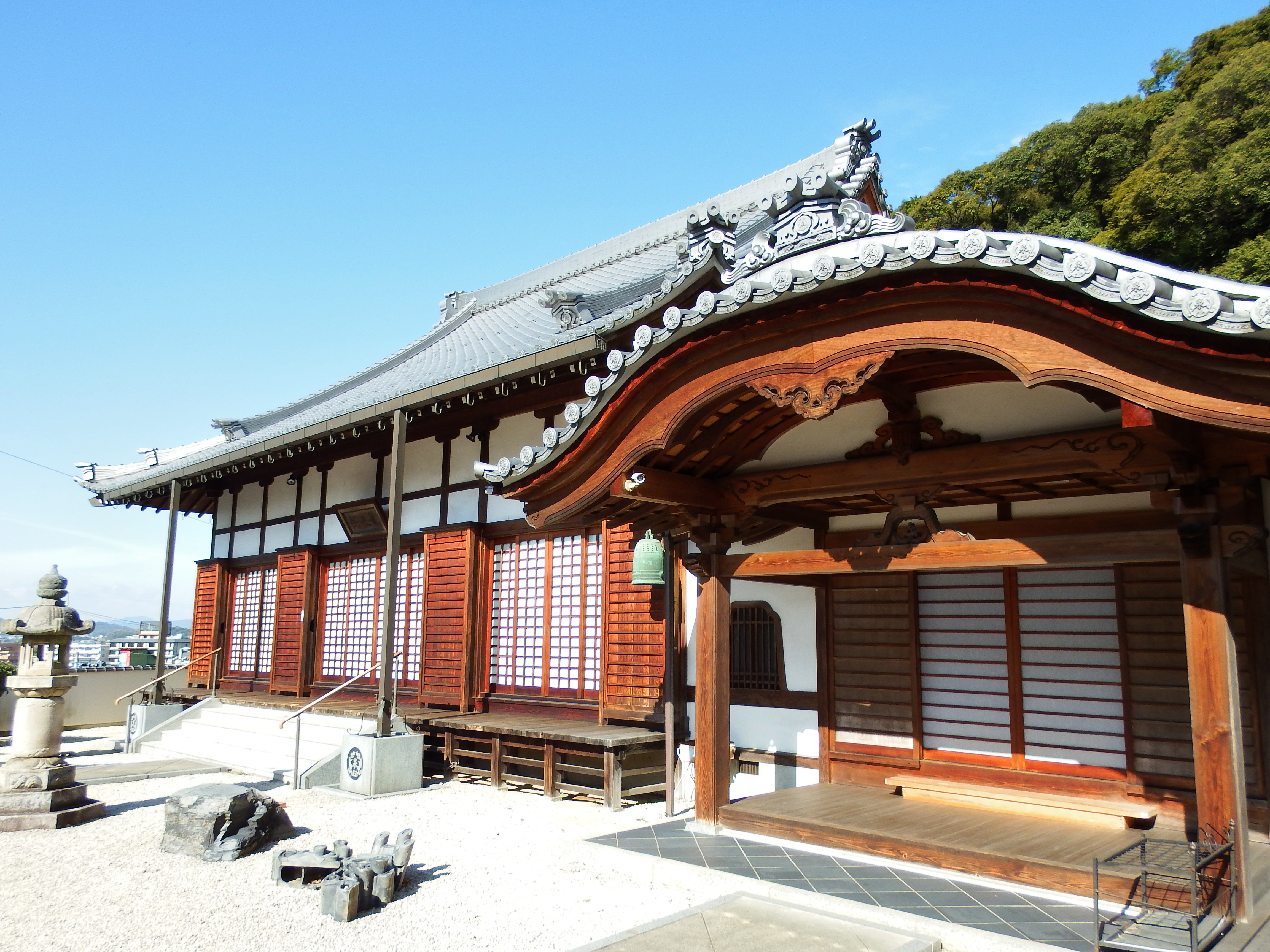
龍泉院
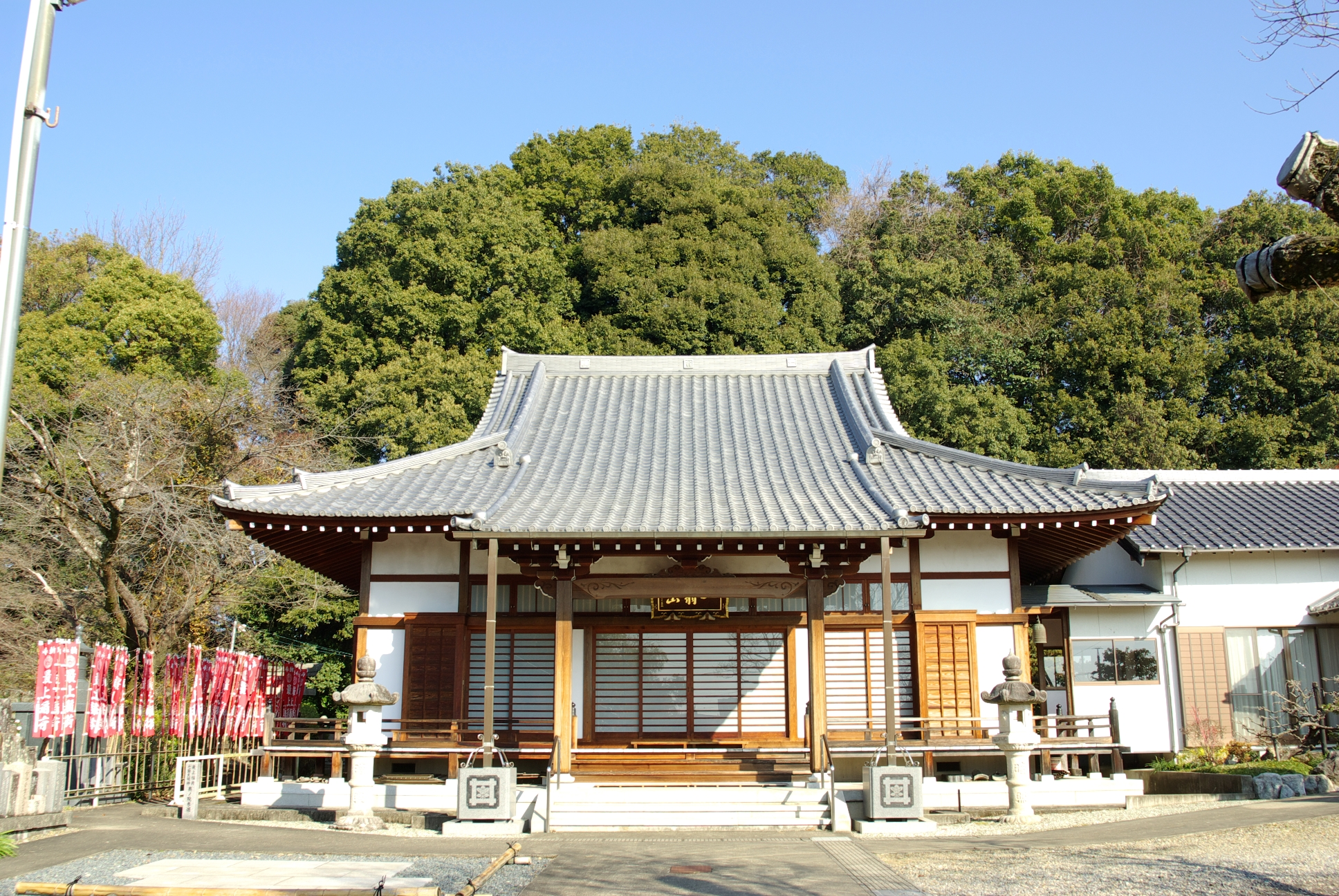
妙感寺
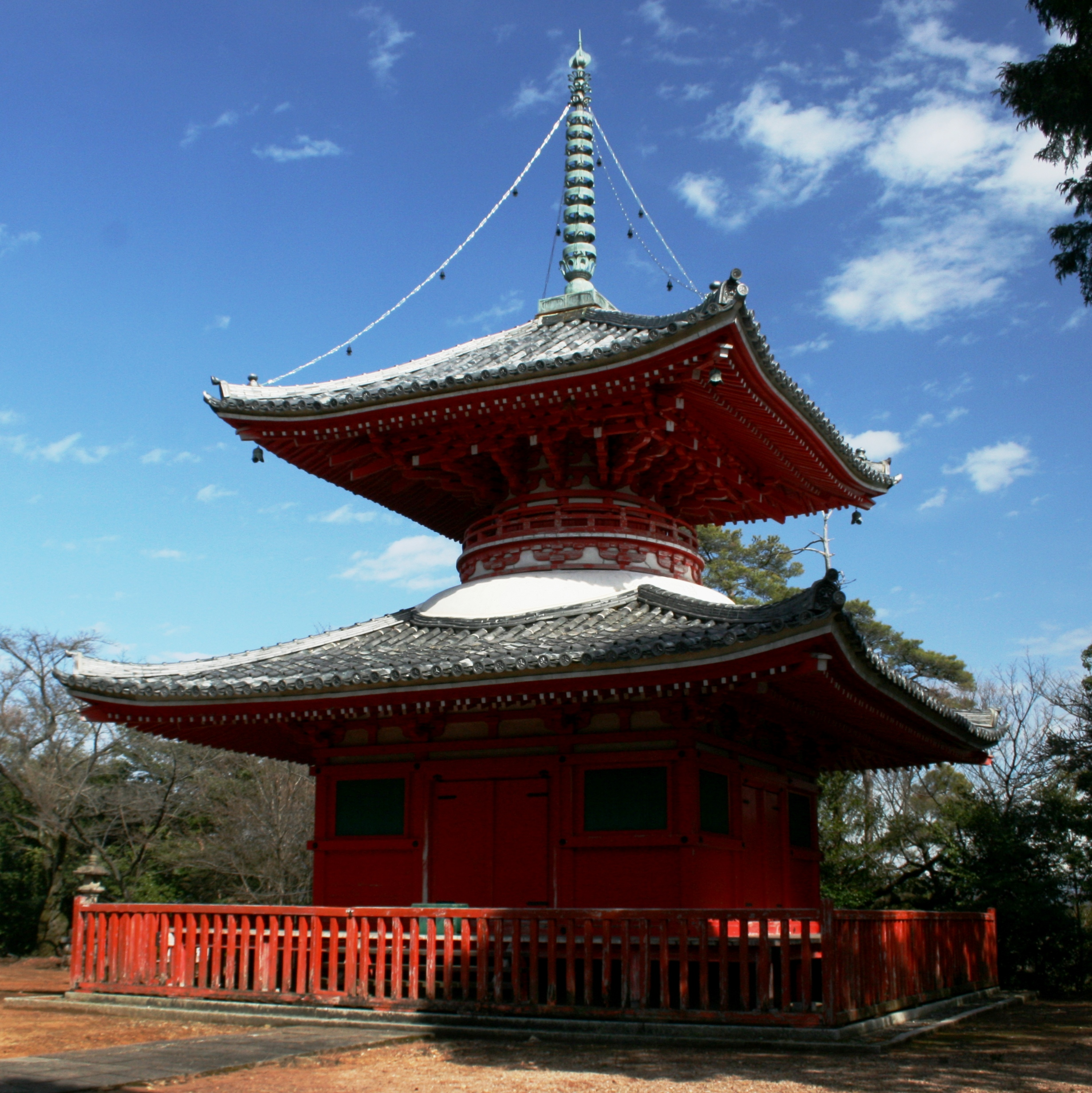
尾張信貴山泉浄院

古墳
- 青塚古墳史跡公園 - 古墳は国の史跡。前方後円墳。
- 東之宮古墳 - 国の史跡。前方後方墳。
- 妙感寺古墳 - 県指定史跡。前方後円墳。

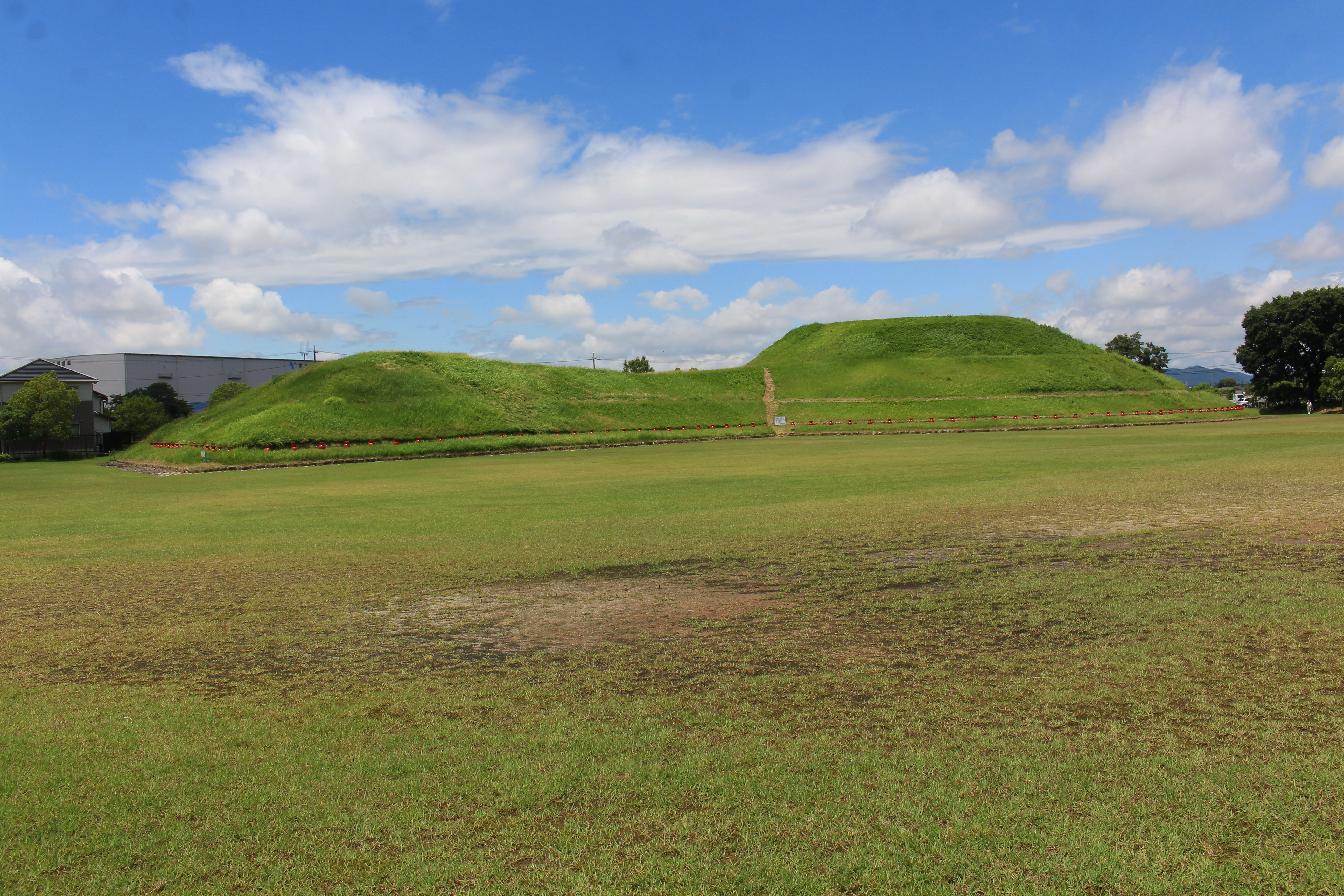
青塚古墳
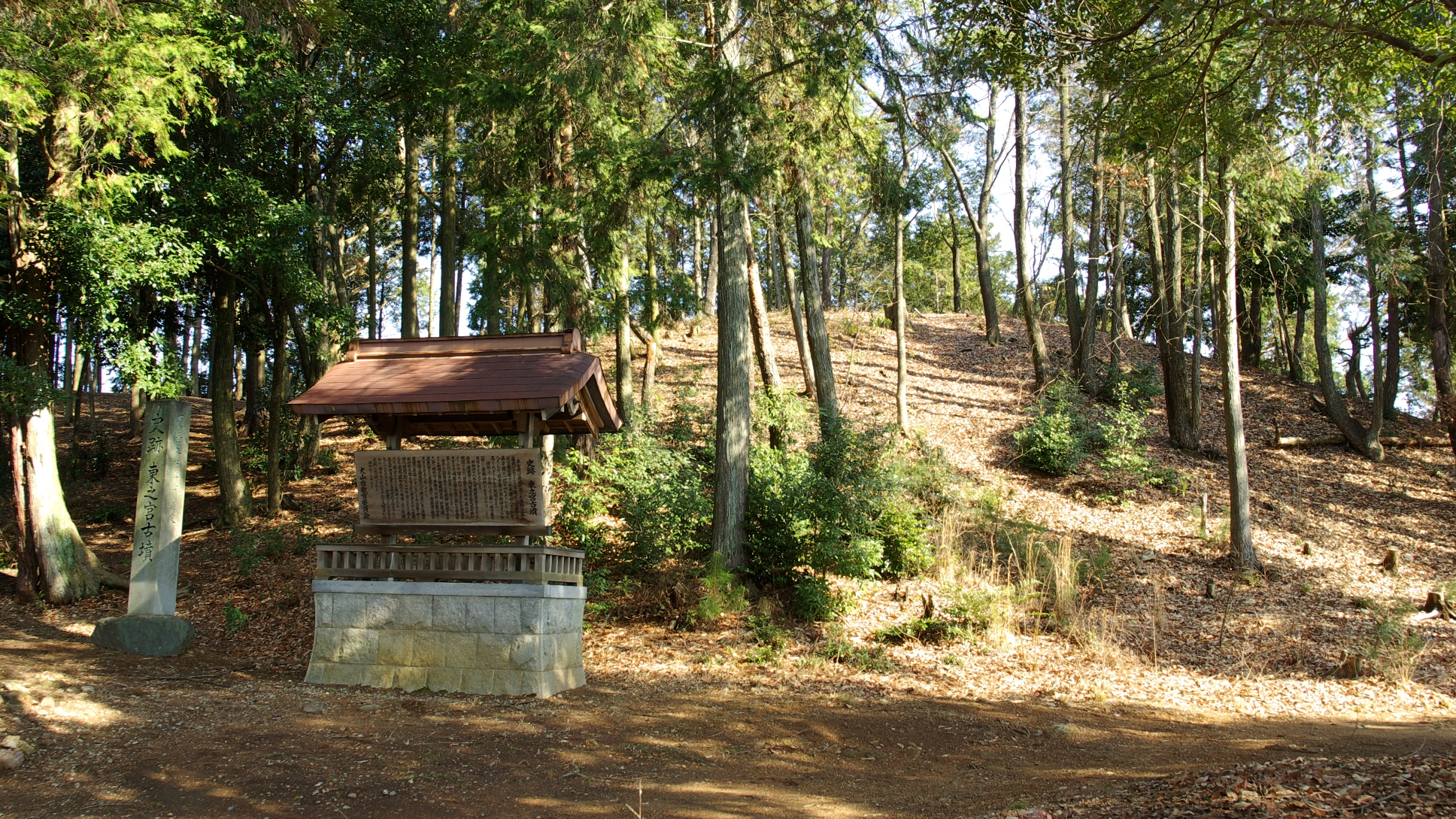
東之宮古墳
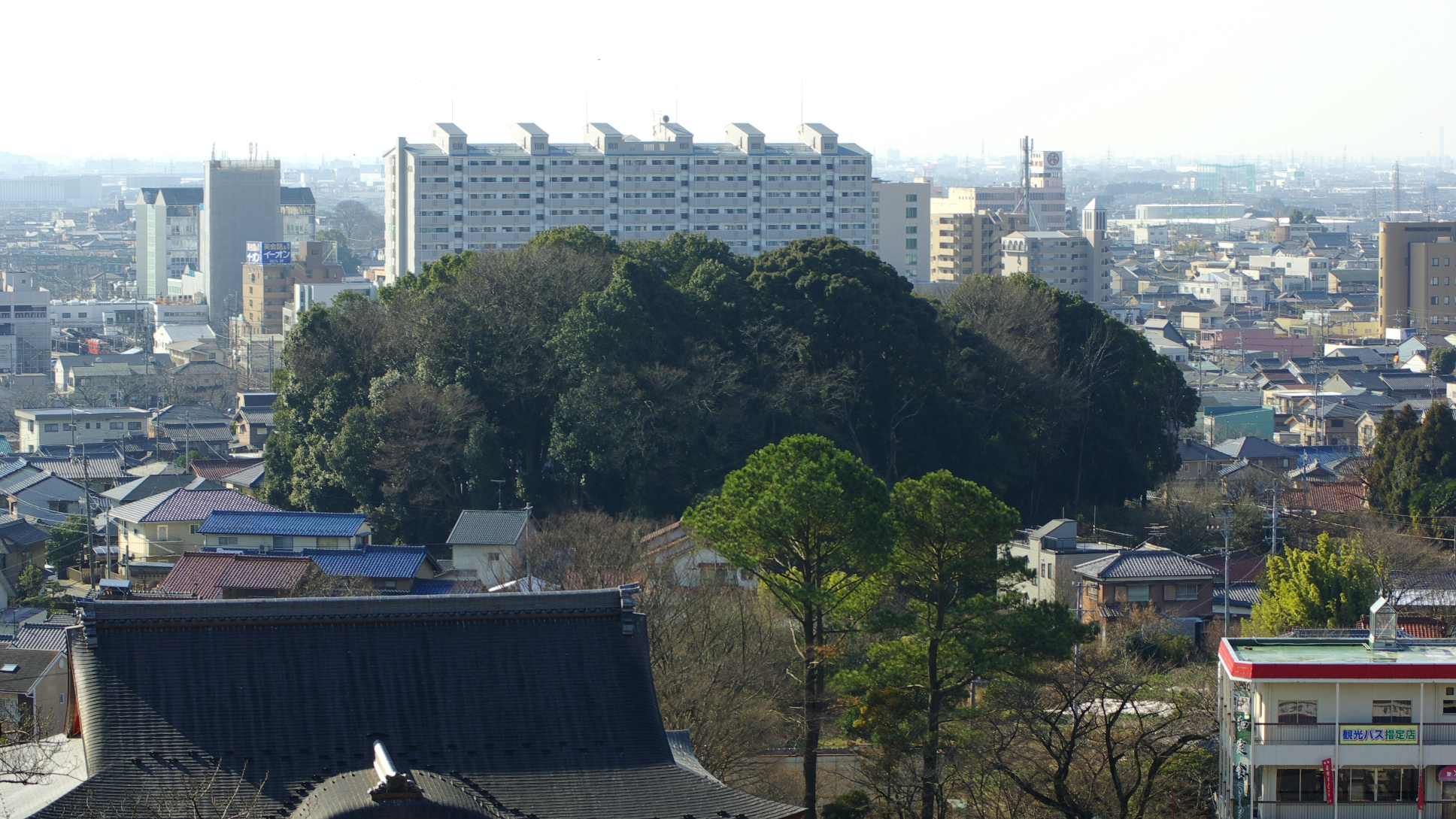
妙感寺古墳

庭園･旧跡など
- 有楽苑 - 如庵（国宝の茶室）・旧正伝院書院（重要文化財）などがある庭園。名鉄犬山ホテル敷地内
- 藩校 - 「敬道館」跡
- 旧磯部邸

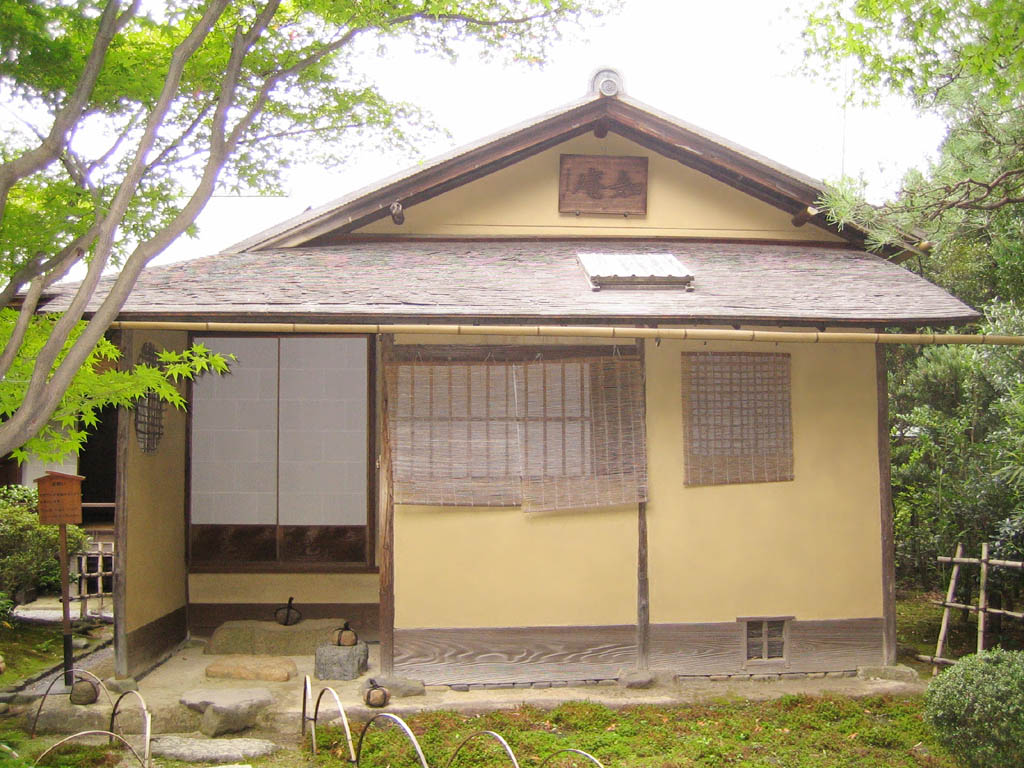
有楽苑茶室如庵
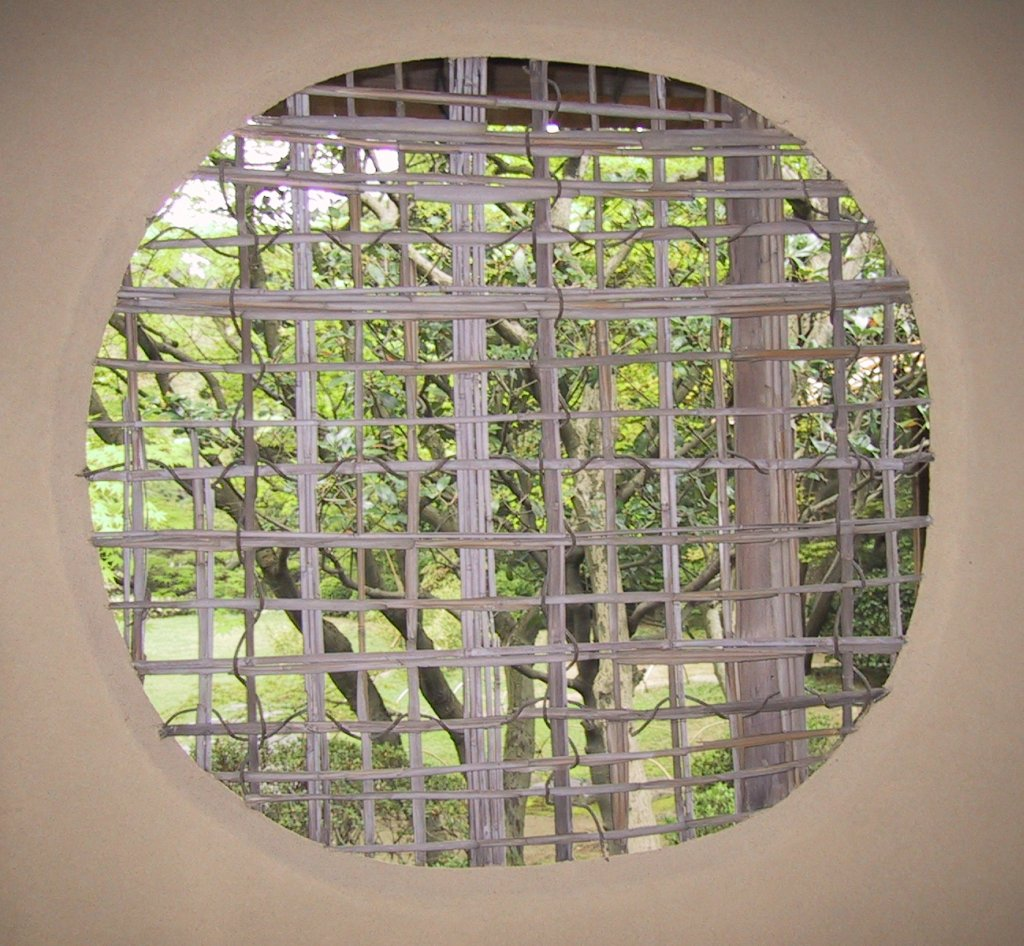
茶室内部から見た土間庇袖壁の窓
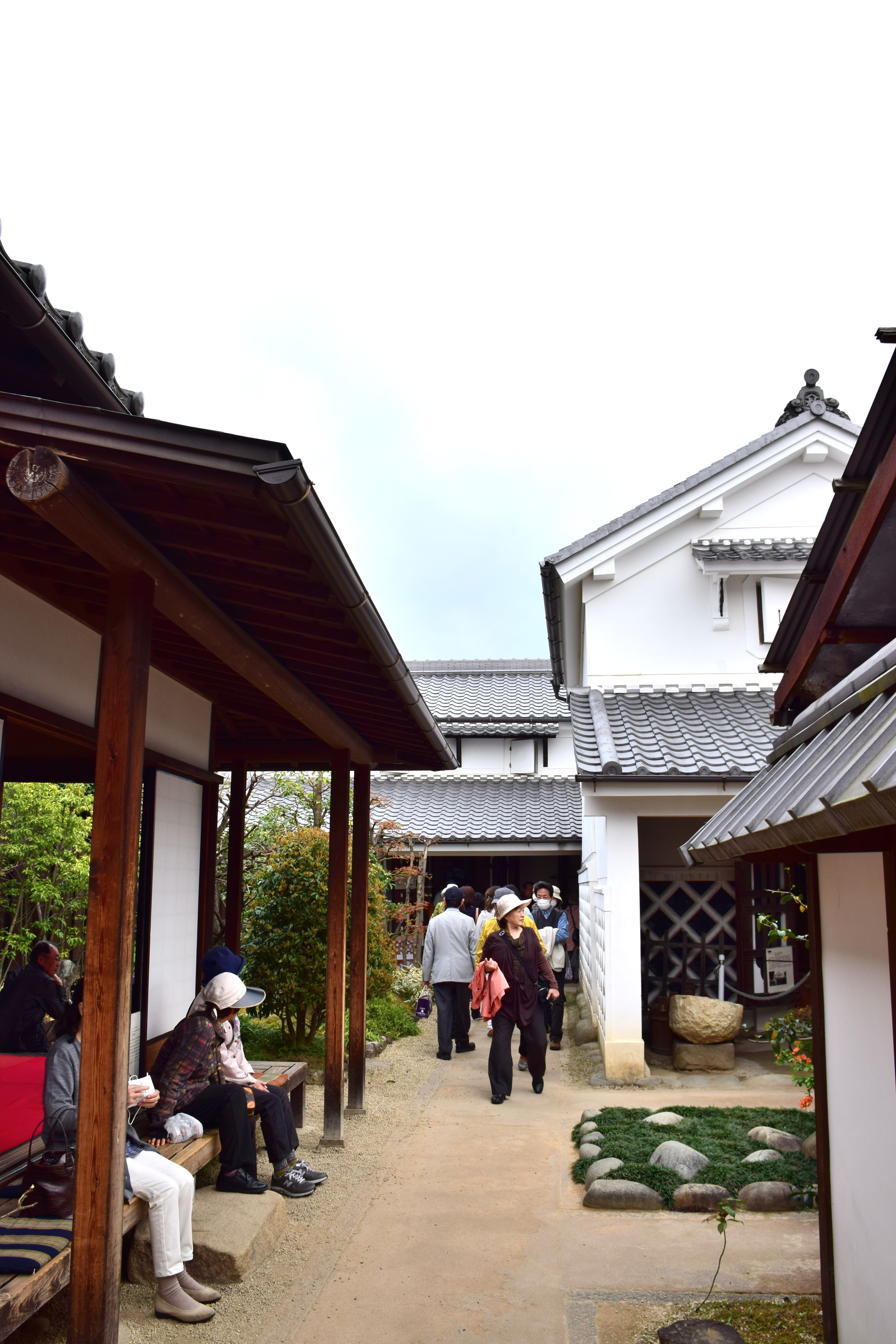
犬山城下町にある旧磯部邸

### 街道
- 上街道 - 善師野宿
- 稲置街道 - 犬山宿

### 博物館
- 犬山市文化史料館（城とまちミュージアム）
- どんでん館
- 博物館明治村 - 名古屋鉄道の子会社・名鉄インプレスが運営。
- リトルワールド - 名古屋鉄道の子会社・名鉄インプレスが運営。一部施設は岐阜県可児市に所在する。

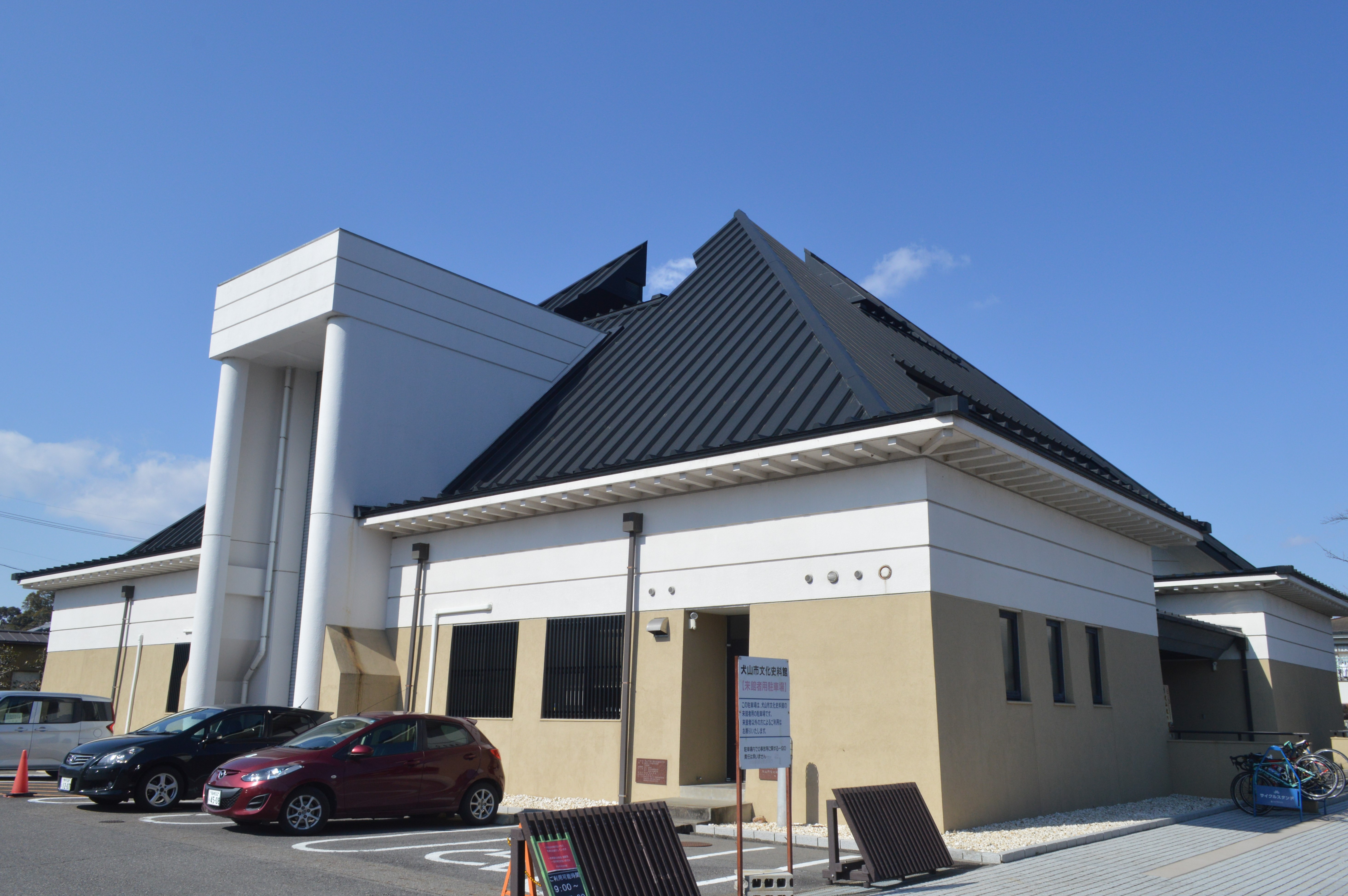
犬山市文化史料館
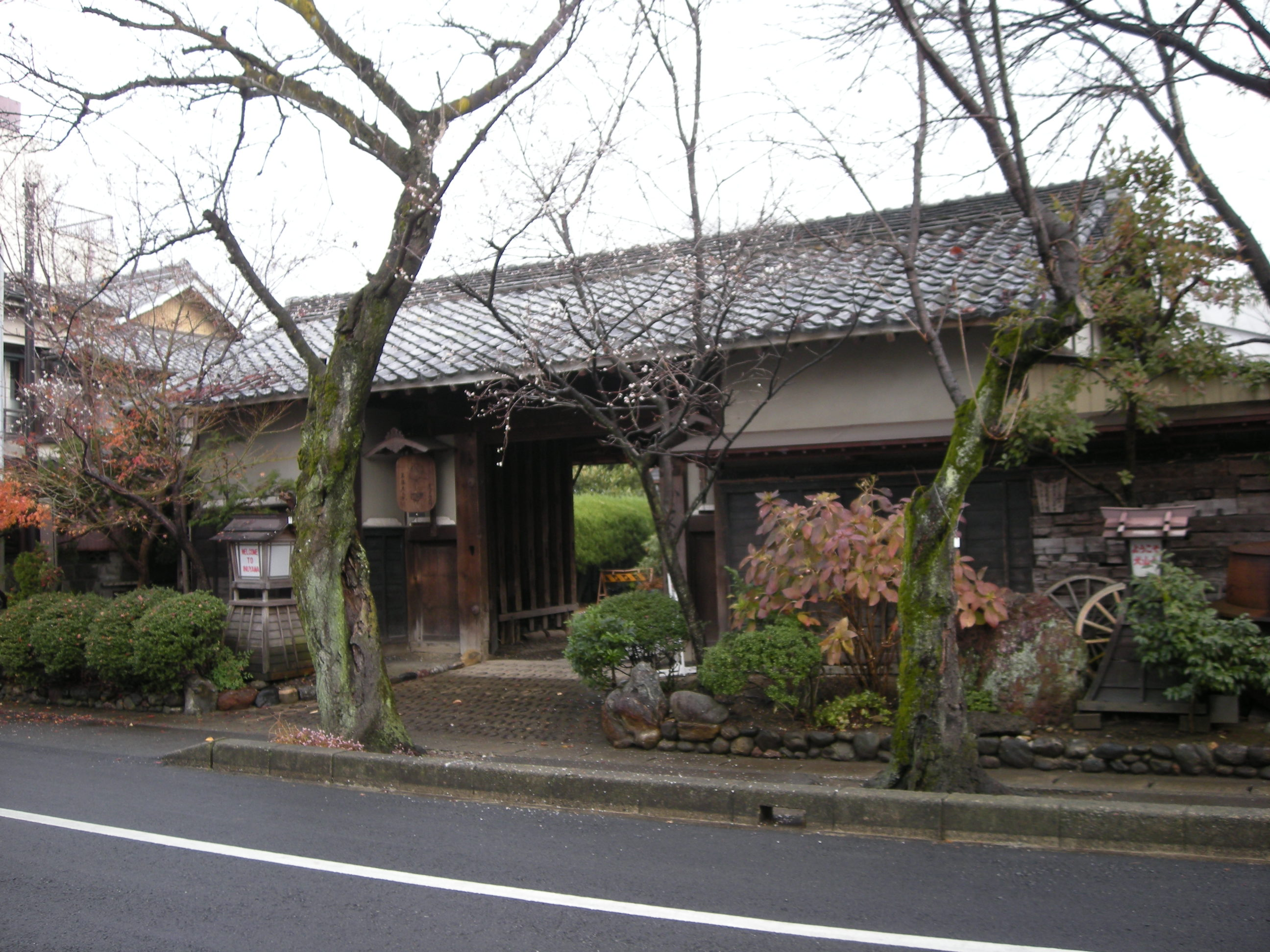
からくり展示館
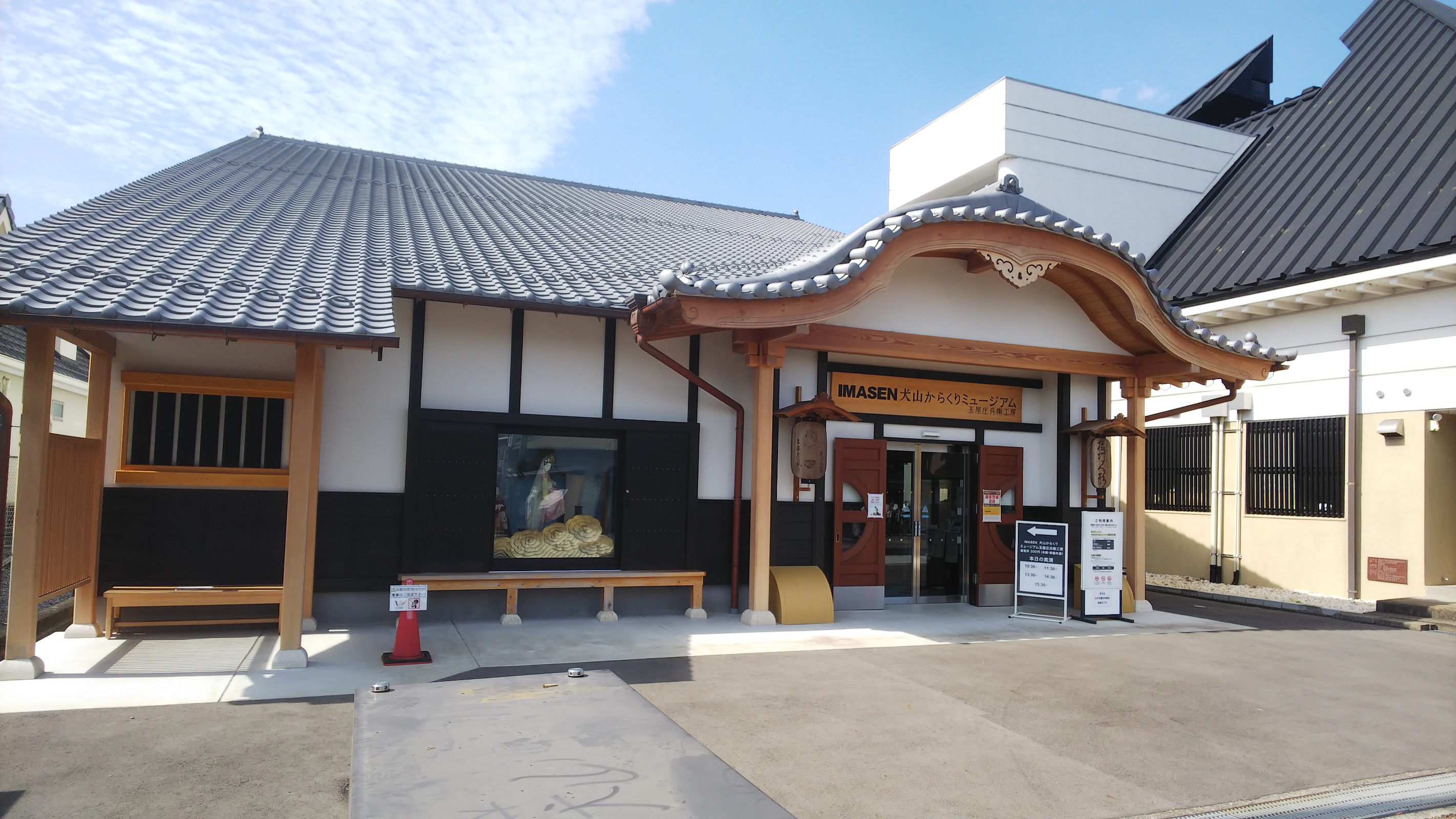
IMASEN犬山からくりミュージアム
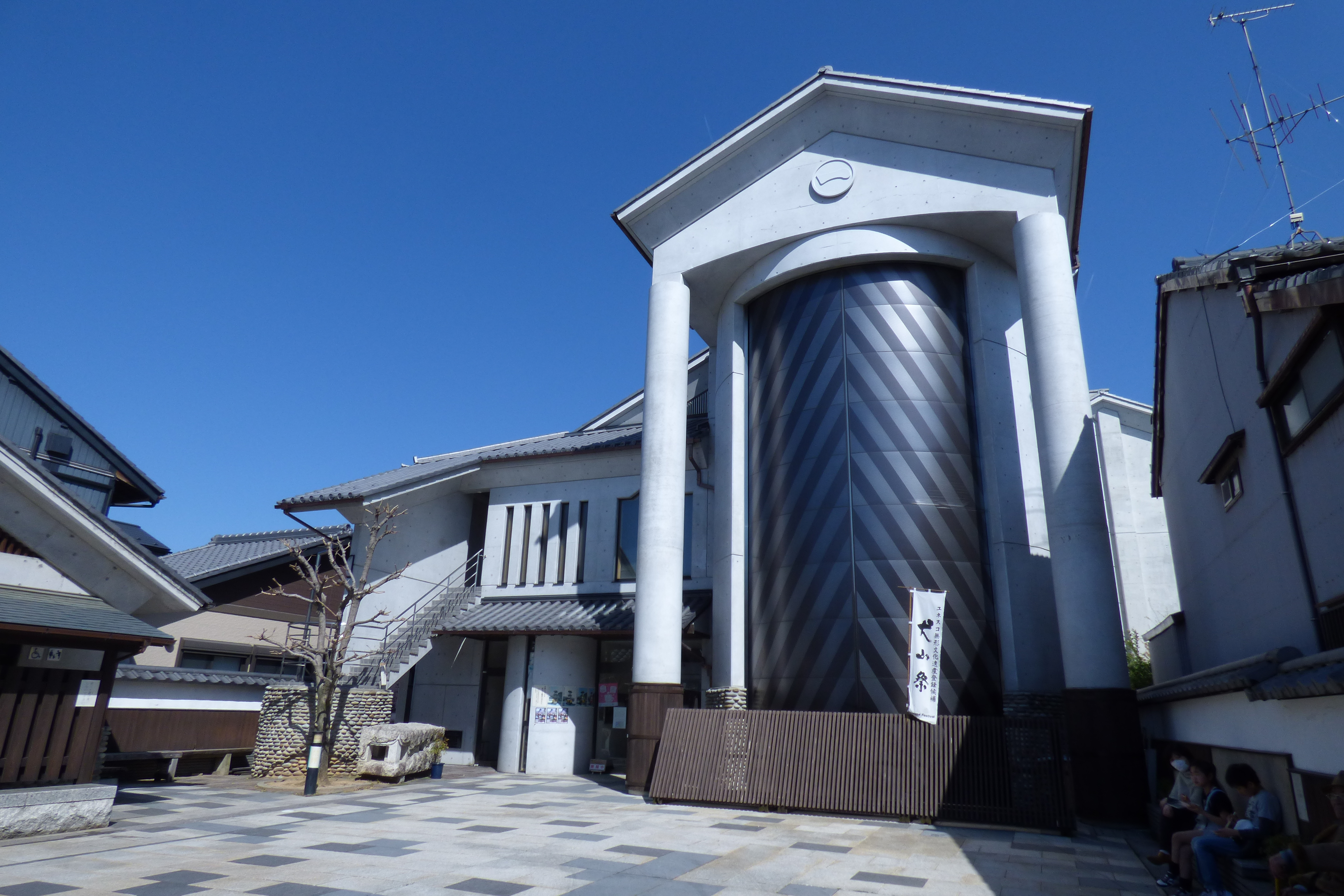
どんでん館
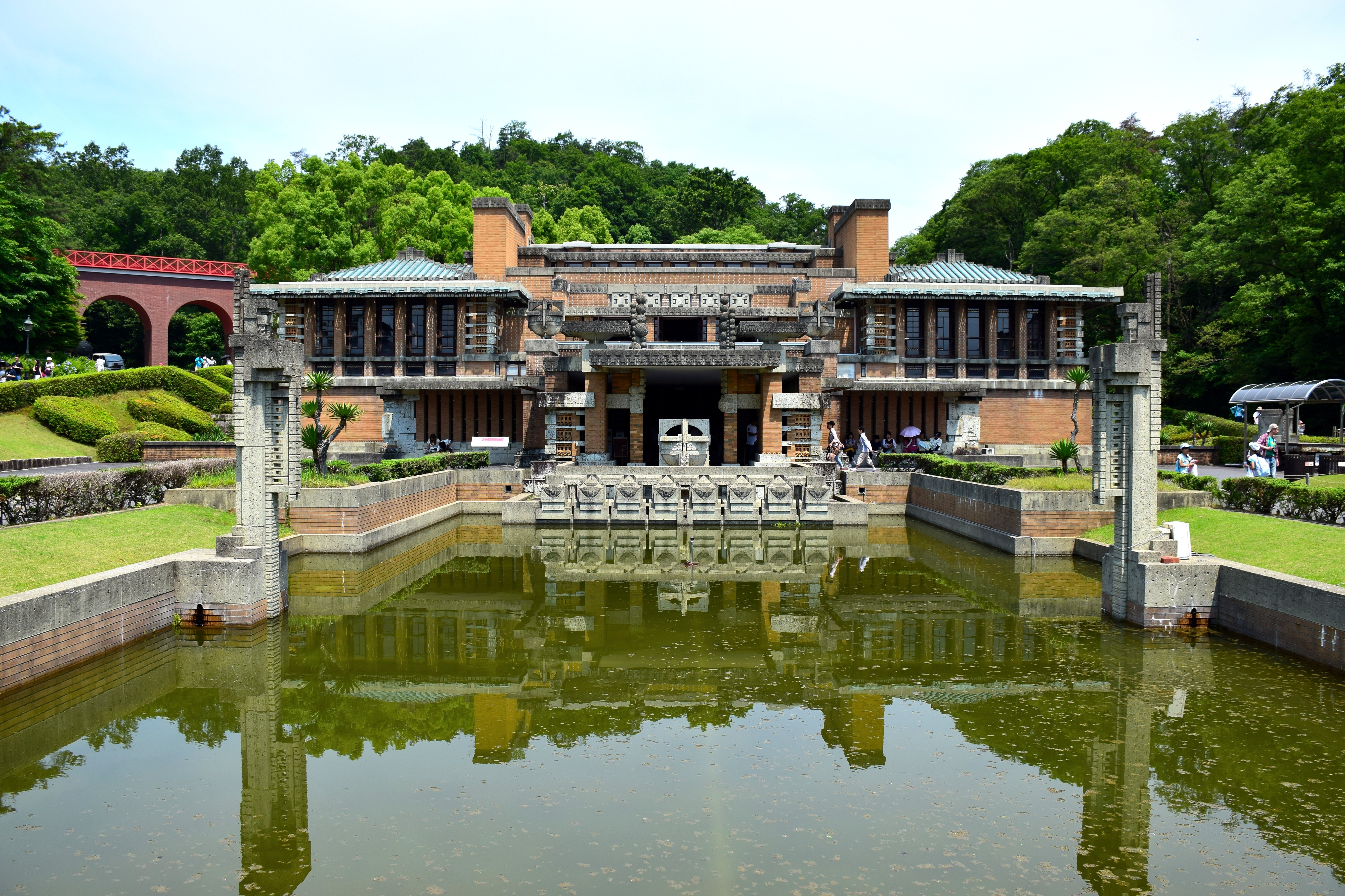
博物館明治村の旧帝国ホテル中央玄関
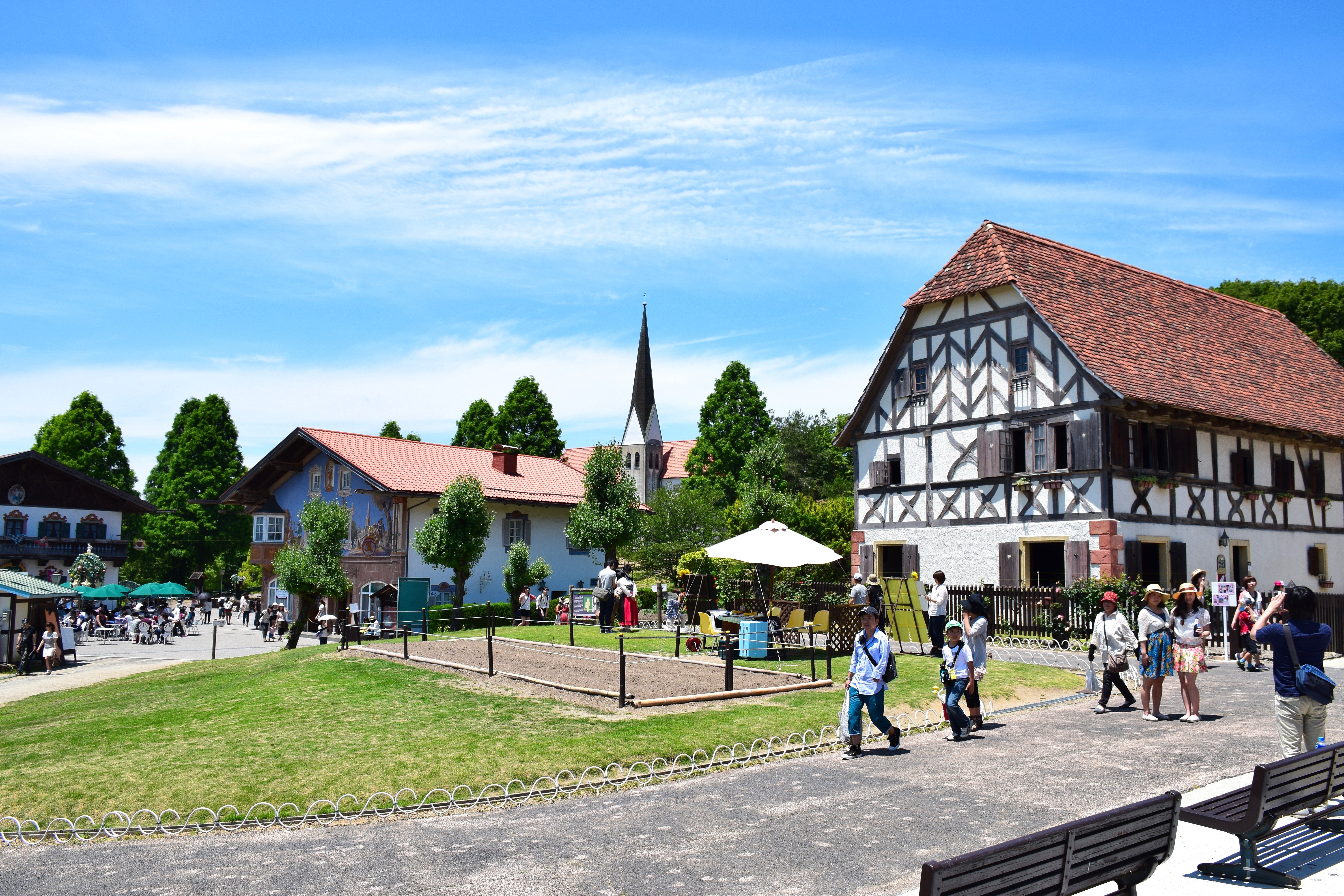
リトルワールド

### 娯楽施設
- 木曽川犬山緑地
- 犬山市野外活動センター
- 入鹿池 - 人工の農業用ため池。ボート遊びやワカサギ釣りなどができる。近くにはレイクサイド入鹿や八曽キャンプ場などがある。ため池100選、世界灌漑施設遺産。
- 日本モンキーパーク - 名古屋鉄道の子会社・名鉄インプレスが運営。
- 日本モンキーセンター[6] - かつては上記の動物園部門と位置付けられていたが、本来は成立意図も意義も違っている。2014年4月1日より別施設として分離し、独自の入園料を設定している。
- お菓子の城
- するすみふれあい広場
- 犬山温泉 - 1995年12月に地下1200mから湧き出た新しい温泉。この源泉を使用した旅館が数軒存在する。

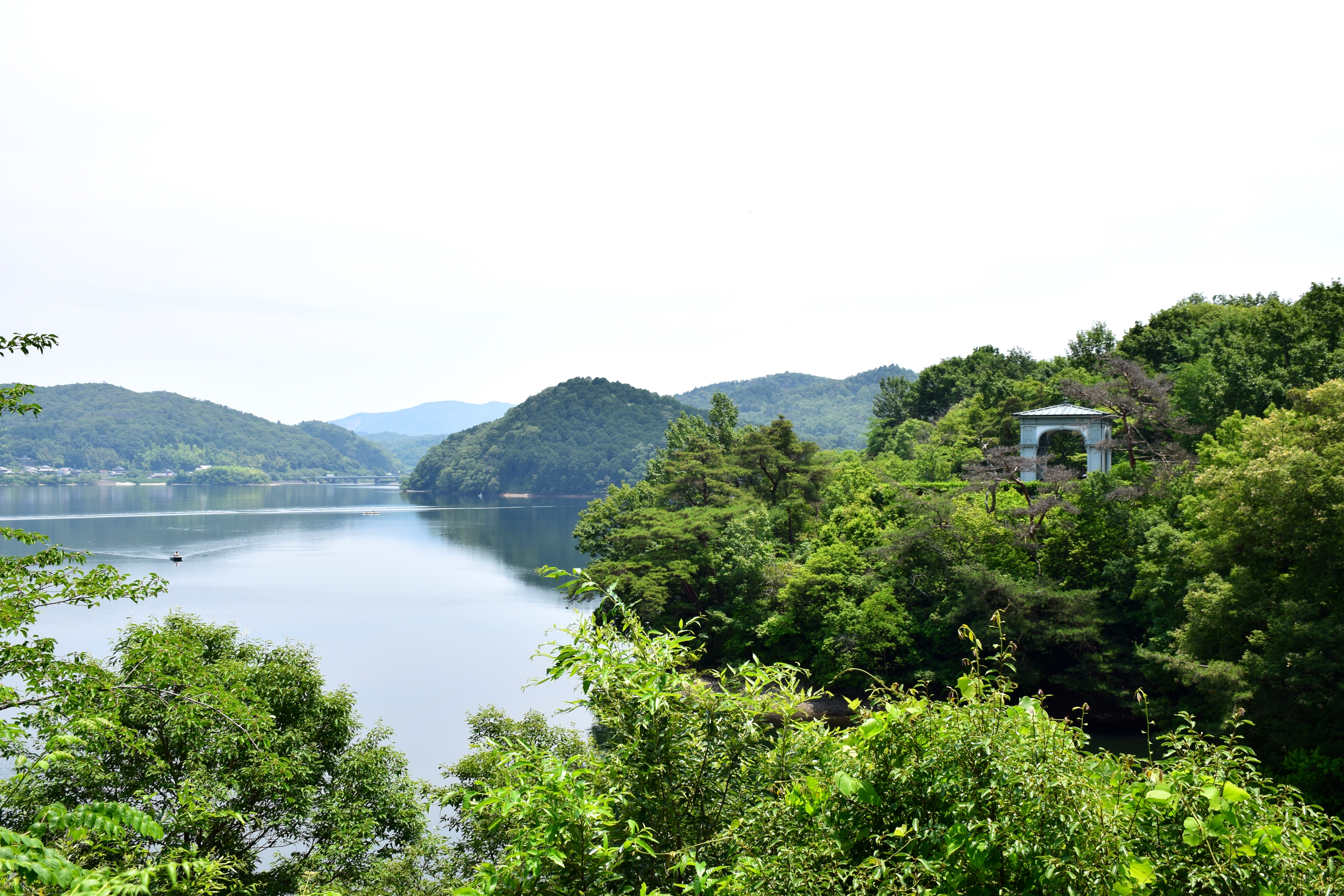
入鹿池
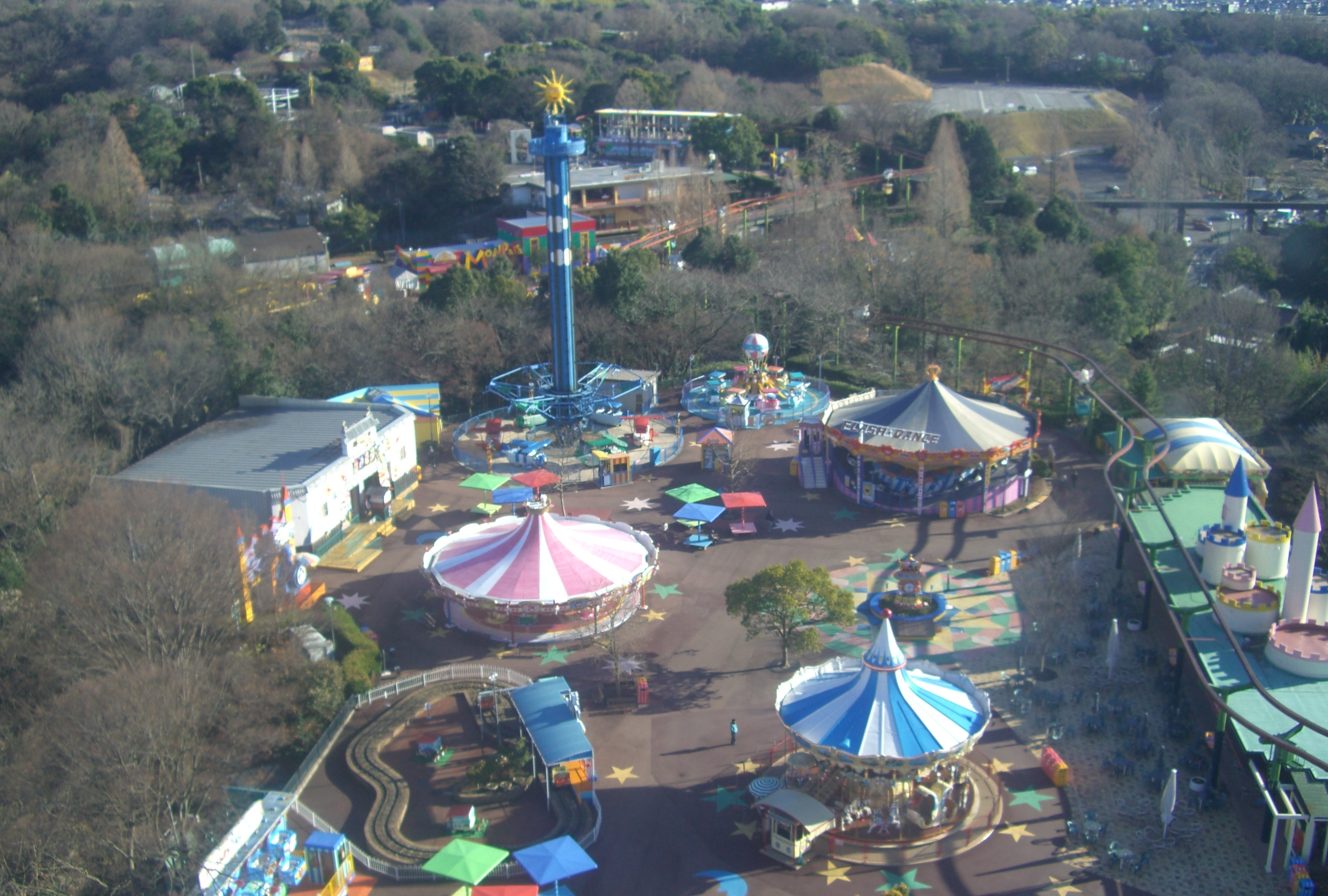
日本モンキーパーク
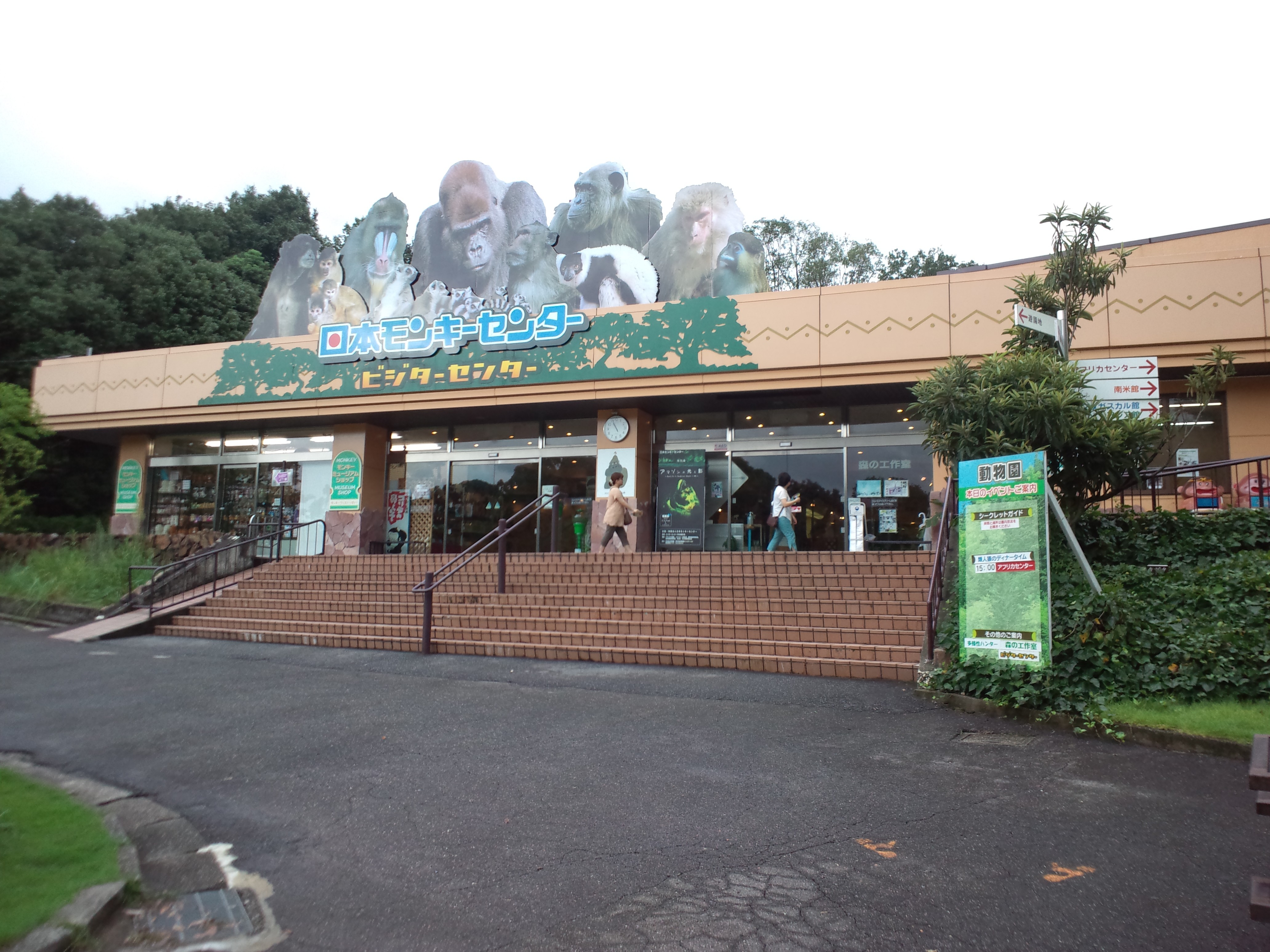
日本モンキーセンター
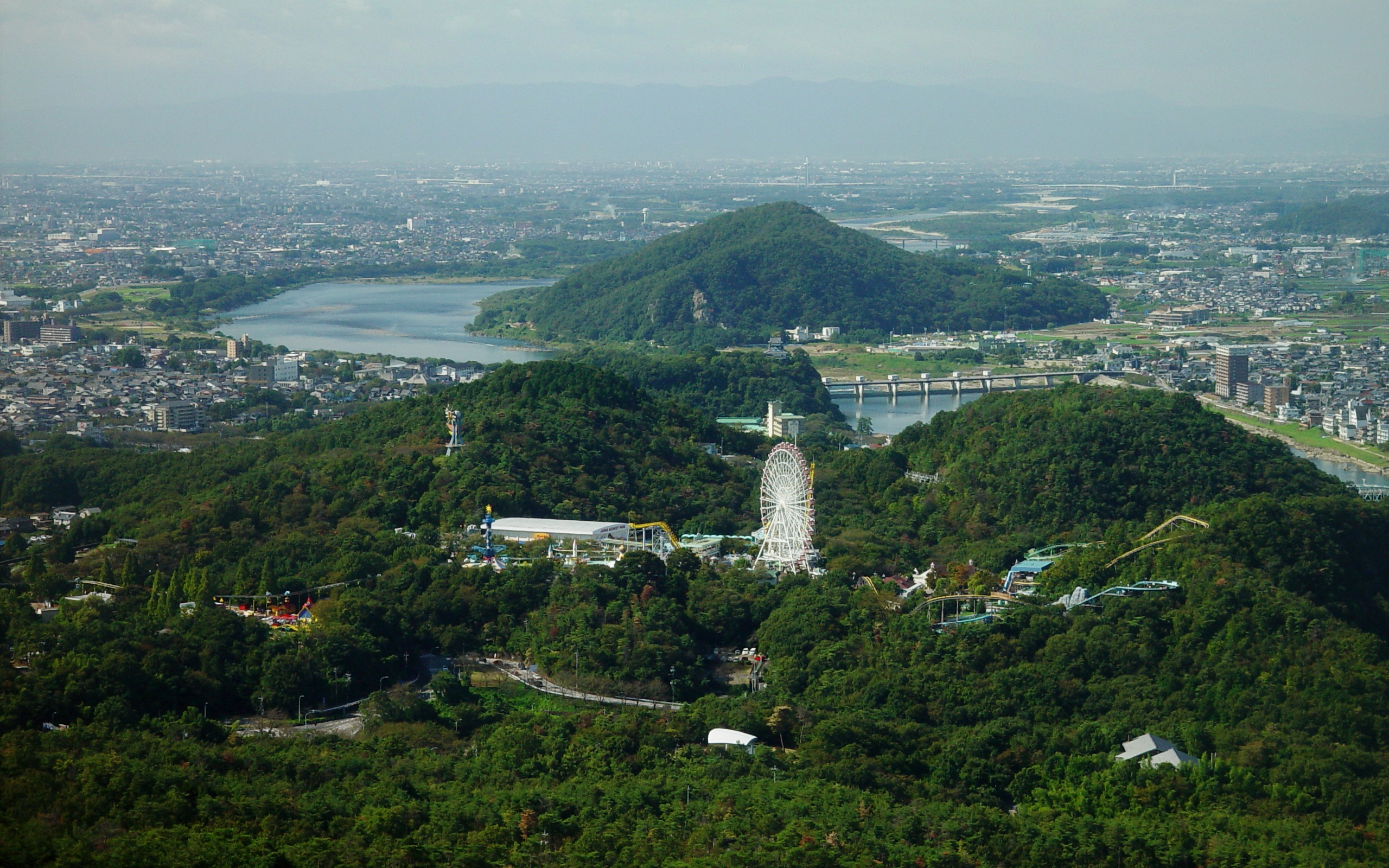
継鹿尾山方面から望む日本モンキーパークと木曽川
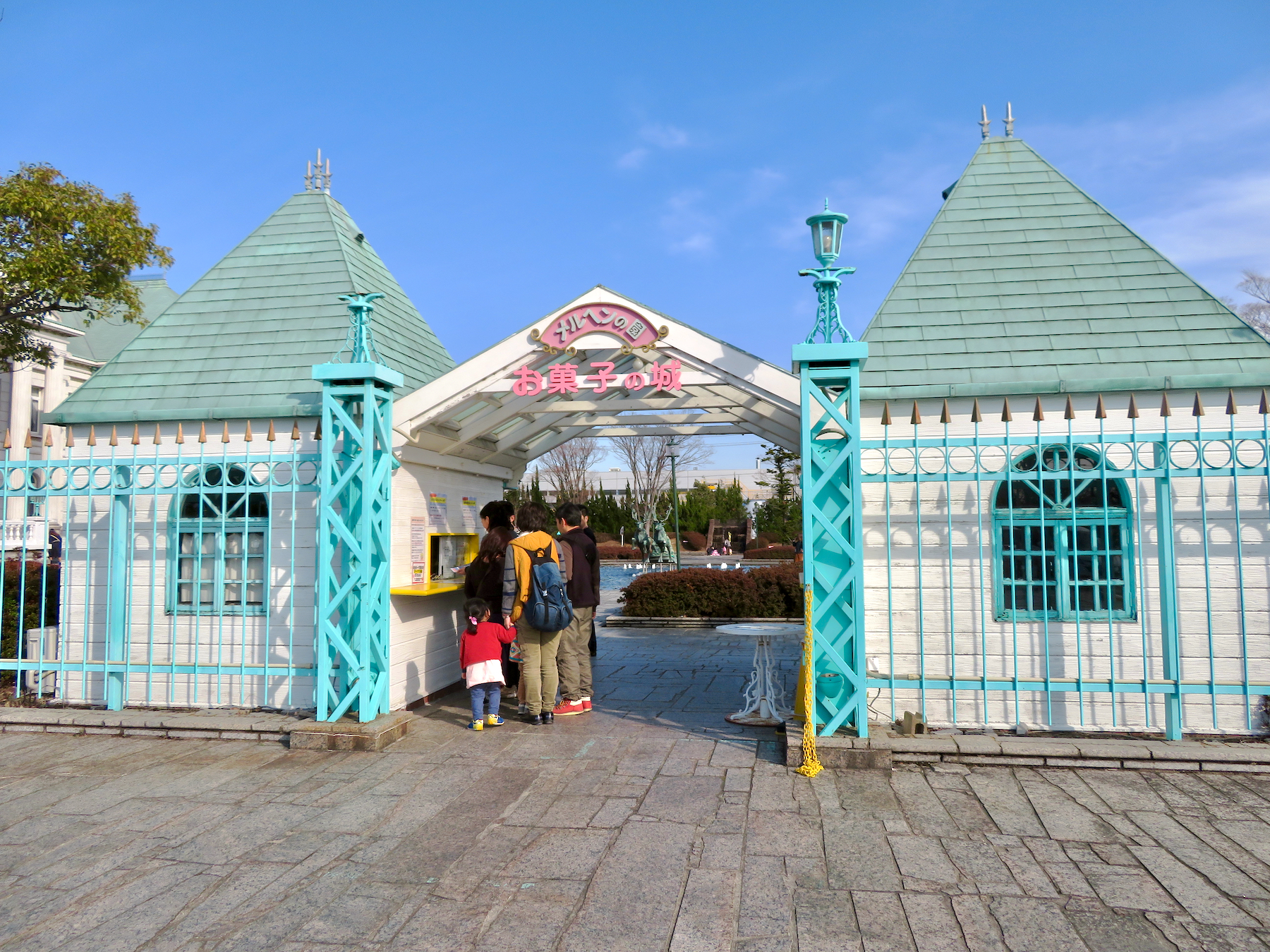
お菓子の城

## 文化・名物

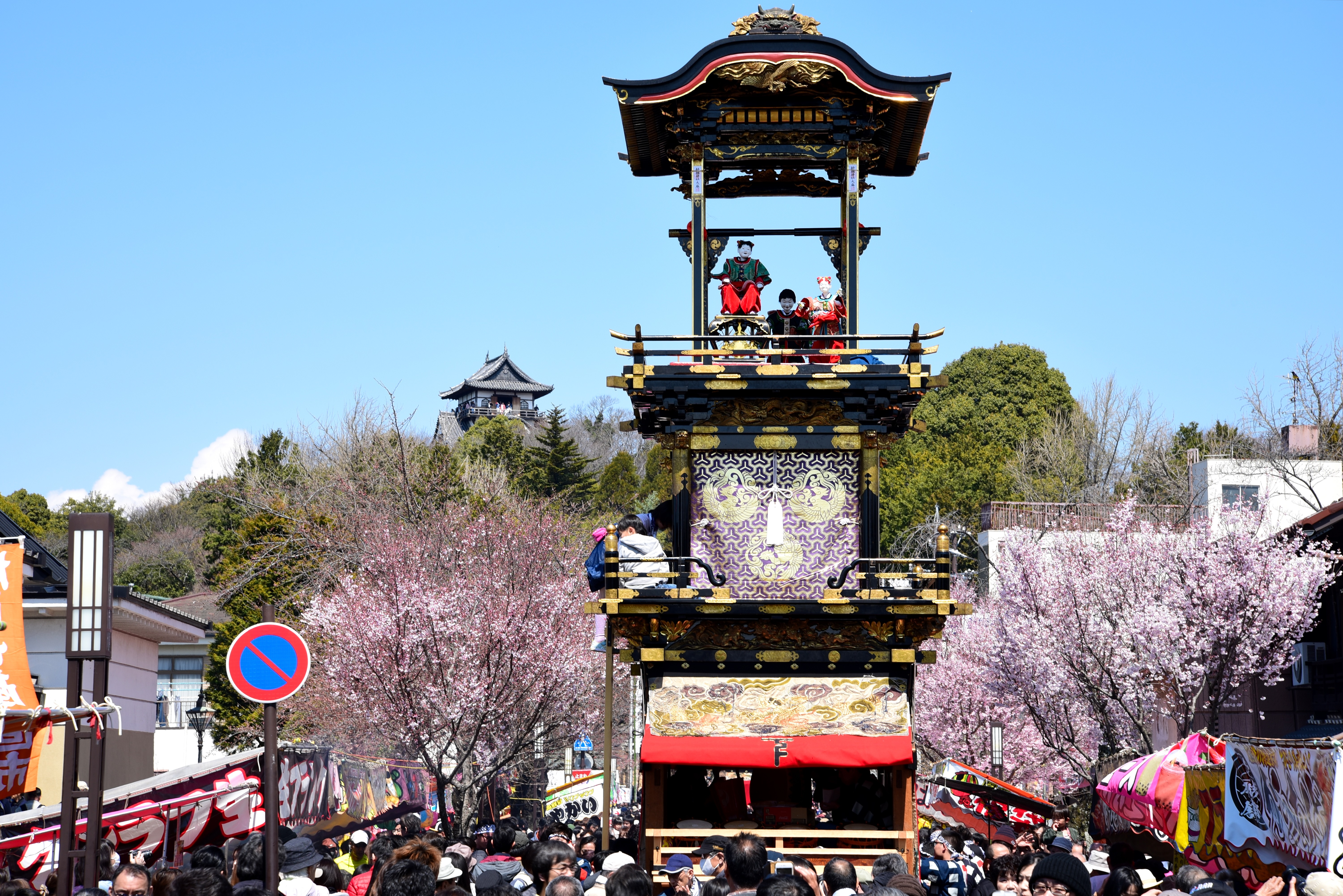
犬山祭
（ユネスコ無形文化遺産）

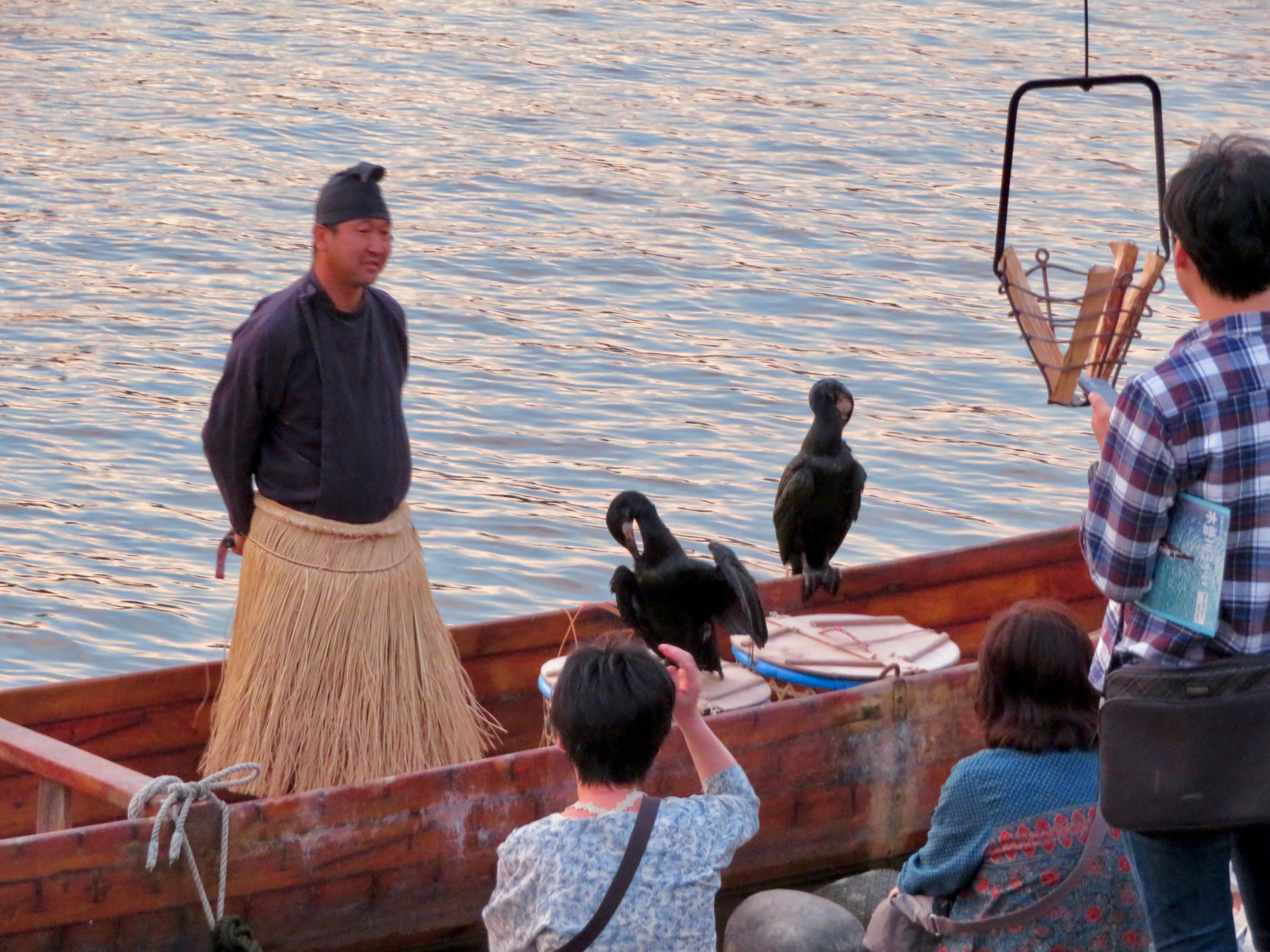
木曽川うかい

市指定の文化財については、犬山市指定文化財一覧を参照のこと。

### 祭事・催事
主な祭事
- 犬山朝市 [7]
- 犬山祭（重要無形民俗文化財、ユネスコ無形文化遺産）
- 鵜飼い（木曽川 木曽川うかい）
- 文協まつり
- 犬山市民芸能祭・犬山市民文芸祭
- 犬山市民展
- 犬山踊芸祭

主な催事
- 読売犬山ハーフマラソン[8]
- 日本ライン夏まつりロングラン花火

### 名産・特産

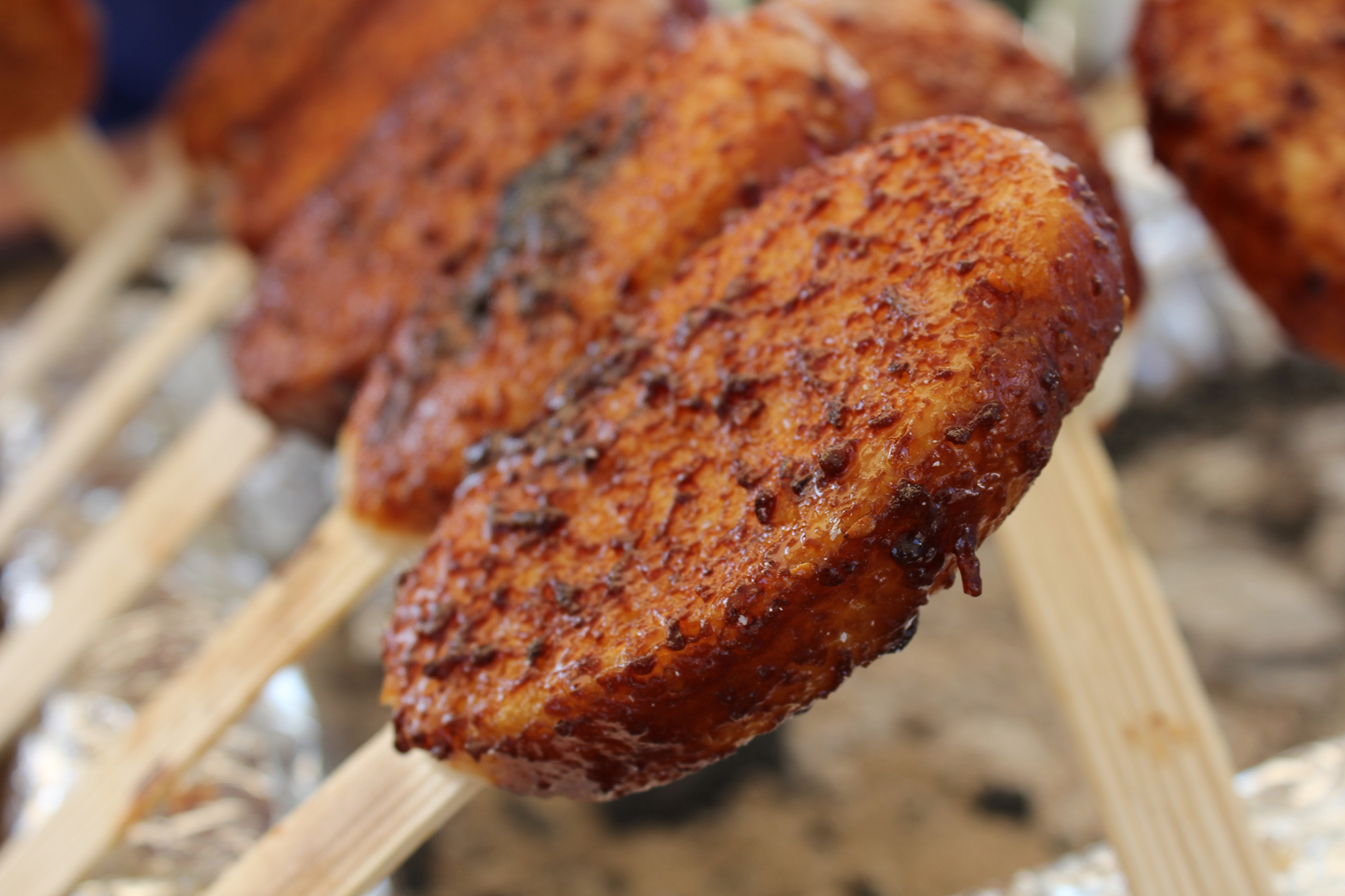
五平餅
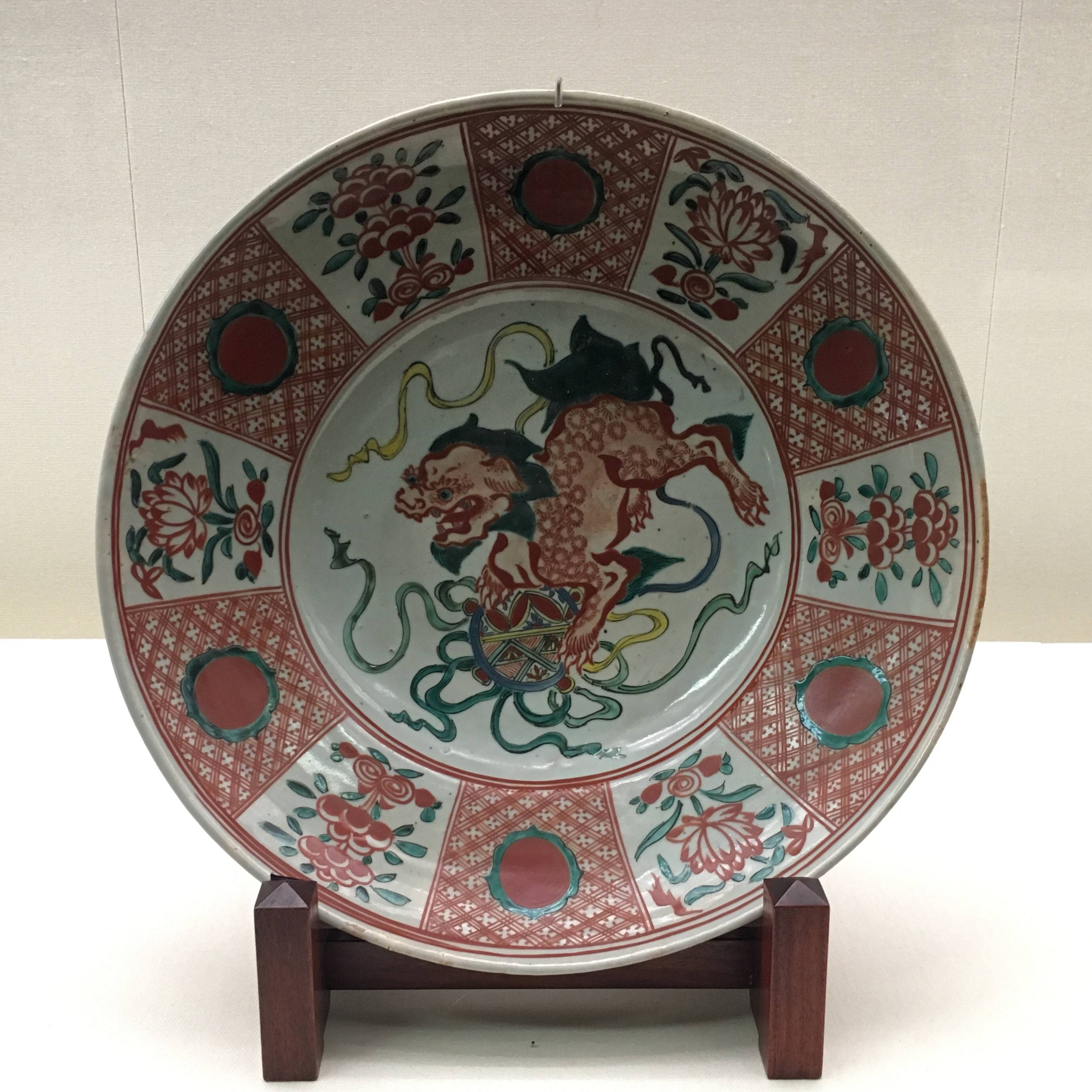
犬山焼
- 絡繰人形
- 忍冬酒(にんとうしゅ)
- げんこつ飴

- 五平餅
- 犬山焼

### その他
- ヒトツバタゴ自生地 - 天然記念物
- 若い太陽の塔（岡本太郎作）
- 尾張広域緑道
- 都市景観100選 - 犬山城下町木曽川河畔地区
- 犬山市にちなんで命名された小惑星に犬山 (小惑星)がある。

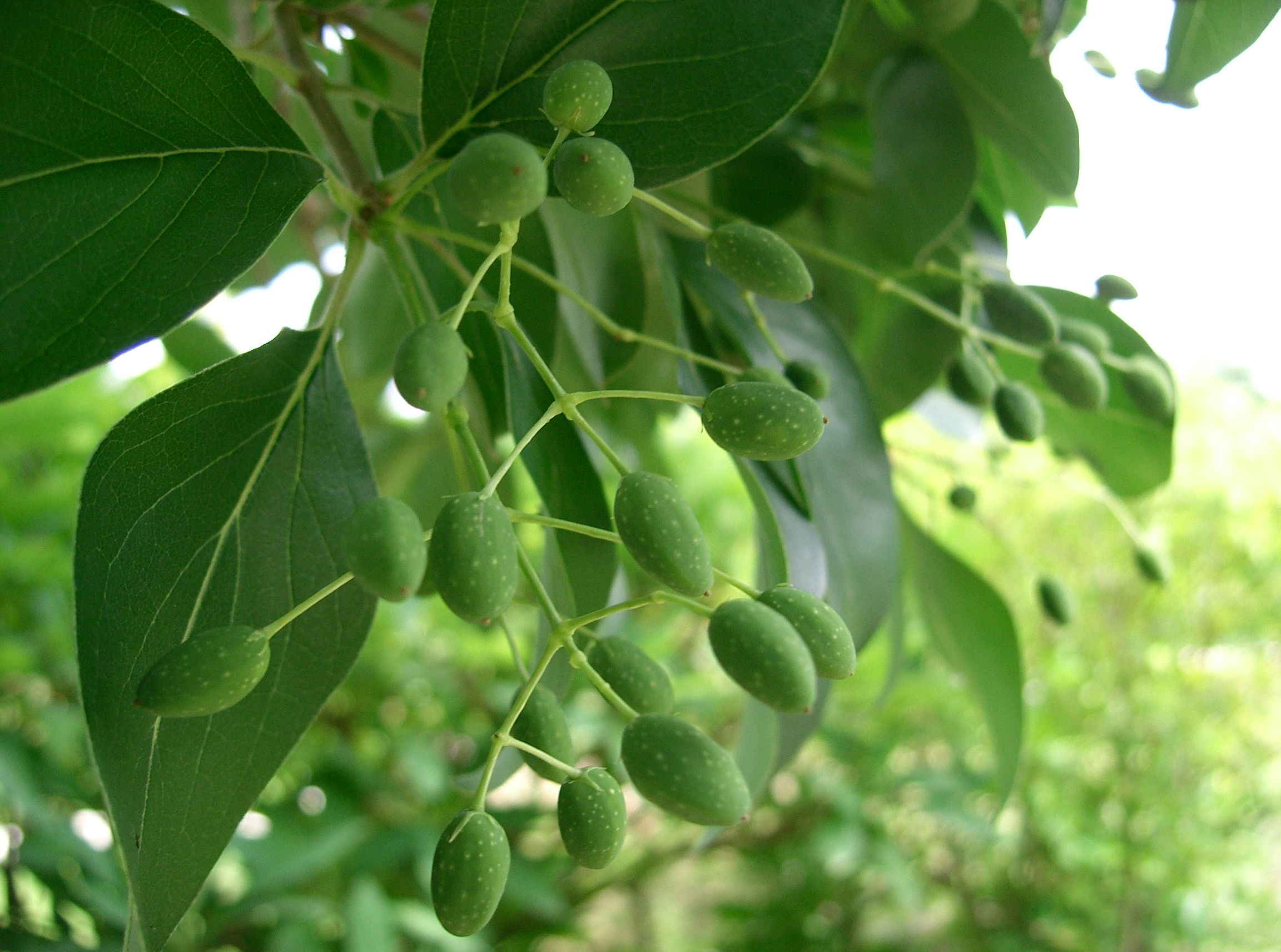
ヒトツバタゴ
若い太陽の塔
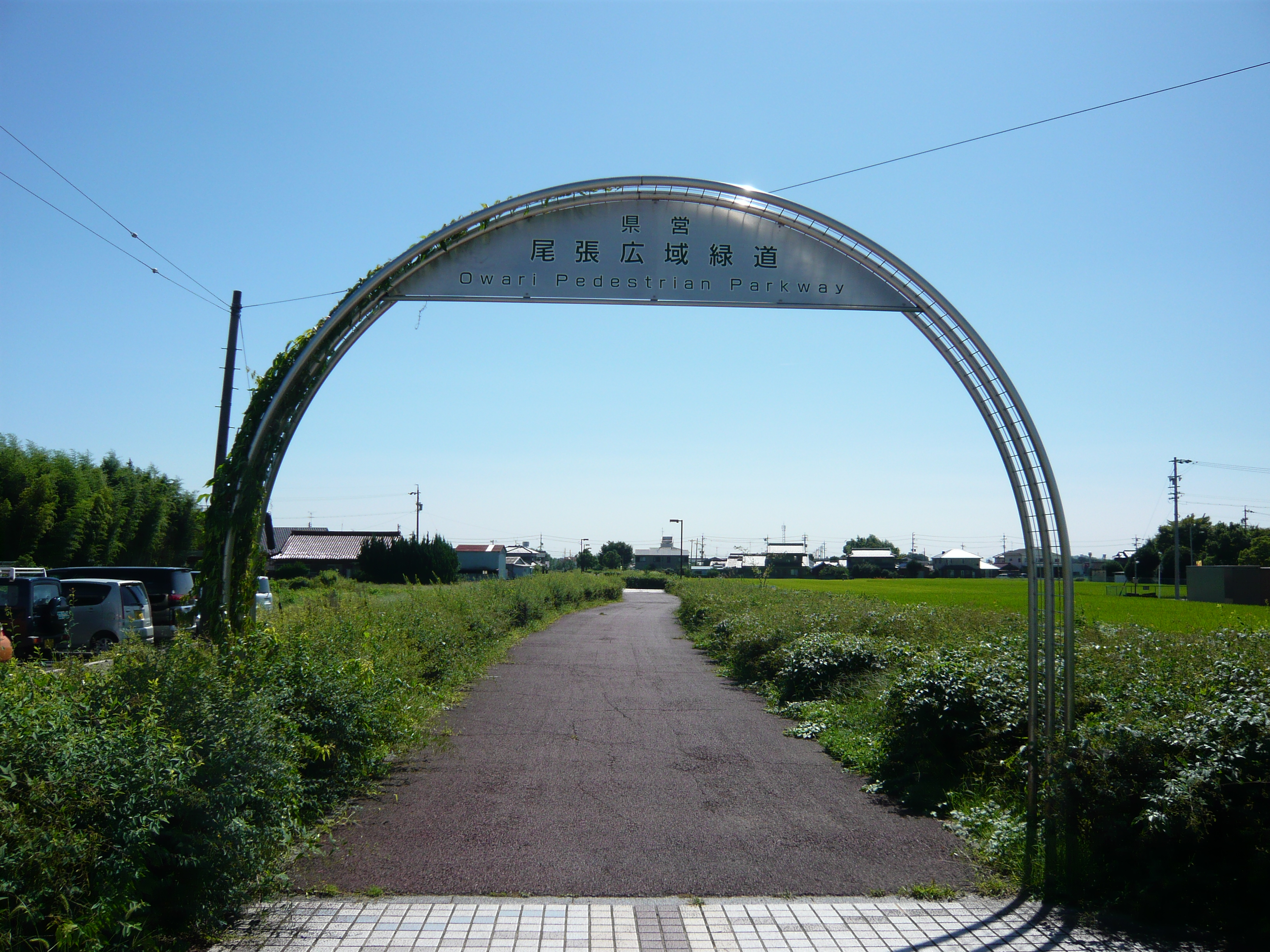
尾張広域緑道
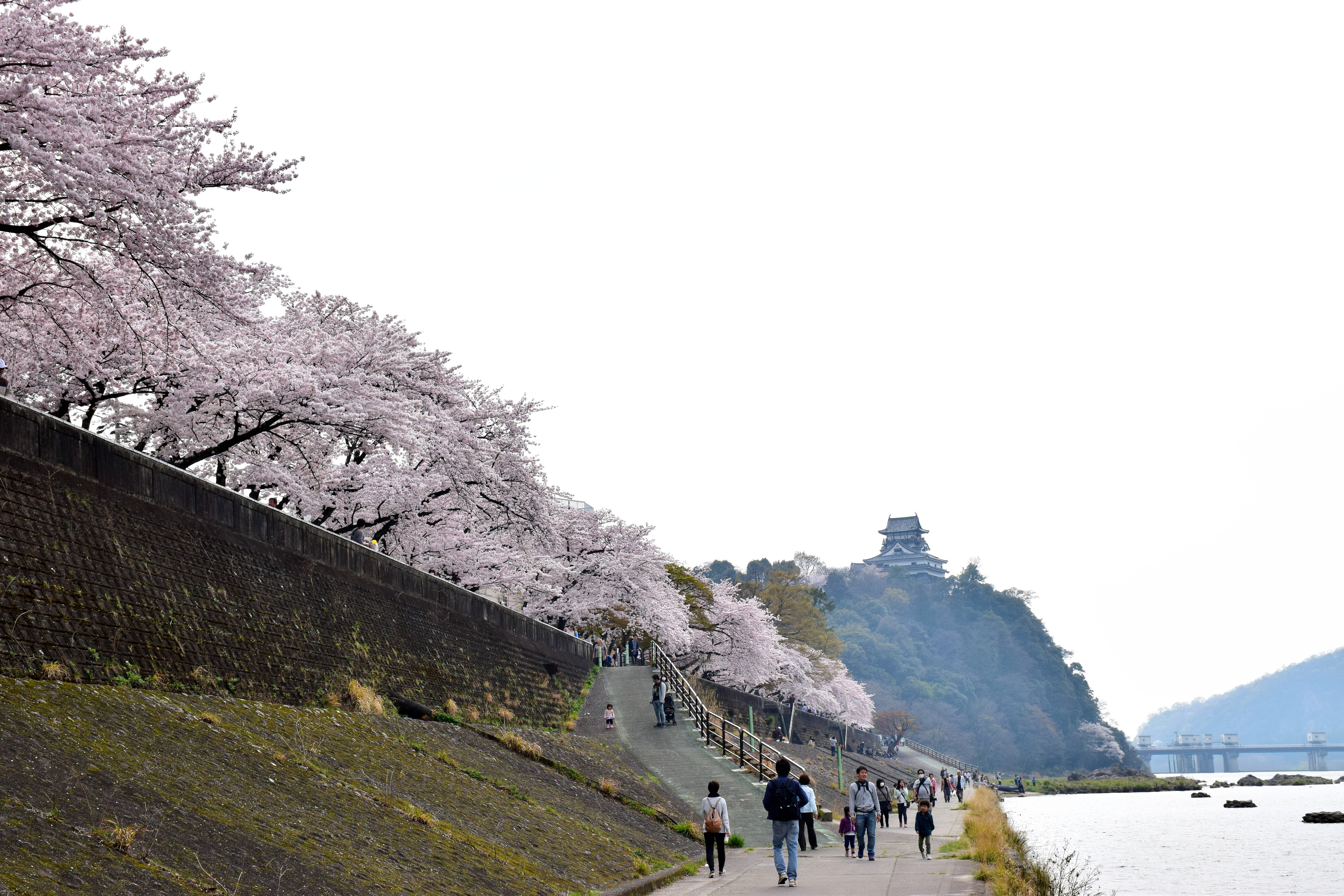
木曽川河畔

## 出身関連著名人

### 出身著名人
- 宇野藤雄（洋画家、旧羽黒村生まれ）
- 坂井政尚（戦国武将、織田氏家臣）
- 池田長吉（戦国武将、因幡鳥取藩初代藩主、池田恒興の三男）
- 八代六郎（海軍大将、第2次大隈内閣時の海軍大臣）
- 石田千太郎（朝鮮総督府逓信局長、朝鮮石炭株式会社社長、愛知県議会議員）
- 腰山謙介（会計検査院事務総長）
- 宮川潤一（ソフトバンク社長、MONET Technologies社長）
- 伊谷原一（霊長類学者、京都大学名誉教授、日本モンキーセンター所長）
- 宮島綱男（経済学者、関西大学理事長）
- 末永康仁（情報工学者、名古屋大学名誉教授）
- 今枝健二（コンディショニングトレーニングコーチ、2015・2016年に中日ドラゴンズのコーチを務めた。）
- 井上淳一（映画監督、脚本家）
- 石田芳弘（政治家、元衆議院議員、元愛知県議会議員、元犬山市長）
- 田中志典（政治家、元愛知県議会議員、元犬山市長）
- 山田拓郎（政治家、元犬山市議会議員、元犬山市長）
- 原欣伸（政治家、元愛知県議会議員、元犬山市議会議員、犬山市長）
- 山田宗樹（作家、『嫌われ松子の一生』、横溝正史賞受賞）
- 嵩峰龍二（小説家）
- 千田琢哉（著述家）
- 前刀禎明（旧ライブドアの創業者。元Apple Computer代表取締役）
- 木村圭作（俳優）
- 守谷香（元アイドル・X JAPANのTOSHIの元妻）
- 満園英二（元SADSドラマー・満園庄太郎の兄）
- 満園庄太郎（flow-warベーシスト、元B'zバックバンドベーシスト・満園英二の弟）
- 本多逸郎（元中日ドラゴンズ外野手。1954年に日本一のメンバー）
- 湯田友美（ワコール所属、陸上選手）
- 大塚水月（女優、タレント）
- 明日香（シンガーソングライター）
- 森山周一郎（声優、俳優 ※戦時中の疎開で犬山市に移住し、中学・高校時代を犬山で過ごした）
- 長谷川洋子（フリーアナウンサー）
- 平野謙（野球評論家、元中日・西武・ロッテ、外野手 ※犬山高校卒業、高校時代に当市に転居。生まれは名古屋市中村区）
- 土屋修平（プロボクサー）
- 久野洋平（cinema staffドラマー）
- 佐伯英恵（雑誌oggiモデル)
- 大脇照夫（プロ野球選手）
- 水野泰輔（サッカー選手、藤枝MYFCMF）
- 鈴木香織（ゴルフ選手）
- 相馬半治（実業家、明治製菓創業者）
- 若翔りつ（宝塚歌劇団99期生宙組男役）
- 小川真由 (NHK大阪放送局報道リポーター)

### ゆかりのある著名人
- 田村淳（お笑いタレント、犬山観光特使）
- 遼河はるひ（タレント、犬山観光特使）

### キャラクター
- 犬山市公式キャラクターとしてわん丸君がある。

## その他

### 職員の不祥事
2024年12月に、同市内の住宅敷地内に誤って設置された街灯を、同市が当事者に説明しないまま撤去する事案が発生した際に、当事者の市民から説明を求められたため、市職員が謝罪と経緯の説明のための電話を当該の市民に対し入れたが、この時に職員は、電話が繋がらずに切ったと勘違いし、この際、市民の外見について中傷する内容の発言をしたことが明らかになった。当該の市民は別の部署にこの事実を連絡し、問題が発覚。市は2025年3月21日に、都市整備部の課長級職員の男性と課長補佐級職員の男性の計2人を、戒告の処分とした。